# Missak Manouchian
Vous lisez un « article de qualité » labellisé en 2024.
Pour les articles homonymes, voir Manouchian.
Cette page contient des caractères spéciaux ou non latins. S’ils s’affichent mal (▯, ?, etc.), consultez la page d’aide Unicode.
Missak Manouchian (arménien occidental : Միսաք Մանուշեան), ou Michel Manouchian, né le 1er septembre 1909 à Adıyaman (Empire ottoman) et mort fusillé le 21 février 1944 à la forteresse du Mont-Valérien (France), est un militant communiste, résistant, ouvrier et poète arménien réfugié en France.
Il est connu pour avoir été l'adjoint de Joseph Epstein à la tête des FTP-MOI de la région parisienne de la Résistance intérieure française à partir d'août 1943. Il est le plus haut gradé du « groupe Manouchian-Boczov-Rayman » de vingt-trois résistants, arrêtés en novembre 1943 puis jugés expéditivement, fusillés et stigmatisés par la campagne anticommuniste, xénophobe et antisémite de l'Affiche rouge en février 1944.
Survivant du génocide arménien de 1915, il se réfugie en septembre 1924 en France, devenant « Français de préférence ». Menuisier de formation, il exerce de nombreux petits métiers, comme tourneur, qu'il apprend sur le tas. Parallèlement à ses activités professionnelles, et ce depuis l'enfance, il écrit des poèmes, s'intéresse aux arts et à la culture — à propos desquels il remplit de nombreux carnets de ses réflexions —, noue des liens avec des écrivains arméniens et fonde même une revue littéraire, Tchank (1930-1931), avec son ami Kégham Atmadjian.
Il s'engage à la suite de la crise du 6 février 1934 dans le Parti communiste français (PCF), par communisme et antifascisme. En juillet 1935, il est élu cadre de la Section française du Comité de secours pour l'Arménie (HOG) et accède à la direction du journal de l'organisation, Zangou. Il joue ensuite un rôle central au sein de l'Union populaire franco-arménienne après la disparition du HOG en 1937.
Il est mobilisé dans l'armée française en octobre 1939 puis démobilisé après la défaite et l'armistice du 22 juin 1940. Affecté à l'usine Gnome et Rhône d'Arnage pendant une année, il devient ensuite militant communiste clandestin à partir du printemps 1941, moment où il parvient à rentrer à Paris. Il est arrêté le jour de l'attaque allemande contre l'URSS ; rapidement libéré, il est ensuite intégré en février 1943 aux FTP-MOI de la région parisienne, qui ont succédé à l'Organisation spéciale. Alors que les arrestations s'enchaînent, il est choisi en août 1943 pour en être commissaire militaire. Après une trentaine d'opérations de son groupe dans Paris, il est arrêté trois mois plus tard par les brigades spéciales de la police française après une longue filature. Torturé, il est ensuite livré à la police secrète de l'armée allemande. Un tribunal allemand le condamne à mort avec vingt-deux de ses camarades. Figure de la résistance armée, il meurt, comme il l'écrit à son épouse Mélinée juste avant son exécution, « en soldat régulier de l’Armée française de la Libération ».
Missak et son épouse Mélinée Manouchian sont accueillis au Panthéon le 21 février 2024, quatre-vingts ans jour pour jour après l'exécution de Missak.

## Biographie

### Jeunesse et débuts (1909-1924)

#### Enfance (1909-1919)
Missak Manouchian naît le 1er septembre 1909,,, à Adıyaman (vilayet de Mamouret-ul-Aziz, Empire ottoman),,, dans le quartier de Tchélébi,. Le doute sur son année de naissance vient de la traduction fortuite en 2024 d'une page de ses carnets personnels qui accrédite la thèse, déjà connue dans sa famille, que Missak Manouchian se serait vieilli de trois ans pour trouver du travail plus facilement et émigrer ensuite en France. Ses parents sont Kévork Manouchian et Vartouhi Kassian,,, des paysans. Plus jeune enfant de sa fratrie, il a deux frères aînés, Haïk et Garabed. Dans ses mémoires, Mélinée Manouchian parle d'une famille de quatre enfants, sans toutefois donner le nom du quatrième.
Il a six ans en 1915 au début du génocide arménien. Des 5 200 Arméniens vivant à Adıyaman, les hommes sont exécutés sur place, tandis que le reste de la population est déporté à partir du 28 juillet 1915 vers Samsat puis Ourfa.
Son père participe à la résistance arménienne de la ville d'Ourfa et est tué par les Turcs,,,. Les quartiers arméniens de la ville, qui comptent de 25 à 30 000 habitants (voire 38 680 habitants selon le patriarcat arménien de Constantinople), entrent en résistance du 29 septembre 1915 au 23 octobre 1915, date à laquelle l'armée ottomane finit par mater et massacrer les insurgés.
Avec sa mère et ses deux frères, ils sont déportés d'Ourfa sur la route reliant Birecik à Nusaybin,. Cette expérience le traumatise durablement. Ils vivent alors pendant quatre ans dans les villages de Mehrab et de Guevndjé, en travaillant comme domestiques pour des familles turques,. Sa mère meurt de maladie (ou de famine) à cette période,. Missak est alors recueilli par une famille kurde, au sein de laquelle il travaille en tant que berger, se fait appeler « Assour » (nom qu'il utilise plus tard comme pseudonyme), et se lie avec leur fille.
Garabed Manouchian donne un témoignage de cette période, paru dans Ayk, la revue de l'orphelinat :

« Je suis né à Adiyaman, dans le quartier de Tchélébi [Celebi], en 1905 probablement. Mon père Kévork était cultivateur, ma mère s'appelait Vartouhi. Avoir avoir terminé la maternelle de Adiyaman, j'ai à peine pu aller un an à l'école primaire Mesrobian. En 1915, nous avons été déportés vers Édesse [Ourfa] où nous avons retrouvé mon père qui avait dû se réfugier au début de la guerre. Mon père a été tué par les Turcs pendant l'autodéfense d'Édesse. Avec ma mère et mes deux frères, nous avons été chassés vers Biredjik et Nissib. Nous avons vécu quatre ans, dans les villages de Mehrab et Guevedjé [Gevece], serviteurs chez des Turcs. Ma mère est morte de maladie. En 1919, j'ai pu entrer à l'orphelinat de l'association des Arméniens d'Égypte à Aïntab (le 30 octobre). Mes frères avaient pu y aller avant moi, et mon petit frère Missak avait été admis à l'orphelinat américain,. »

#### Orphelin du génocide (1919-1924)

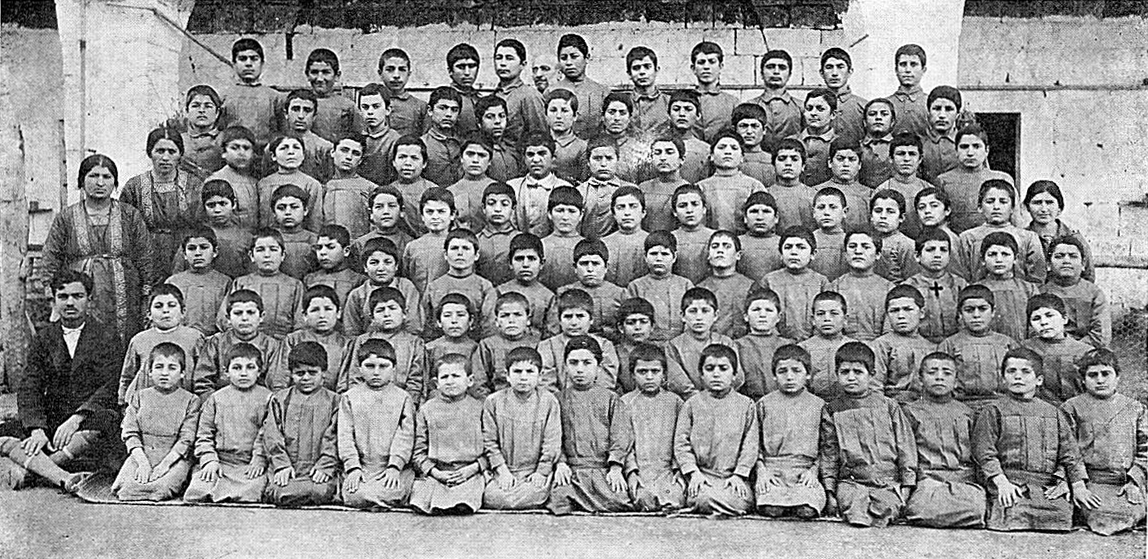
Missak Manouchian (à droite, avec la croix sur la poitrine) à l'orphelinat de Jounieh.
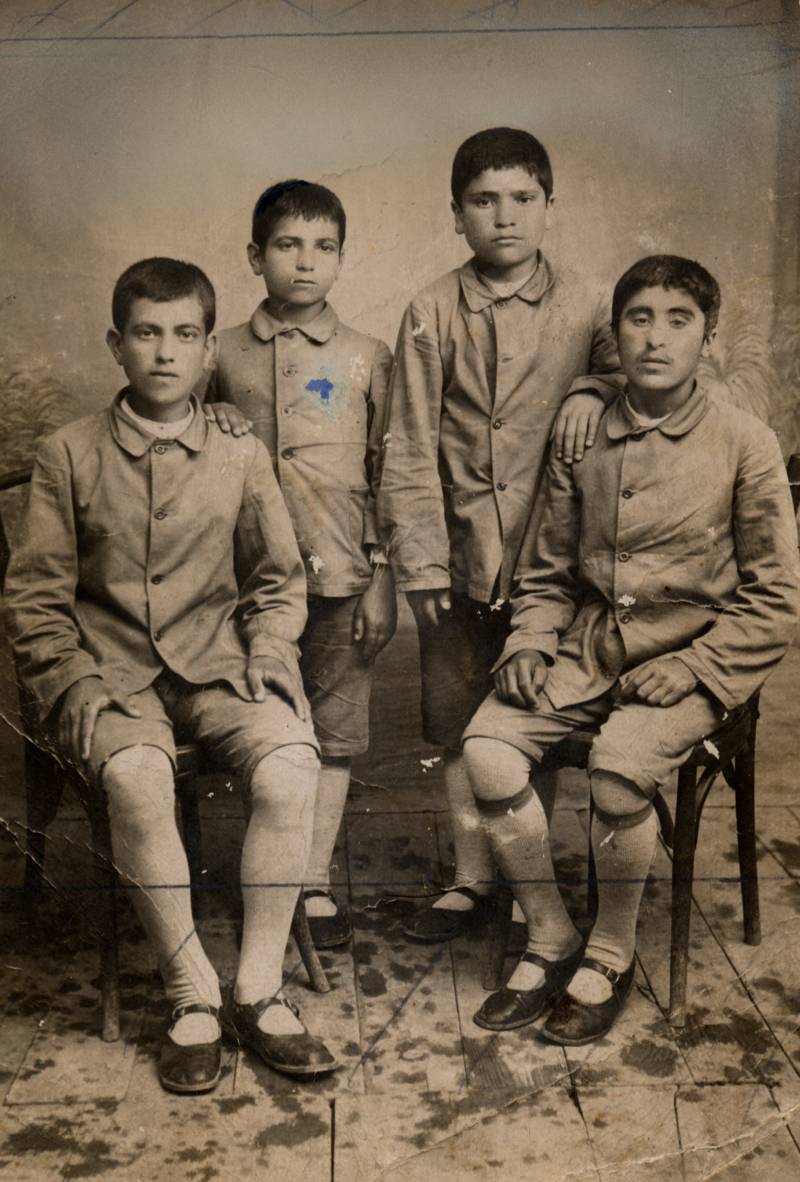
Missak et Garabed Manouchian (à gauche) à l'orphelinat.

À la fin de la Première Guerre mondiale, les frères Manouchian sont récupérés par les agents du Vorpahavak et confiés à des orphelinats après un passage à Aïntab (Cilicie),. Garabed, le frère cadet, est pris en charge le 30 octobre 1919 par le Vorpakhnam (« aide aux orphelins ») local mis en place par l'association des Arméniens d'Égypte,. Il raconte que Missak a à cette date quitté la ville et a été pris en charge dans un orphelinat de l'organisation humanitaire américaine de la Near East Foundation,, sans en préciser la localisation, mais vraisemblablement à proximité. En effet, c'est à Aïntab que l'armée britannique qui occupe la région regroupe les 2 000 orphelins arméniens retrouvés dans des foyers turcs et kurdes. Dans ses notes, le futur instituteur de Missak et Garabed, Krikor Bogharian (1897-1975), écrit : « Garabed Manouchian était dans [l'orphelinat du Vorpakhnam], tandis que son frère était dans l'orphelinat américain [de la Near East Foundation]. Il est possible qu'ils soient arrivés à différents moments à Aïntab ou peut-être même aient été amenés de différents endroits ».
À l'issue de la guerre franco-turque fin 1921, les troupes françaises abandonnent la Cilicie. Dans la foulée du retrait français, en 1922, la Near East Foundation évacue ses orphelinats au Liban, alors sous domination française. Garabed se trouve dans l'orphelinat de Jbeïl, tandis que Missak est à celui de Jounieh, où Garabed le rejoint ensuite. Une autre source évoque une évacuation antérieure de Missak vers Jbeïl et de Garabed à Jounieh, le 25 mai 1920, puis une réunion des deux frères à Jounieh le 8 novembre 1920. Leur troisième frère, Haïk, s'installe quant à lui à Alep.
Dans l'orphelinat de Jounieh, qui accueille jusqu'à 4 000 orphelins durant son existence, ceux-ci reçoivent une éducation primaire ainsi qu'une formation professionnalisante : Garabed et Missak sont ainsi formés à la menuiserie,. Ils s'intéressent très tôt à la littérature, en fréquentant notamment la bibliothèque de l'établissement, et participent à la revue bihebdomadaire manuscrite de l'orphelinat intitulée Ayk (Այգ, « Aube », 1922-1923),. Il est un élève assidu : « lorsqu'il lisait un livre arménien, il remplissait des cahiers entiers de notes relatives au vocabulaire, avec les synonymes, antonymes, etc. ». Son instituteur, Krikor Bogharian, qui laisse à Missak un souvenir durable (Missak lui dédie plus tard un poème dans une lettre du 8 juillet 1931), le forme à l'arménien littéraire. Il se souvient des deux frères comme de « lecteurs passionnés »,. Il décrit Missak comme « un garçon qui avait déjà un caractère très fort. À la limite, il semble qu'il passait pour être têtu et taciturne. Par ailleurs, très studieux et travailleur, il aimait la solitude qui devait lui permettre d'écrire des poésies », résume Mélinée en reprenant les mots d'une lettre de Bogharian reçue en 1947.
Après la guerre, il transmet à Mélinée un poème écrit par Missak lorsqu'il avait onze ou douze ans, intitulé Rêves déçus :
Un charmant petit enfant

A songé toute une nuit durant

Qu'il fera à l'aube pourpre et douce

Des bouquets de roses.
Un autre personnage de cette période qui le marque, cette fois-ci par sa sévérité, est Ghazaros Ghebiklian (surnommé « haïrig », « petit père »), directeur de l'orphelinat. Pour se moquer de lui et faire rire ses camarades, il écrit à son sujet des petits textes satiriques : « c'est en quelque sorte à ses dépens que Manouchian a commencé sa carrière littéraire », écrit Mélinée. Des années plus tard, il lui consacre un texte satirique intitulé Haïrigue (« Le petit père »),,.
Il compose notamment, en 1924 ou 1925, un poème intitulé Vers la France (Դեպի Ֆրանսա), dans lequel il résume son état d'esprit,,, :
Laissant derrière moi mon enfance ensoleillée nourrie de nature

Et ma noire existence d'orphelin tissée de privations et de misères,

Encore adolescent ivre du rêve des livres et des écrits,

Je m'en vais mûrir par le travail de la conscience et de la vie.
- Missak Manouchian (à droite, avec la croix sur la poitrine) à l'orphelinat de Jounieh[25].
- Missak et Garabed Manouchian (à gauche) à l'orphelinat[38].

### Réfugié arménien en France (1924-1934)

#### Ouvrier réfugié (1924-1930)

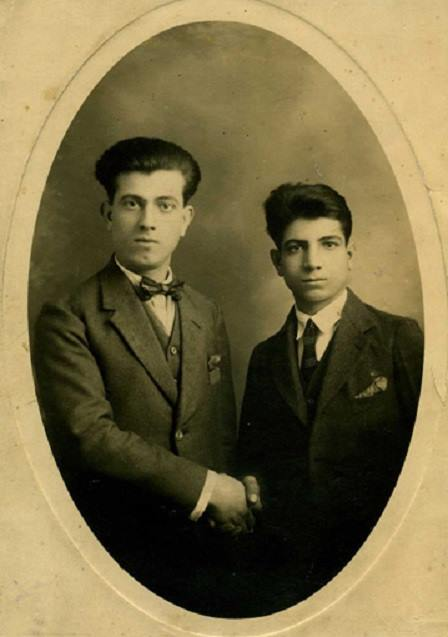
Garabed et Missak en 1924, à La Seyne-sur-Mer. Photographie envoyée à leurs camarades de l'orphelinat de Jounieh,.

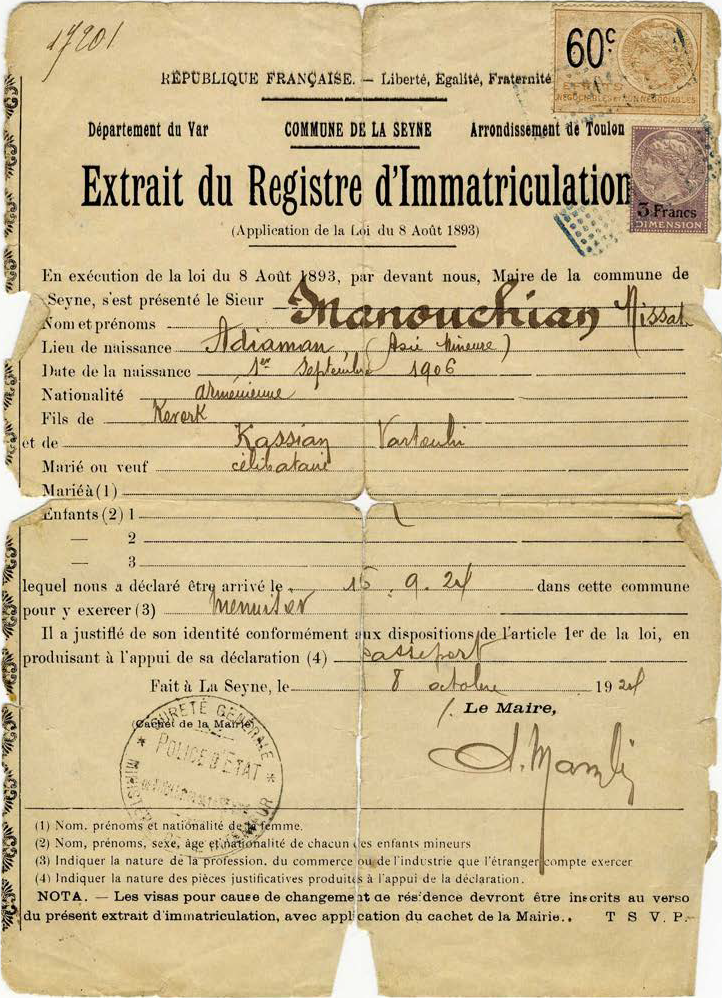
Extrait du registre d'immatriculation de Missak Manouchian à La Seyne-sur-Mer.

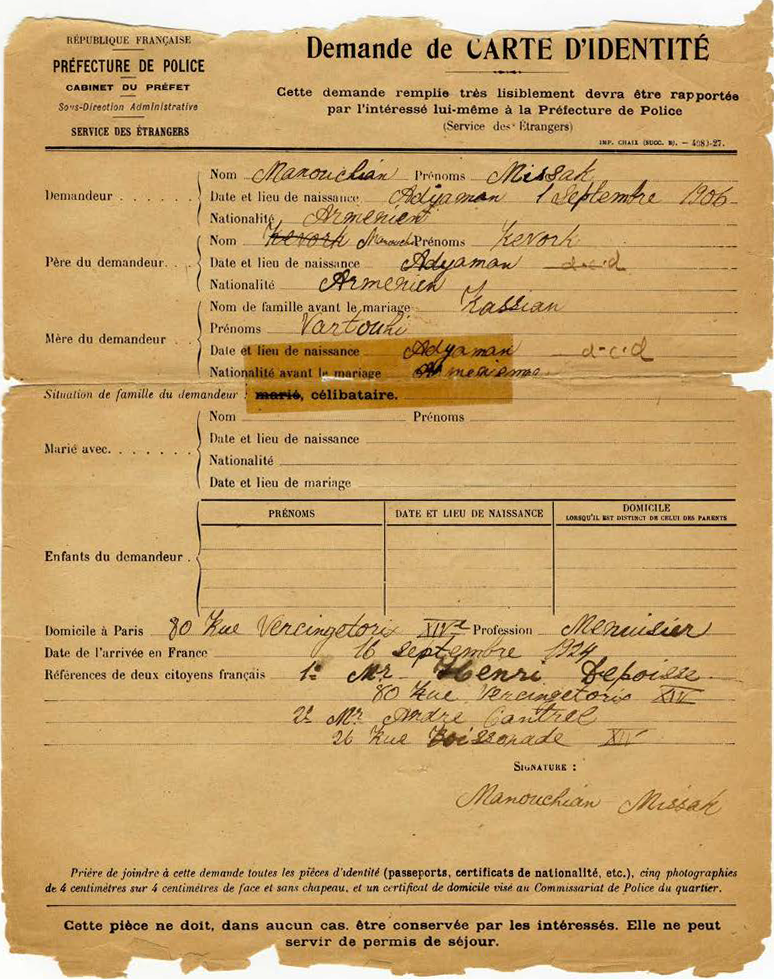
Demande de carte d'identité de Missak Manouchian à l'époque où il vit rue Vercingétorix (1925-1929?).

Garabed Manouchian arrive en France, à Marseille, dès 1923, après avoir rejoint son grand frère à Alep pendant quelques mois. Missak reste à Jounieh jusqu'en septembre 1924 puis quitte Beyrouth le 8 septembre et gagne lui aussi la France le 16 septembre 1924, avec un contrat d'embauche, et un passeport Nansen. Il débarque à Marseille à l'issue d'un voyage effectué sur un bateau des Messageries maritimes nommé Cordillère, qui fait d'abord escale à Jaffa et Alexandrie. À son arrivée en France, il triche sur son âge en ajoutant trois ans à son âge réel. Dans les années 1920, une telle pratique était fréquente chez les immigrés qui venaient en France, afin d'avoir l'âge légal pour travailler. Il prend le train pour rejoindre son frère Garabed à La Seyne-sur-Mer, où ils travaillent pour la société des Forges et chantiers de la Méditerranée, qui embauche alors beaucoup de travailleurs étrangers, en tant que menuisiers,,. Missak passe un examen d'aide-menuisier. Garabed écrit à cette époque : « Il est difficile de trouver du travail à Marseille sans avoir une “carte d'identité” ». Ce dernier est embauché le 6 septembre, Missak le 19. Ce dernier se fait enregistrer à la mairie le 8 octobre 1924 comme menuisier. Ils y sont employés du 19 septembre 1924 au 19 juin 1925, et logent au « baraquement chinois », surnommé ainsi car il abritait jusqu'en 1922 de nombreux travailleurs chinois durant la Première Guerre mondiale, travailleurs ensuite rapatriés en Chine,. Missak travaille sur les chantiers des navires Imerethie II et Oued-Sebou II. Les deux frères correspondent alors avec leur ancien instituteur Krikor Bogharian, Missak le remerciant pour son enseignement et ses conseils : « chacune de vos paroles, même une simple plaisanterie, a un rôle éducatif. […] Je serai fier et heureux si une fois par mois, au moins, en correspondant, vous pouviez guider mes pas imprudents », lui écrit-il le 21 septembre 1924.
À l'été 1925, les deux frères décident d'aller à Paris, notamment du fait du manque de travail aux chantiers navals. Selon Mélinée, il est fasciné par la capitale française :

« Paris, ce nom évoquait en lui tout un univers de choses possibles, d'espérances vécues, de rêves réalisables. Centre de la culture de l'humanité tout entière, capitale de la Révolution, lieu où le peuple se fait le plus entendre, le monde entier étant à son écoute. Il se répétait les noms de Marat, Robespierre, Danton, Saint-Just, les grands Encyclopédistes qui avaient été les prophètes et les artisans de la grande Révolution. »

À son arrivée, Missak travaille pour l'usine Gévelot de la Société française de munitions à Issy-les-Moulineaux. Les entreprises industrielles du bassin parisien embauchent alors de nombreux travailleurs immigrés arméniens qu'elles vont même jusqu'à parfois aller chercher à Marseille. Avec son frère, ils s'installent alors dans une chambre au 11 rue Fizeau dans le 15e arrondissement,, puis au 80 rue Vercingétorix,. Grâce à leurs économies, ils font venir en France leur frère Haïg, qui a lui aussi survécu au génocide et vivait à Alep, en Syrie,. Missak continue de correspondre avec son ancien instituteur : « Ça fait plus de deux ans que je suis loin de vous, mais il me semble que c'était hier tant votre souvenir est frais dans ma mémoire et il le restera toujours », écrit-il en décembre 1925. Ils lui font aussi des cadeaux comme en 1927, lorsque Missak lui envoie un exemplaire de l'ouvrage Les arts décoratifs modernes de Gaston Quenioux.
La tuberculose contractée par Garabed au Liban s'aggrave et il est hospitalisé en 1927, notamment dans les hôpitaux Vaugirard et Necker. Durant la durée de cette hospitalisation, il reçoit la visite journalière de Missak, qui se fait embaucher comme tourneur aux usines Citroën afin de subvenir à leurs besoins, ainsi que chez Renault. Garabed meurt en février ou mars 1927. Comme le raconte l'historienne Astrig Atamian : « Présent à l'hôpital au moment du décès, Missak laisse éclater sa peine devant le personnel médical. Son désespoir est tel qu'il est traité comme un forcené à maîtriser et interné brièvement. Ce nouveau drame accentue le caractère ombrageux et réservé de l'orphelin, déjà traumatisé [par le génocide] ». Cette peine est en partie provoquée par la froideur avec laquelle l'infirmière lui annonce la mort de son frère. Il enterre son frère au cimetière parisien de Bagneux, avec quelques camarades. Deux mois plus tard, il déménage : entre avril 1929 au décembre 1931, il vit au 2 rue des Fossés-Saint-Jacques (5e arrondissement),.

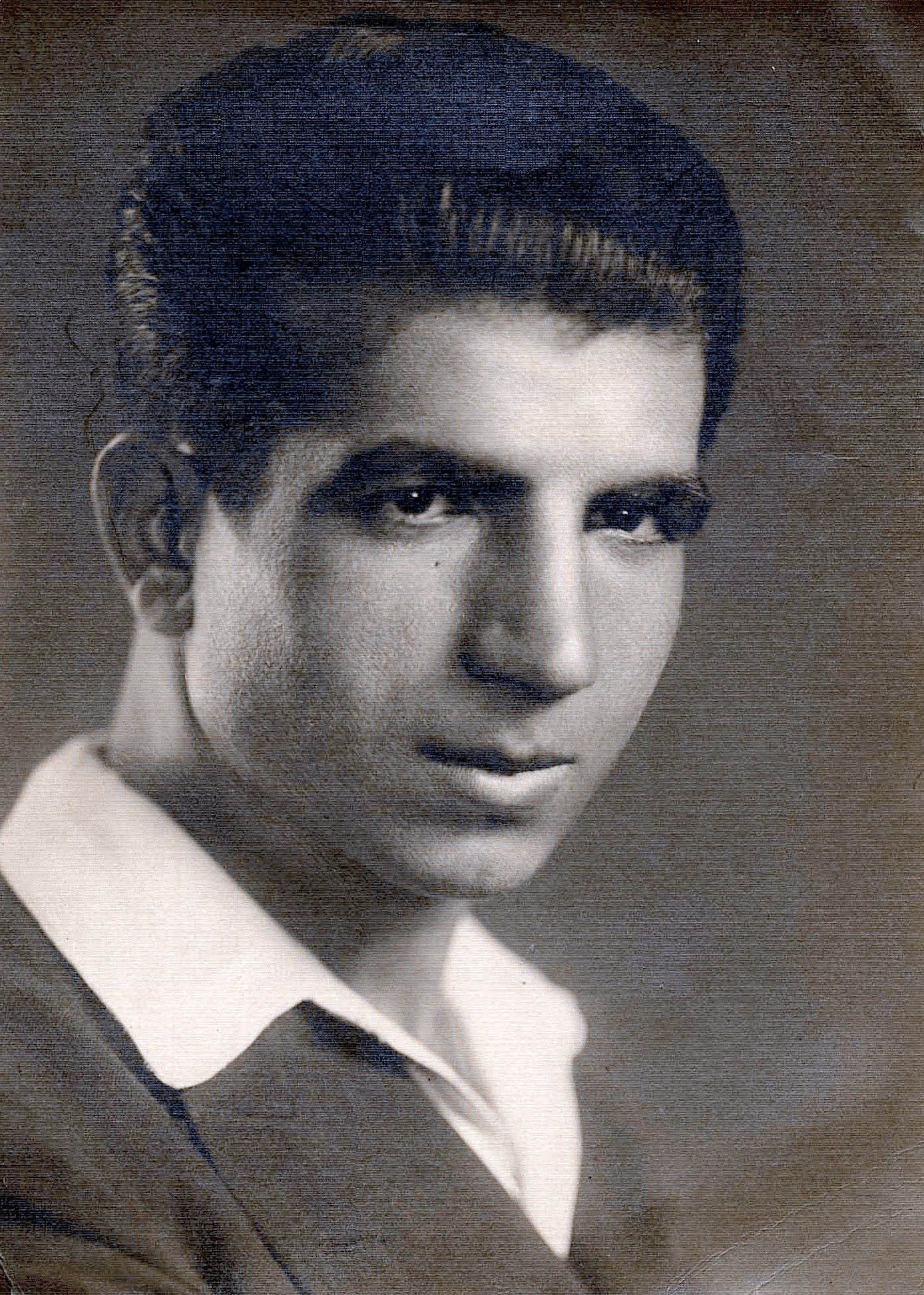
Missak Manouchian dans sa jeunesse, à la fin des années 1920.

La crise de 1929, suivie par la loi du 10 août 1932 relative à la protection de la main d’œuvre nationale rendent son parcours professionnel difficile, à l'instar de nombreux autres travailleurs arméniens, qui sont pour la plupart des journaliers. Ainsi, il s'inscrit au chômage et accumule les petits boulots durant cette période : manœuvre, monteur-téléphoniste, menuisier, tourneur, ficeleur de paquets, laveur de voitures, etc.,. En 1931, il raconte dans une lettre adressée à son instituteur les difficultés de sa vie d'ouvrier étranger à Paris, mais aussi ses espoirs dans la « libération définitive de l'humanité » et dans le succès du communisme en Arménie,. Dans une lettre à Kégham Atmadjian, il parle de la difficulté du travail en usine, notamment à cause du bruit. Mais il met surtout en avant les points positifs : comme le résume Mélinée, « c'est dans ce milieu ouvrier qu'il a connu et ressenti la plus grande chaleur humaine, la camaraderie et, surtout, la solidarité qui peut unir les ouvriers entre eux. Il dit aussi quelle extraordinaire école ce fut pour lui, où il apprit à comprendre la psychologie des travailleurs, leurs préoccupations, leurs soucis, leurs espoirs », et que d'avoir trouvé « ses semblables » nourrit sa poésie. De même, dans une autre lettre à Kégham Atmadjian, il évoque l'importance de son travail pour son inspiration : « Je reçois l'inspiration directement de la vie. Dans la fumée et la suie de l'usine, la crasse et l'huile des machines, le bruit assourdissant, mon âme prend un plus grand envol que maintenant où je suis au calme. […] C'est dans ma vie que j'ai reçu et que je reçois la véritable culture »,,. Il étudie à l'université ouvrière pour se perfectionner en électricité ou en mécanique.

#### Intégration dans le milieu artistique arménien de Paris (fin des années 1920 – années 1930)

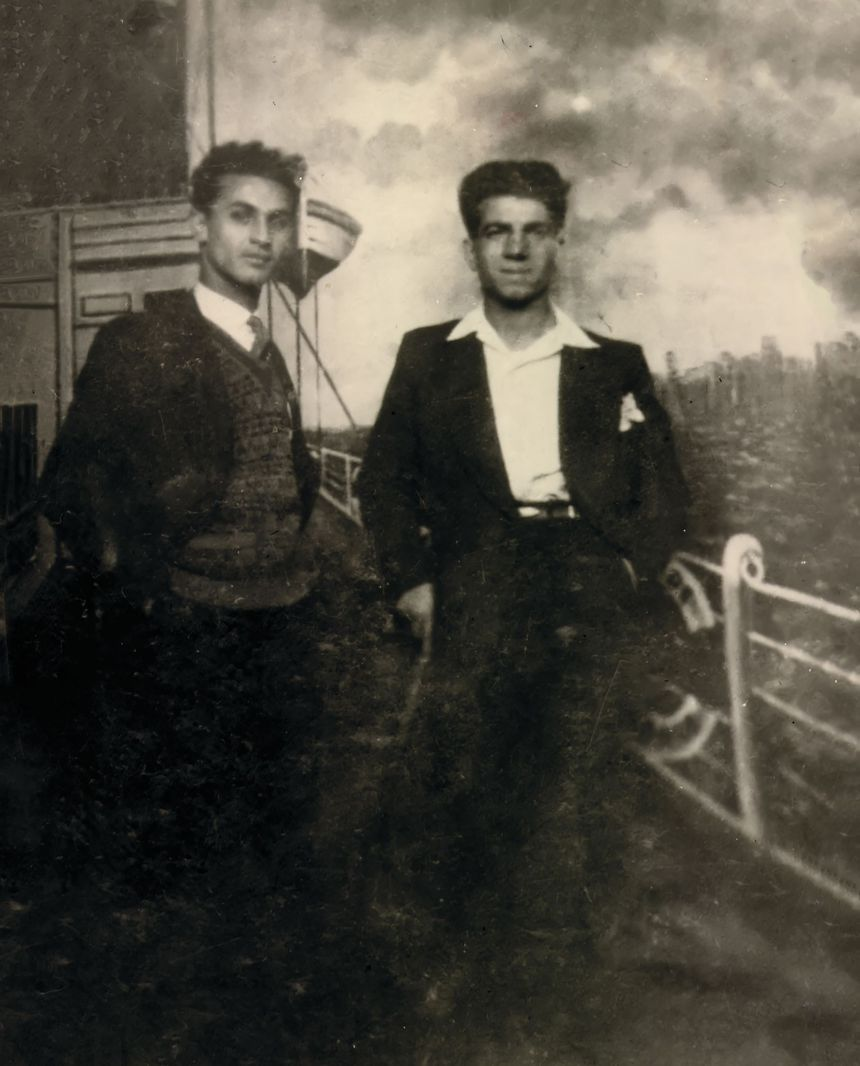
Kégham Atmadjian et Missak Manouchian au début des années 1930,.

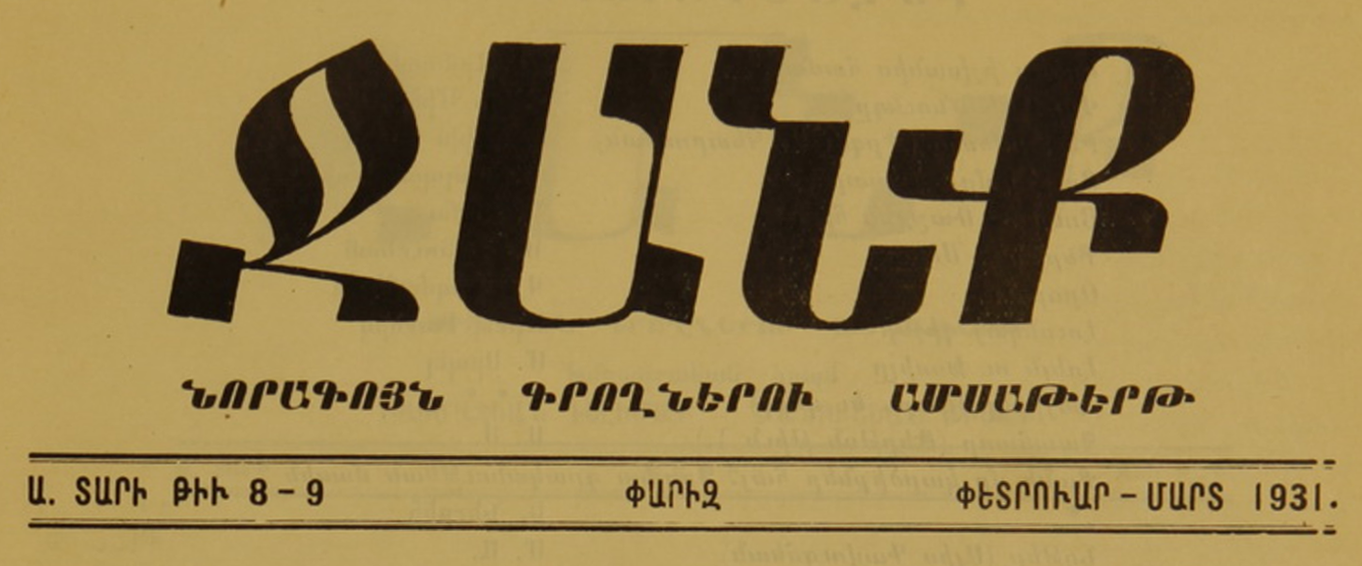
Manchette des numéros 8-9 de la revue littéraire Tchank (février-mars 1931).

Missak Manouchian s'intéresse beaucoup à la littérature française, fréquentant les bouquinistes et se rendant souvent à la bibliothèque Sainte-Geneviève, proche de son domicile, notamment quand il ne travaille pas,, : « il se consacre alors avec acharnement à son instruction. […] Il gagnait si peu qu'il lui arrivait de passer la nuit dans un café, devant un crème, en attendant l'ouverture des bibliothèques », note Mélinée. C'est là qu'il rencontre un autre poète arménien, Kégham Atmadjian, d'un an son cadet, en 1928 ou 1929. Tout au long des années 1930, il lit en particulier les livres des « compagnons de route » du PCF, comme le Jean-Christophe de Romain Rolland, qui devient son livre de chevet,, les surréalistes, les philosophes grecs, Montaigne, Freud, Oscar Wilde, Victor Hugo, Henrik Ibsen, Hippolyte Taine…, dont il recopie les références voire des passages entiers dans ses carnets,. Son intérêt se porte aussi sur la littérature russe (Alexandre Pouchkine, Fiodor Dostoïevski, Léon Tolstoï, Ivan Tourgueniev ou Maxime Gorki) et bien évidemment sur la littérature arménienne, notamment sur l'œuvre du poète arménien médiéval Frik,. Il s'intéresse enfin beaucoup à la mythologie grecque, à propos de laquelle il remplit un carnet entier en arménien de ses notes. Outre la littérature, il porte un intérêt certain à la musique : « dans un état de désespoir infini, je suis venu et j'ai écouté La Valse de l'adieu, de Chopin, et une partie du Castor et Pollux, de Rameau », écrit-il dans ses carnets.
Durant cette période, au début des années 1930, il se rapproche des intellectuels arméniens réfugiés à Paris. Ainsi, il rencontre des « anciens » comme Avetik Issahakian, Vahan Tékéyan, Zarouhi Bahri, Anayis, Lévon Pachalian, Dikran Gamsaragan, Zabel Essayan ou encore Archag Tchobanian. C'est surtout avec ce dernier qu'il se lie,. En effet, comme le raconte Mélinée : « Ils correspondirent pendant des années ; Manouchian envoyait des poèmes et Tchobanian les critiquait, notant les défauts comme les qualités et conseillait son jeune élève ». Par exemple, dans une de ses lettres du 4 décembre 1931, Tchobanian lui écrit : « ces trois textes que vous avez envoyés sont plein de défauts et ont donc besoin d'un polissage. Il est difficile d'exprimer par lettre les remarques que j'ai à faire : il serait bon qu'un dimanche matin vous vouliez bien venir à la maison et que nous parlions de vive voix de tout ça ». Tchobanian lui offre une tribune dans sa revue littéraire, Anahit, dans laquelle Missak publie, entre 1931 et 1935, huit poèmes (qu'on retrouve plus tard dans le recueil posthume qui rassemble ses écrits) : Avec la nature (écrit à Granville le 13 août 1929,,), Élévation (écrit à Chatenay,), Nostalgie de la terre (écrit à Chatenay le 25 juillet 1931,,), Ennui (écrit à Paris le 2 juillet 1932,), Prière (écrit à Chatenay le 10 mars 1933,), À Vahan Tékéyan (écrit à Paris le 28 juin 1934,,), Lutte (écrit à Paris le 15 mars 1933,,) et L'Appel de la multitude (écrit à Paris le 5 décembre 1933,,).

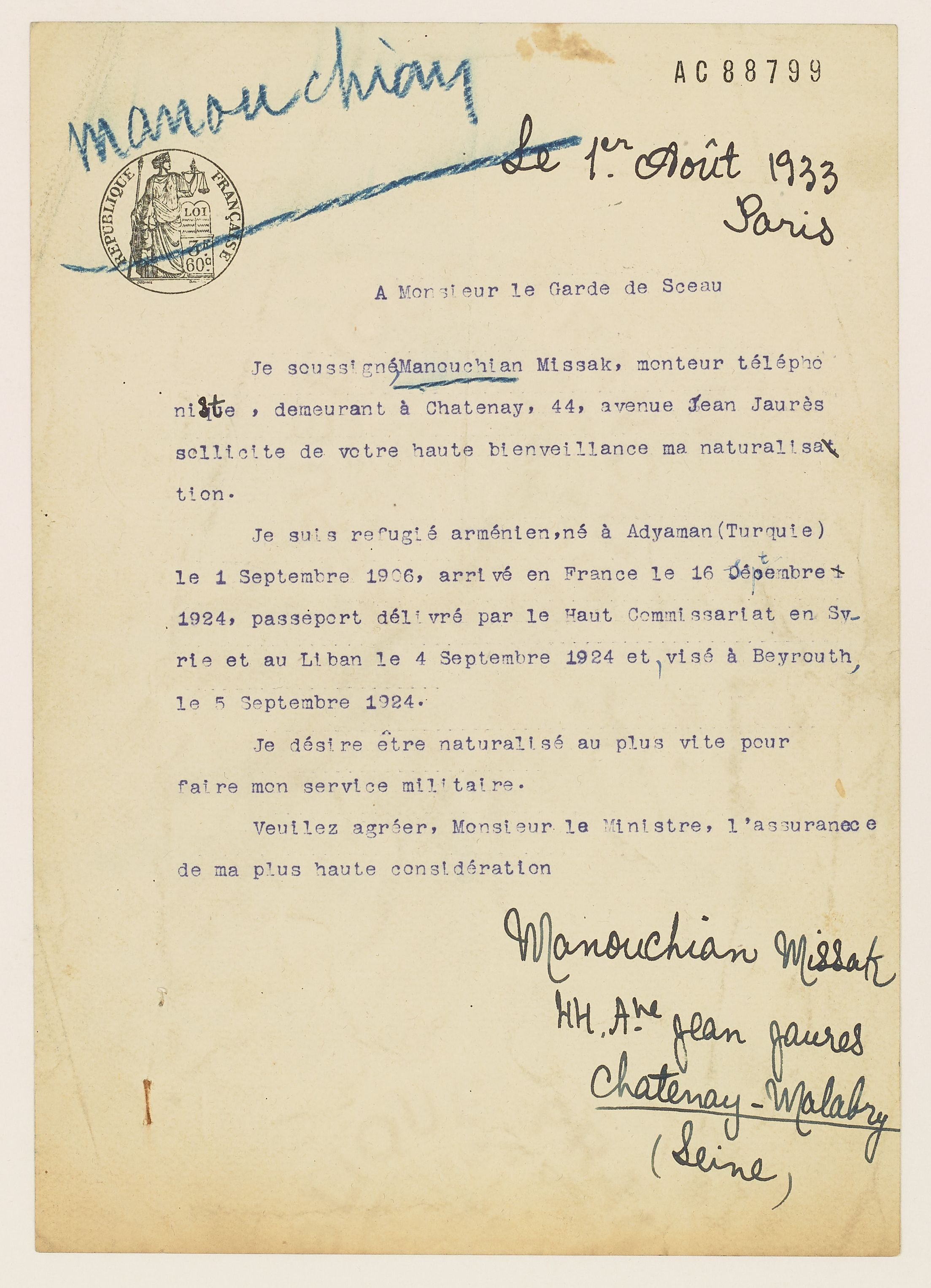
Courrier de demande de naturalisation française de Missak Manouchian retraçant son parcours jusqu'en France (01-08-1933).

Missak fréquente aussi les jeunes écrivains arméniens, comme Vahram Gakavian ou les nombreux noms qui publient l'éphémère revue Menk. Mais c'est surtout avec le poète Kégham Atmadjian, alias Séma, qu'il se lie, ainsi qu'avec Krikor Bédikian, ancien camarade d'orphelinat de ce dernier,. Tous les trois fréquentent le Louvre et les musées parisiens, et prêtent serment devant le Panthéon : « ils deviendront des hommes, c'est-à-dire instruits, sinon plutôt mourir… », raconte Marie Atmadjian, la sœur de Séma,,. Missak et Séma s'inscrivent en auditeurs libres à la Sorbonne, où ils suivent des cours de littérature, de philosophie, d'économie politique, d'histoire, de sociologie, d'écriture de scénario. Dans une lettre, Missak lui écrit : « Avant tout, une chose est vitale pour moi, c'est le travail de l'esprit »,,,. Le fils de l'écrivain Avetik Issahakian, Viguen, croise Missak à la Sorbonne :

« Dans la foule, j'ai remarqué l'épaisse chevelure noire de Missak et ses sourcils fournis, je me suis approché et je lui ai demandé en français : « Ça va Missak ? » Il a répondu : « Rien de spécial, j'essaie de me maintenir. Je travaille à l'usine Citroën. Quand j'ai du temps, je viens ici suivre certains cours. » Manouchian n'était pas bavard, il ne racontait rien de sa vie personnelle ni de ses activités politiques. Il m'a demandé quand mon père allait venir, il voulait faire sa connaissance. Je savais que Missak écrivait des poèmes, mais son caractère réservé l'empêchait de nous les montrer. Je lui ai répondu que j'attendais aussi impatiemment mon père, je ne l'avais pas vu depuis deux ans. Une petite pluie automnale a dispersé cette joyeuse foule. »

Avec Kégham Atmadjian, ils fondent la revue Tchank (Ջանք, « Effort ») en 1930-1931,. Dans cette revue, ils publient des articles sur la littérature française et la littérature arménienne, ainsi que quelques traductions en arménien d'auteurs français. Par exemple, Missak Manouchian traduit le poème Enivrez-vous de Baudelaire. Dans le numéro 2, on retrouve en première page une reproduction de La Liberté guidant le peuple d'Eugène Delacroix, rendant hommage aux « Trois Glorieuses »,. Ils travaillent beaucoup ensemble, notamment dans un atelier d'imprimerie, consommant de grandes quantités de lait pour se prémunir des risques d'intoxication au plomb. Marie Atmadjian raconte en 1953 sa visite dans leur appartement :

« Quand nous sommes arrivées en France début 1930, nous avons trouvé mon frère Séma et son camarade Missak Manouchian dans une chambre sombre et humide du Quartier latin, au bout de la rue des Fossés-Saint-Jacques, au numéro 2. La vision de cette pièce était terrifiante. Ça ressemblait à tout sauf à une chambre normale. Des liasses de papier et des piles d'articles, des outils d'imprimeur, des caractères dans des caisses, des pages et des clichés rangés dans des cartons… Un primus dans un coin, à côté de l'évier sous lequel étaient alignées des bouteilles pleines de lait. Lorsque ma mère, inquiète de voir cet état, a demandé s'ils ne se nourrissaient que de lait, Missak a répondu dans un bon sourire : « Petite maman, il n'y a rien de meilleur au monde que le lait… le plomb est un poison, le lait son antidote. Nuit et jour, nous avons affaire à ces caractères d'imprimerie ; si on ne boit pas de lait, on meurt… ».
Kégham, tout joyeux, nous a apporté les premiers numéros de Tchank, et nous nous demandions s'il fallait nous en réjouir ou pleurer…,,. »

La revue prend fin du fait des difficultés financières rencontrées par les deux hommes mais aussi d’un conflit rédactionnel entre eux.
Missak Manouchian passe aussi beaucoup de temps à déambuler dans les rues de Paris. Athlétique, il pose pour des artistes pour compléter ses revenus,, notamment pour son ami le peintre Krikor Bédikian, qui habite lui aussi rue des Plantes, ou pour Jean Carzou, dont l'atelier se situe à proximité,. Il rencontre aussi Henri Bouchard, Chana Orloff, Auguste Musetti-Faivre et Maxime Real del Sarte.
De fin décembre 1931 à septembre 1933, il réside au 44, avenue Jean-Jaurès à Châtenay-Malabry, où se situe la communauté communiste « La Cité nouvelle » cofondée par Marcel Fredou,,, maison collective d'une vingtaine de chambres surnommée « le Kolkhoze » abritant des communistes français et des travailleurs étrangers, notamment des Juifs polonais. Il y fait la cuisine et les courses. Selon Astrig Atamian, cette expérience constitue « une étape fondatrice dans son intégration, sa politisation et son adhésion en 1934 au Parti communiste ». Elle note aussi : « Missak affronte la solitude et la précarité qui caractérisent son existence de prolétaire grâce à la solidarité et au réconfort moral qu'il trouve au sein de la classe ouvrière ». Il est cependant difficile de savoir s'il fréquente d'autres communistes arméniens à cette période, notamment les quelque 450 ouvriers qui commencent à être organisés par le Parti communiste dans un « groupe de langue » arménien au sein de la Main-d'œuvre immigrée.
En août 1933, Missak Manouchian fait une première demande d'acquisition de la nationalité française qui est rejetée, le 19 décembre 1934, au motif qu'il est au chômage ou encore parce qu'il a fait une demande trop tardive par rapport à son arrivée en France. À l'automne, en octobre, il s'installe au 79, rue des Plantes (14e arrondissement).

#### Militant communiste (1934-1939)

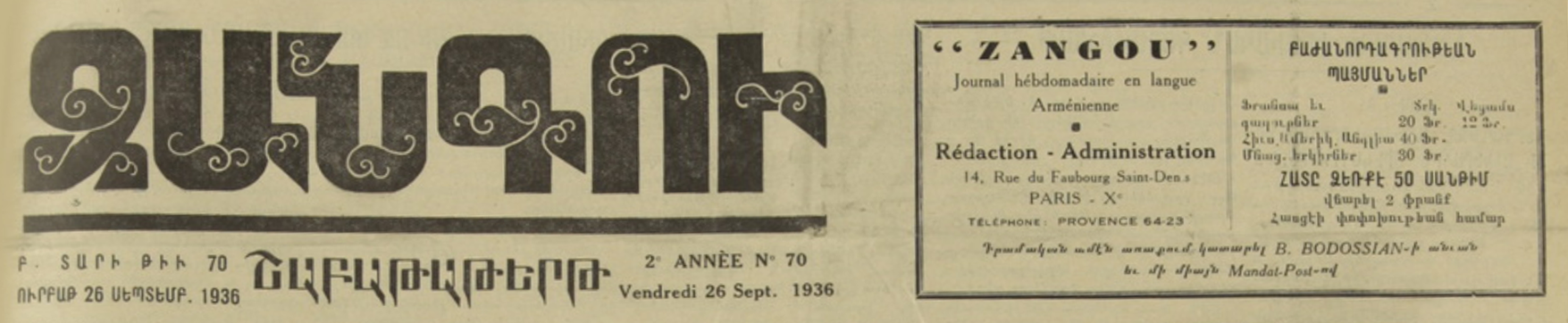
Manchette du numéro 70 du journal Zangou (26 septembre 1936).

Début 1933, lorsque l'écrivain arménien Archag Tchobanian rentre d'une mission en Arménie soviétique, il donne une conférence organisée par l'Association des anciens volontaires arméniens de l'armée française dans laquelle il raconte son séjour. Missak Manouchian assiste à cette conférence, qui joue un rôle non négligeable dans son engagement politique communiste. Cette orientation vers le communisme puis l'antinazisme est aussi nourrie par son expérience du génocide arménien : ses traumatismes lui donnent « une sensibilité qui, adulte, nourrit son aversion contre les injustices sociales et le porte vers le communisme », note Astrig Atamian. Intéressé par l'actualité internationale, il est très impressionné par le communiste Georgi Dimitrov, alors accusé de l'incendie du Reichstag et jugé à Leipzig à partir de septembre 1933 : « Manouchian avait exprimé toute son aversion pour le nazisme et son admiration pour l'attitude courageuse et téméraire de cet homme. Le comportement héroïque de Dimitrov l'avait enthousiasmé par la façon dont celui-ci avait dénoncé l'« imposture nazie » », raconte Mélinée. Il lui consacre ainsi un poème,.
Même s'il fréquente depuis au moins 1931 les militants communistes de la région parisienne, il n'adhère au Parti communiste français qu'en 1934,,,,,, à la suite de la crise du 6 février 1934,,. Il participe aux manifestations antifascistes des 9 et 12 février, et se rend aux meetings de la gauche. Dans la foulée, il s'inscrit aux cours de l'université ouvrière afin d'étudier d'un point de vue révolutionnaire la philosophie et l'économie politique. Il prend aussi des cours d'orateur, parler en public n'étant pas son fort : « Toujours très concis, son discours allait droit à l'essentiel. Il parlait sans effets, ce qui pouvait donner l'impression, parfois, d'une certaine froideur de ton », raconte Mélinée. De plus, il entre, vraisemblablement à cette époque mais sans que l'on ne connaisse la date exacte, dans la Main-d'œuvre immigrée (MOI), (peut-être en 1936) et dans la sous-section arménienne du PCF.
Toujours en 1934, il adhère à la section française du Comité de secours pour l'Arménie (Hay Oknoutian Gomidé, HOG),, conseillé en ce sens par David Davidian, sous-secrétaire de la section arménienne du PCF,. Vers la fin des famines soviétiques de 1931-1933, qui touchent l'Arménie soviétique, il participe aux collectes de lait Nestlé, de farine et de sucre pour les envoyer aux enfants arméniens. Il rencontre Arsène Tchakarian à cette époque.
Au sein du HOG, Missak est membre du comité du Quartier latin, plutôt composé d'intellectuels, tandis que Mélinée Assadourian milite au comité de Belleville, largement composé d'ouvriers. Chaque fin d'année, le HOG organise un gala. C'est au gala de décembre 1934 que Mélinée, alors responsable de la caisse, rencontre pour la première fois Missak. Elle décrit ainsi Missak, qui l'invite à danser avec lui : « Jeune, d'allure sportive, très brun, ses yeux étaient d'un noir profond comme la nuit qui porte en elle le soleil à venir ». Cette première danse se passe très mal, son cavalier lui marchant sur ses chaussures neuves durant une valse :

« C'était, en cet instant, très certainement, la pire des choses qui pouvaient m'arriver. Je crois bien que mon partenaire est devenu, à ce moment précis, la personne que je haïssais le plus au monde. […] Le reste de la soirée, je ne cessai de regretter d'avoir pris le risque fatal d'endommager mes vêtements. Lorsqu'est arrivée la fin de notre gala, mon maladroit s'est proposé pour me raccompagner. Mais j'avais contre lui un tel ressentiment, que j'ai énergiquement décliné son offre. Je ne pensais qu'à mes souliers… Et je suis rentrée seule. »

En 1934-1935, époque de la montée du Front populaire, le HOG connaît un développement notable de ses effectifs et a besoin de nouveaux cadres : lors du congrès du HOG de juillet 1935, un nouveau conseil central est élu, élection lors de laquelle chaque section est représentée par un délégué. Un des objectifs du Congrès est l'élection au Comité central de nombreux jeunes et de femmes. Missak et Mélinée sont alors tous les deux désignés délégués par leur section respective et sont donc présents au Congrès. Lors de la pause déjeuner qui précède le vote, Mélinée raconte : « Là, j'ai senti qu'un garçon me regardait de ses yeux noirs étincelants ». Si elle avait alors oublié leur malheureuse première rencontre, il l'impressionne cette fois-ci beaucoup : « Il était le centre des jeunes. Il parlait de tout et cela m'a beaucoup impressionnée. Politique, social, organisation, sport, art, littérature, rien ne lui semblait être étranger de ce qui constitue l'activité humaine ». Ils sont tous les deux élus au Comité central et Missak est de plus élu au poste de Deuxième secrétaire, assistant Haïg Kaldjian, le secrétaire général. Missak et Mélinée se fréquentent ensuite quotidiennement dans les bureaux de l'organisation :

« Manouchian et moi étions dans le même bureau. […] Il venait souvent me parler. […] Je sentais parfois son regard qui s'attardait sur moi, mais je feignis de n'y prêter aucune attention. […] Un jour enfin, il me dit : « Veux-tu voir la photo de la jeune fille que j'aime ? » Je lui réponds : « Pourquoi pas… » Je le vois alors qu'il cherche quelque chose dans sa poche. Après avoir fouillé un moment, il en tire un objet qu'il place devant mes yeux : c'était un miroir. […] il semble bien que c'était là une déclaration d'amour, mais je ne l'ai pas prise au sérieux. »

À cette époque, alors qu'il est en train de consacrer l'essentiel de son temps à l'activité militante, il regrette de ne plus pouvoir écrire : « D'innombrables devoirs me bousculent et m'assaillent, si bien que je ne sais plus derrière lequel courir… Je laisse tomber la poésie. C'est la période la plus féconde de ma vie et moi, au lieu de créer, je me tue dans les soucis… », écrit-il dans ses carnets le 18 juillet 1935. Son dernier poème connu, dédié au journal L'Humanité, est daté du 12 novembre 1934. Il est ainsi particulièrement frustré par le temps que son travail lui prend : « Le temps me manque tellement ! Je n'ai pas le temps pour réaliser mes désirs : je tourne constamment en rond dans les platitudes de la vie quotidienne. Je voudrais écrire à ceux que j'aime et je n'en ai pas le temps. Je n'ai pas de temps, je n'ai pas le temps de faire quoi que ce soit d'autre que des réunions et encore des réunions… », écrit-il dans ces mêmes carnets. Taciturne et « avare de son temps », il allait à l'essentiel au cours desdites réunions.

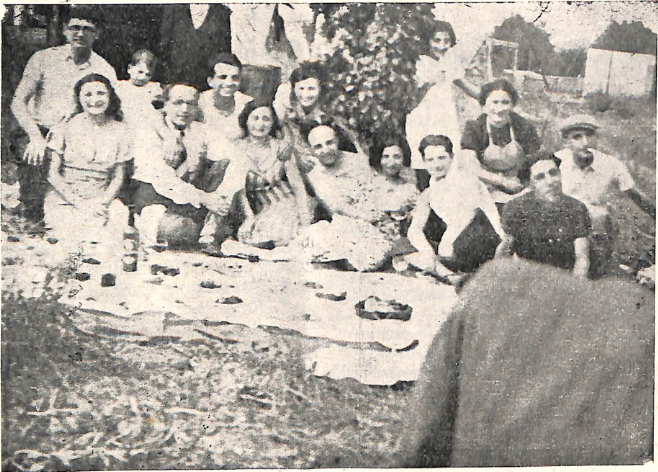
Pique-nique dans le jardin des Elekian vers 1930. On peut apercevoir sur la photo Missak et Mélinée, Louisa et Arpiar Aslanian ou encore Haïg Kaldjian,.

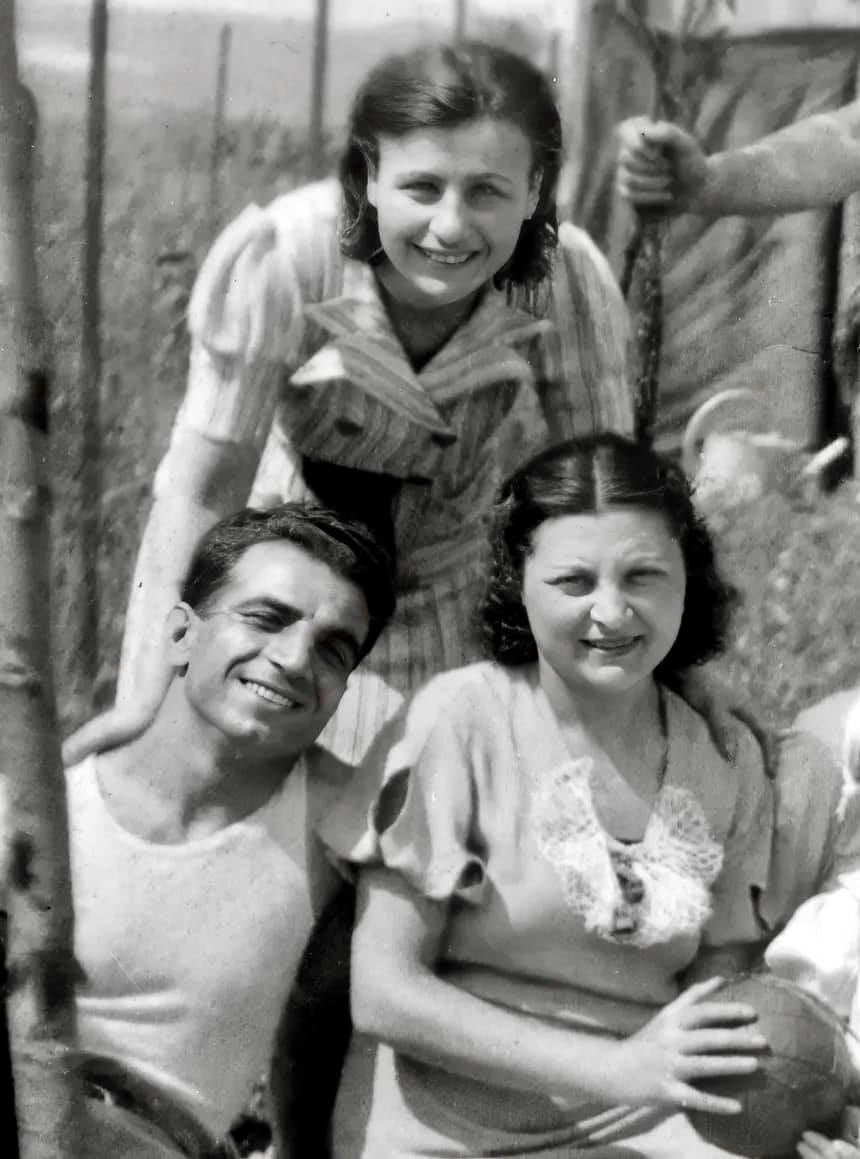
Missak et Mélinée dans les années 1930.

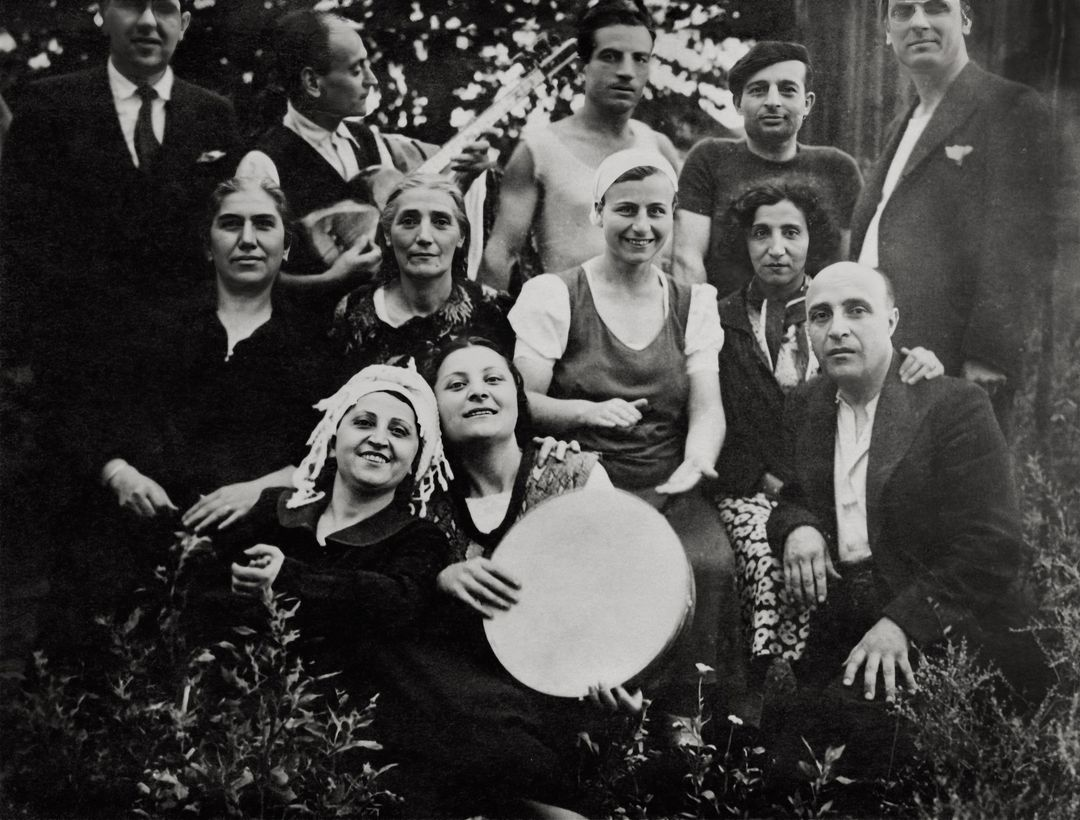
Missak et Mélinée, en compagnie notamment de Louisa et Arpiar Aslanian ou encore de Misha Aznavourian (jouant du târ) dans les années 1930.

L'une des responsabilités de Missak Manouchian est d'être rédacteur en chef du journal du HOG, Zangou,,,, du nom d'une rivière qui arrose Erevan, publié par l'imprimerie du fils de Zarouhi Bahri. Lancé en juin 1935, il a pour rôle de contribuer au soutien à l'Arménie soviétique. Le journal salue l'arrivée au pouvoir du Front populaire, se fait l'écho de l'action des communistes, prône une plus grande intégration des Arméniens de France dans le monde du travail français mais veut aussi pousser à leur retour en Arménie soviétique. En 1935, Missak assiste au premier congrès international des écrivains pour la défense de la culture dont il fait un compte rendu. À la suite de l'assassinat maquillé en suicide d'Aghassi Khandjian, premier secrétaire du parti communiste d'Arménie, victime des purges staliniennes, le journal prend parti en faveur de Joseph Staline et justifie l'éradication des « ennemis du socialisme ». Mélinée raconte que son mari voulait que son journal soit véritablement « l'émanation de la classe ouvrière » : pour ce faire, il nomme des correspondants dans les villes principales de province responsables de lui envoyer des articles et des échos ; de plus, il encourage des ouvriers, « parfois de simples gens à peine capables de formuler une pensée, mais dont les idées, fondamentalement, étaient justes », à écrire des articles dans Zangou, articles qu'il retravaille ensuite avec leurs auteurs avant de les publier, seule manière pour lui « de les pousser à une constante activité intellectuelle » et construire leur conscience politique. Zangou joue aussi un rôle important dans la lutte politique et culturelle contre la Fédération révolutionnaire arménienne (ou parti Dachnak), qui avait dirigé l'éphémère première république arménienne (1918-1920) jusqu'à l'invasion de l'Arménie par l'Armée rouge et sa soviétisation, et qui adopte donc des positions anti-soviétiques marquées. Très présent en diaspora, le parti Dachnak célèbre tous les ans le 28 mai 1918, date de l'indépendance de cette première république, tandis que les communistes arméniens et le journal Zangou proposent de célébrer celle du 29 novembre 1920, date de la soviétisation. Autre exemple de cette lutte : un article signé « M. A. Nouchian » (donc vraisemblablement de la main de Missak) publié dans Zangou en 1936 critique virulemment le journal Haratch, historiquement lié au parti Dachnak.
Le 22 février 1936, Missak Manouchian épouse Mélinée Assadourian à Beyrouth,, même s'il semble que cette union n'est pas officielle en France. Elle s'installe au domicile de son mari rue des Plantes. Dans cet appartement peu meublé, il accumule des ouvrages : « près de l'armoire, il y avait des ouvrages d'art, des livres politiques, des recueils de poèmes et des romans dont, bien sûr, le Jean-Christophe de Romain Rolland ». Il prend aussi l'habitude d'épingler un grand nombre de « petits papiers […] sur lesquels étaient écrites toutes sortes de petites phrases ». À cette époque, Missak entretient des relations avec des personnes d'horizons différents : « N'ayant lui-même pas le profil type du militant de base, Missak ne s'arrête pas à la « pureté biographique » de ceux qu'il fréquente », note Astrig Atamian. Plus particulièrement, durant leur temps au HOG, le couple se rapproche de la famille Aznavourian ainsi que d'autres militants communistes arméniens, dont Haïg Tebirian, Diran Vosguiritchian et le couple Louisa et Arpiar Aslanian. Cette dernière voue une véritable admiration à Missak. Ils passent de nombreuses soirées chez Misha Aznavourian, lors desquelles il arrive à Missak de chanter ou de déclamer ses poèmes (parfois avec Kégham Atmadjian), ou chez les Aslanian, où Missak et Armène, la sœur de Mélinée, chantent souvent en duo des chansons populaires arméniennes et françaises. Il leur arrive aussi, mais beaucoup plus rarement, de sortir de Paris pour se promener dans les bois situés en périphérie de la capitale ou de pique-niquer au bois de Boulogne avec les Aznavourian, moments lors desquels Missak apprend à jouer aux échecs au jeune Charles Aznavour. Le couple Manouchian se rend parfois chez des amis qui possèdent alors une maison au bord de la Marne. Durant l'une de ces virées, en 1936, Mélinée manque de se noyer, mais elle est sauvée par Missak.
Malgré leur lourde charge de travail, le couple prend part à des activités culturelles. Parmi ces activités, ils fréquentent régulièrement le cinéma : Missak aimant rire dans les salles obscures, ils vont souvent voir les « comiques » comme Fernandel. Comme le note Mélinée, « Manouchian […] était d'une nature pensive, l'esprit constamment préoccupé. S'il consentait à passer deux heures au cinéma, c'était pour oublier d'une certaine manière tout ce qui le hantait ». Ils vont aussi voir des films plus sérieux, notamment ceux de Marcel Pagnol ; ainsi, après avoir vu La Femme du boulanger (1938), il dit à sa femme : « Il y a une grande profondeur dans la réalité décrite, cela est très enrichissant et tes larmes ne sont pas gratuites ». Ils vont aussi à l'opéra Garnier, Missak étant très intéressé par la musique classique (et les arts en général), à propos de laquelle il aurait voulu écrire : « Je voudrais écrire sur les "grands" de l'art : Michel-Ange, Beethoven, Bach… mais ma sensibilité est ruinée par les petits soucis de la vie ». À l'opéra, ils vont par exemple voir une représentation du Tannhäuser de Richard Wagner, ou du Don Giovanni de Mozart, ce dernier inspirant beaucoup Missak ; il écrit ainsi dans ses carnets :

« La musique de Mozart, c'est de l'eau pure qui descend lentement de la montagne sans jamais ramasser ni boue ni saletés. Cela crée un sentiment naturel d'amour envers la nature. On dirait que les oiseaux chantent à l'unisson cette nature. À ce contact, on se sent soi-même purifié et l'âme en devient immaculée. Cela est profondément communicatif et ne peut jamais s'effacer. »

Missak s'intéresse aussi aux compositeurs arméniens, comme Sayat-Nova, et Komitas, et plus généralement aux chants populaires ainsi qu'à la musique liturgique arméniens. Mélinée raconte : « Pour ce qui est des chansons de l'époque, il arrivait à Manouchian d'en fredonner quelques notes ; mais il leur portait un intérêt plus que modéré. Au contraire, il connaissait un nombre impressionnant de chants révolutionnaires qu'il chantait parfois avec ses amis français ou arméniens ». Presque quinze ans après son départ de l'orphelinat, Missak continue de correspondre avec son instituteur Krikor Bogharian : ainsi, en juin 1938, il lui fait parvenir la revue L'URSS en construction, 1917-1937, les cahiers du 20e anniversaire accompagnée d'une dédicace « à mon cher ancien professeur Krikor Bogharian, avec mes vœux de liberté finale pour l'Humanité, de bonheur et de la juste victoire de la civilisation ». Enfin, il leur arrive d'aller au théâtre, voir par exemple des œuvres de Gorki comme La Mère et Les Bas-fonds par Louis Jouvet.
Le HOG consacre à cette époque une grande partie de ses ressources à l'organisation du rapatriement en Arménie soviétique de communistes arméniens : environ 1 800 Arméniens quittent le pays le 9 mai 1936, vidant le HOG de ses forces vives et ne laissant en France qu'un noyau de militants endurcis dont font partie Missak et Mélinée,. Ces militants se tournent alors progressivement vers le mouvement social français, en s'engageant notamment dans le PCF et plus particulièrement dans sa branche de la Main-d'œuvre immigrée. Ces communistes arméniens restés en France prennent ainsi part à des manifestations ou à des occupations d'usines. Par attachement à la démocratie et à l'antifascisme, certains vont même s'engager au sein des Brigades internationales lors de la guerre d'Espagne. Missak Manouchian, membre du Comité d'aide aux républicains espagnols d'André Malraux, souhaite alors lui aussi s'engager, mais il en est dissuadé par le PCF qui « juge cruciale sa présence auprès de la communauté arménienne », comme le note Astrig Atamian,, et par le HOG qui préfère le voir rester à la tête de son journal. Ainsi, le journal Zangou, qu'il dirige, s'engage en faveur des républicains espagnols, par le biais de collectes, d'appels pour recruter des volontaires ou en faisant paraître des lettres de brigadistes dans ses colonnes,. À cette période, en plus de ses activités éditoriales, Missak Manouchian parcourt la France à la rencontre des membres de la diaspora arménienne, animant des réunions du HOG et de la sous-section arménienne du PCF : il se rend ainsi par exemple en 1937 à Marseille, dans le quartier dans l'ancien camp Oddo (1922-1927), qui avait accueilli de nombreux réfugiés arméniens du génocide. Les 25-27 juin 1937, il prend part au 6e congrès du HOG.
En juillet 1937, le journal Zangou cesse de paraître, accumulant les dettes, et le HOG est dissous peu de temps après,. Sa dernière assemblée générale se réunit le 14 juillet 1938 pour acter cette dissolution. Ses militants français sont désemparés et connaissent de plus des difficultés financières.
Étudiant à l'université ouvrière et apparaissant comme un « cadre à promouvoir », Missak Manouchian est nommé délégué au IXe congrès du PCF qui a lieu fin décembre 1937 à Arles,,,.
Les ex-membres du HOG créent une nouvelle structure en 1938 : l'Union populaire franco-arménienne,, (aussi appelée Union populaire arménienne ou Association populaire des Arméniens de France, traductions de Hay Joghovourtagan Mioutioun), basée rue Saulnier,. Moins dotée que sa prédécesseure car non financée par le gouvernement d'Arménie soviétique, cette nouvelle organisation souffre de ces difficultés financières, ce qui la force à recentrer ses activités sur les besoins de la communauté arménienne. Missak Manouchian fait alors la tournée des communautés arméniennes en France pour promouvoir la nouvelle organisation,. À la suite d'une entrevue à Décines avec le jeune Henri Karayan, il rejoint l'union,. Selon lui, « l'organisation de Manouchian avait pour objectifs l'émancipation et la culture arméniennes ». Il fait un bilan avec lui de se sa tournée et lui dit : « Dans les plus grands meetings, je m'estime satisfait si j'ai pu convaincre trois personnes ». Plus tard, il raconte leur première rencontre :

« La première fois que j'ai rencontré Manouchian, nous avons passé l'après-midi ensemble. Tout ce qu'il me disait résonnait en moi. Nous partagions les mêmes convictions. Cet homme m'a également tout appris, l'amour de la poésie, de la biologie, de la philosophie. Il était très intelligent et surtout on pouvait lui faire une confiance aveugle. Et d'ailleurs tout le monde lui faisait confiance et l'admirait. Mais il était très timide et quand il parlait, c'était uniquement de résistance. »

« Manouchian était un intellectuel engagé. Le procès, à Leipzig, des prétendus "incendiaires du Reichstag" l'avait fortement impressionné. Il m'en relata toutes les péripéties. Le 6 février 1934, il s'était rendu sur la place de la Concorde, avec bon nombre d’Arméniens, pour défendre la République. Cette année-là, il avait adhéré au Parti communiste. Il participait au mouvement Amsterdam-Pleyel contre la guerre, avec Henri Barbusse et Romain Rolland, dont il aimait le Jean-Christophe, et avait soutenu le Front populaire. Il écrivait pour des revues littéraires, notamment Zangou ("le Cours d’eau") qu'il dirigeait, était membre de l'Association des écrivains communistes, correspondait avec les plus grands poètes arméniens : Avétik Issahakian et Archag Tchobanian. Quand éclata la guerre d'Espagne, il voulut s'engager dans les Brigades internationales. On le lui déconseilla. […] Lors de notre première rencontre, il me parla d'Aragon et d'Éluard, qu'il connaissait. Il se tenait informé de la vie des gens de Décines. […] Voilà de quoi nous avions parlé, lors de cette première rencontre. »

Missak écrit aussi pour le journal de l'organisation, Nor guiank (« Nouvelle vie »), qui existe semble-t-il en 1938.
La fin du Front populaire, provoquée par la démission du dernier gouvernement Léon Blum en avril 1938, ainsi que la « montée des périls » en Europe, provoquent le retour d'une crispation anticommuniste en France et la surveillance de plus en plus forte des communistes arméniens par les Renseignements généraux. À la fin des années 1930, Missak travaille alors en tant que tourneur-outilleur dans les usines de l'entreprise Gnome et Rhône. Dans ses carnets, il écrit que la guerre lui semble imminente après les accords de Munich de septembre 1938 : « Un coup terrible pour la paix. Accord… contre l'URSS et la classe ouvrière ».
Le 25 juin 1939, le PCF organise une célébration du 150e anniversaire de la Révolution française au stade Buffalo de Montrouge. Missak et Mélinée y assistent et ce premier défile lors de la cérémonie avec un drapeau français. À la fin de la cérémonie, il la rejoint dans les gradins et ils discutent de Stepan Voskan ou Krikor Odian, Arméniens qui ont eu des liens avec les grandes figures françaises, ainsi que de l'admiration de Missak pour Victor Hugo comme d'une figure représentant la lutte contre l'obscurantisme. À mesure que le stade se vide, Mélinée se rappelle qu'il lui a dit : « L'atmosphère est sombre, nous entrons dans une période d'affrontements. Notre génération va avoir à combattre le nazisme. Cela risque d'être terrible, mais nous en sortirons vainqueurs… ».
La signature du Pacte germano-soviétique le 23 août 1939 accentue la pression des autorités françaises sur le mouvement communiste. Considéré comme suspect, Missak Manouchian est interné à la prison de la Santé, le 2 septembre 1939,. Le lendemain, la France déclare la guerre à l'Allemagne. Parallèlement, une journée après l'interdiction du PCF, l'Union populaire franco-arménienne est perquisitionnée le 27 septembre 1939 par la police et ses archives sont saisies,. Malgré la pose des scellés, Mélinée, avec l'aide des Aslanian, parvient toutefois à s'introduire au siège de l'organisation pour sauver quelques documents avant leur saisie,. Elle récupère notamment la liste des membres de l'organisation, celle des membres aussi adhérents du PCF et la liste des responsables de l'organisation, documents qu'elle brûle. D'autres personnalités de l'union, comme Haïg Kaldjian ou Diran Vosguiritchian, sont arrêtés à la même période et internés dans le camp du Vernet, où ils retrouvent Henri Karayan. Missak Manouchian vit mal son incarcération, qui l'éloigne de la lutte contre les nazis : « sa détention lui pesait doublement, car il se sentait inactif alors que se poursuivait, apparemment, le combat contre les nazis. Il écrivit alors une lettre à son colonel, dans laquelle il demandait qu'on lui permette de faire son devoir contre un ennemi qui était tout autant le sien que celui de la France », raconte Mélinée. Il est finalement libéré en octobre 1939, faute de charges précises,.

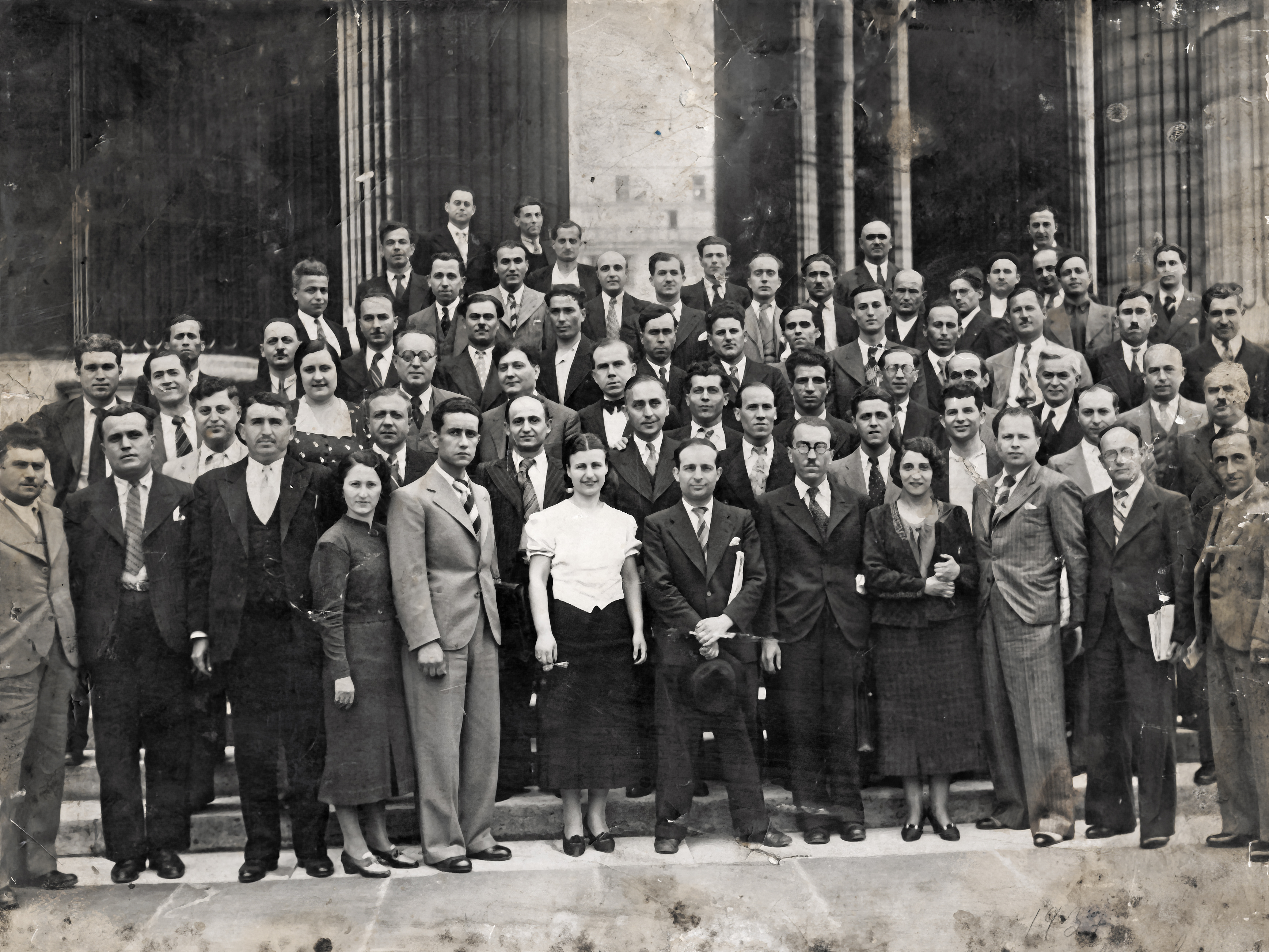
Les membres du 6e congrès du HOG le 25 juin 1937 devant le Panthéon[191]. On peut distinguer Mélinée Manouchian, Louisa Aslanian, Missak Manouchian ou encore Mihran Mazlemian[192].
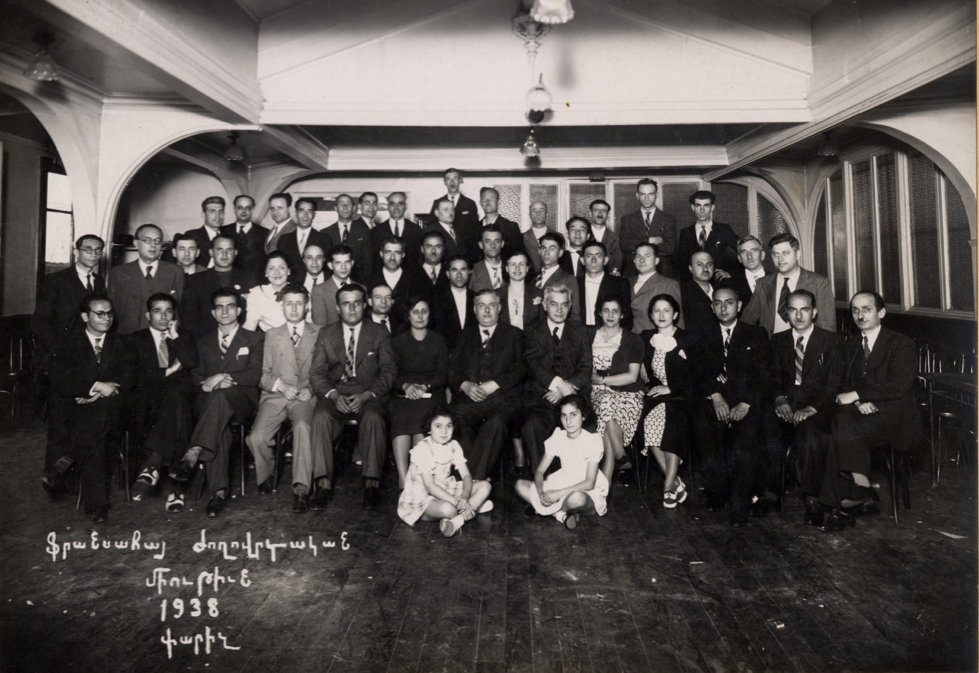
Réunion de l'Union populaire franco-arménienne (Paris, 1938)[193].
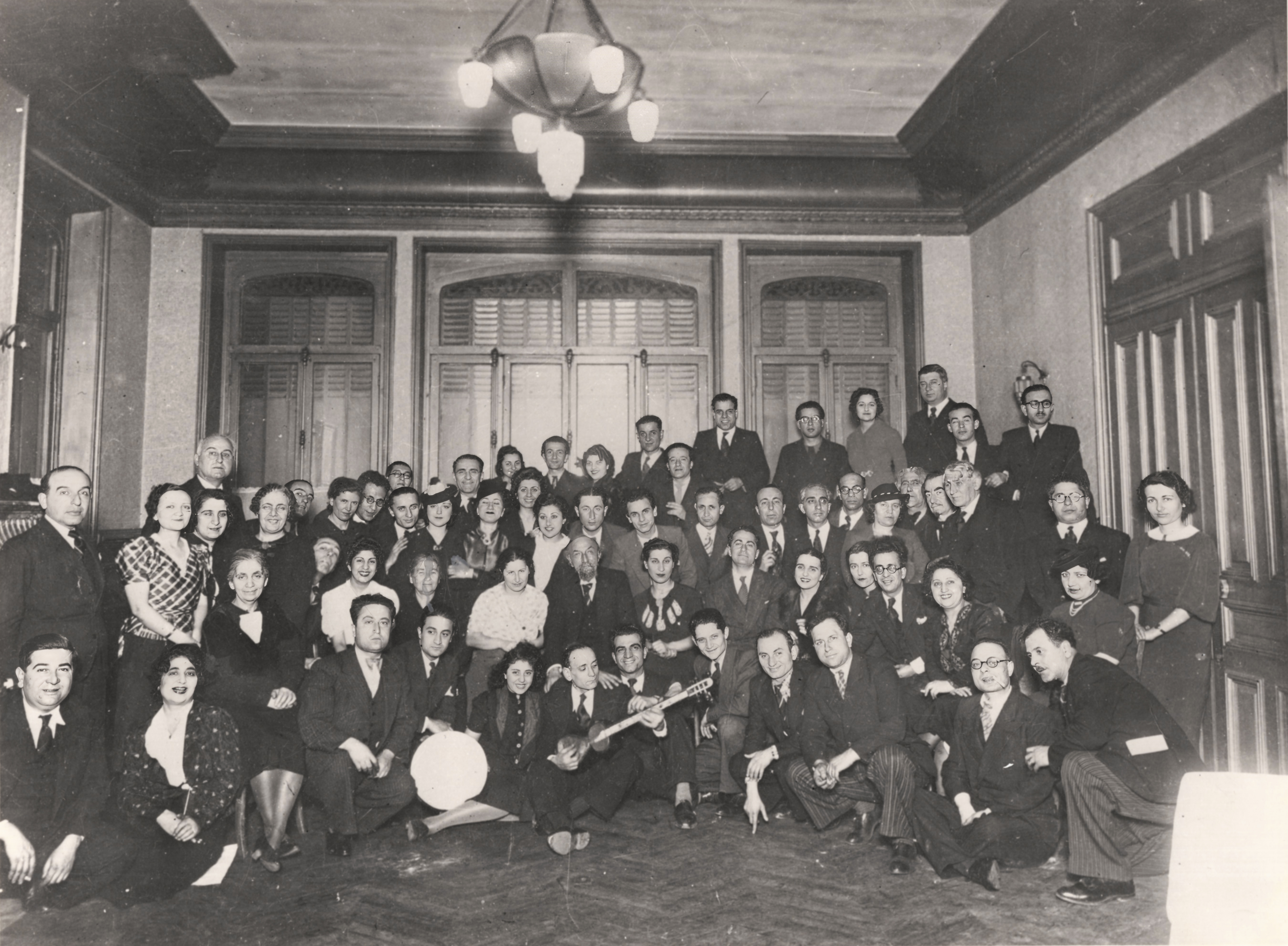
Soirée de l'Union des écrivains arméniens de France (ou Société des gens de lettres arméniens de France) le 12 février 1939[194],[195] (ou le 12 décembre 1939[196]). Aux côtés d'Archag Tchobanian (au centre), on reconnaît Missak Manouchian, Kégham et Marie Atmadjian, Misha Aznavourian (père de Charles Aznavour) et sa fille Aïda, Bedros Zaroyan ou encore Puzant Topalian.
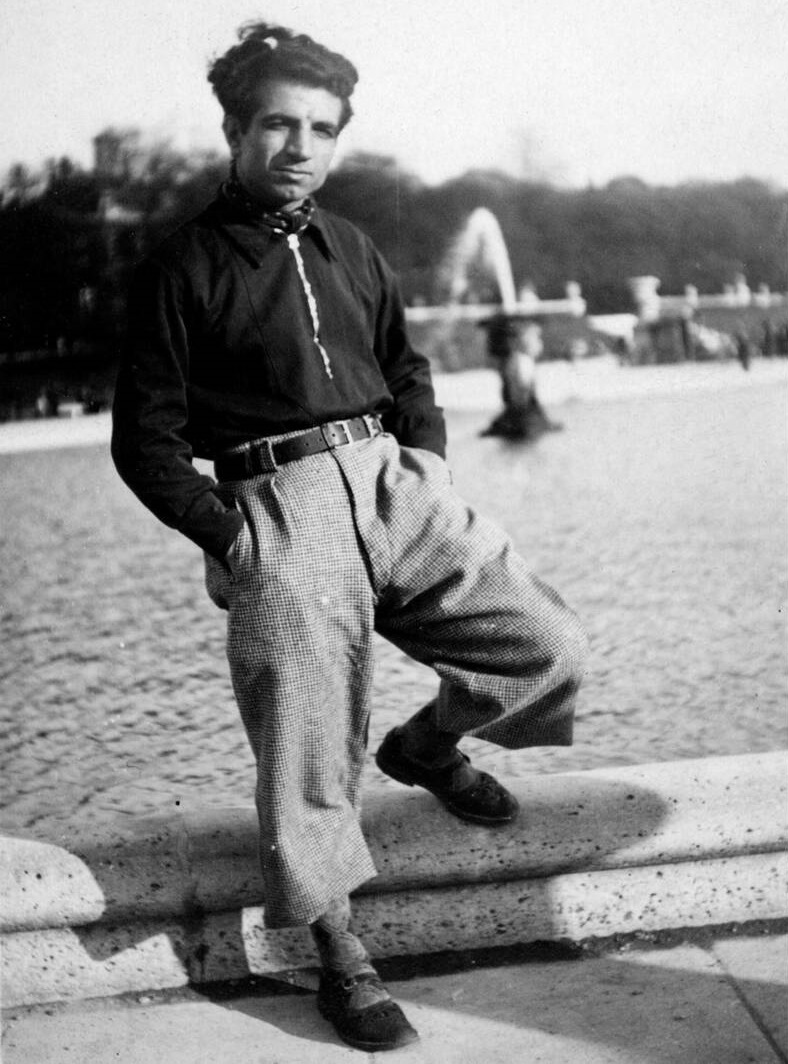
Missak Manouchian devant une fontaine du jardin du Luxembourg à la fin des années 1930.

#### La guerre et la résistance (1939-1942)

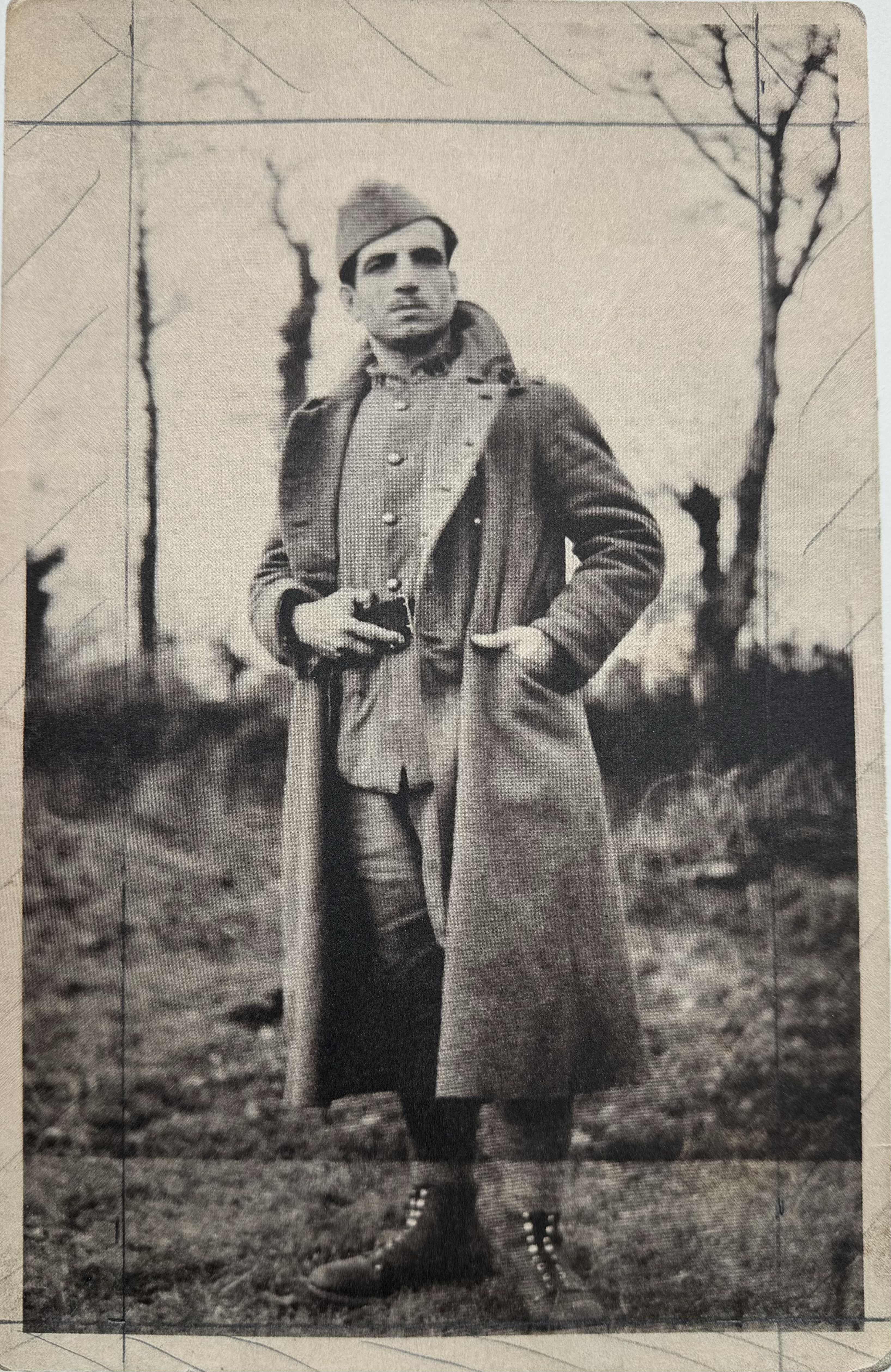
Missak Manouchian sous les drapeaux, en uniforme de l'armée française.

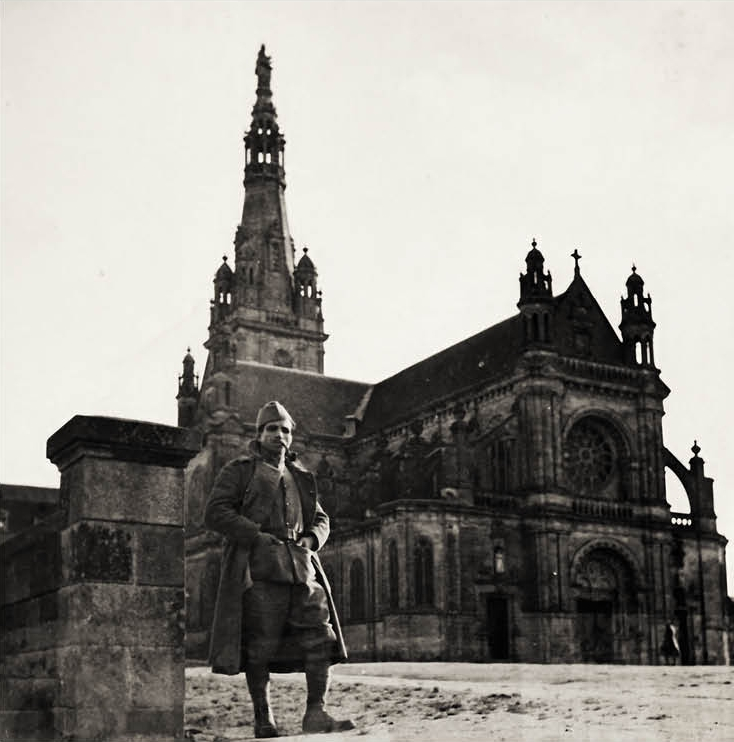
Missak Manouchian devant la basilique Sainte-Anne d'Auray en décembre 1939.

Le 17 octobre 1939, Missak Manouchian est mobilisé sous les drapeaux et détaché dans la 4e compagnie d'instruction stationnée à Colpo (Morbihan),. Durant ces quelques mois, il a pour rôle d'entraîner les soldats à la gymnastique : « il ne fit pour toute guerre que celle des muscles », explique Mélinée.
Là, le 12 janvier 1940, il fait une nouvelle demande de naturalisation, adressée au ministre de la Justice, à laquelle il joint un courrier daté du 9 mars 1940 du préfet du Morbihan appuyant sa demande, se fondant notamment sur l'avis favorable du commandant du détachement auquel appartient Missak. Dans une lettre destinée à Mélinée, il écrit : « Cette épreuve sera l'occasion pour chacun de préciser son comportement envers la France et son peuple d'origine. Chaque citoyen doit avoir à cœur de combattre le nazisme ennemi de peuples ». Un ami lui envoie dans une lettre ces mots : « On les aura. La victoire n'est pas loin ». Il se rend à Paris trois fois au cours de permissions. Durant l'une d'entre elles, Missak et Mélinée se rendent à un évènement lors duquel est jouée notamment de la musique de Bach et de Beethoven, ce qui provoque des sifflements hostiles du public par antigermanisme. Ces sifflements choquent Missak : « [il] ne comprenait pas que les gens ne fassent pas la différence entre le grand art, qui est fondamentalement humain et mondial et le nazisme, qui est inhumain et nationaliste ».
Après la défaite de l'armée française et l'armistice du 22 juin 1940, il est démobilisé, mais affecté à l'usine Gnome et Rhône d'Arnage (Sarthe),, (et peut-être dans d'autres usines de la région). Dans cette usine, « les ouvriers n'étaient pas véritablement prisonniers, mais ils ne pouvaient sortir ou se déplacer qu'avec une autorisation écrite », raconte Mélinée. Missak se lie d'amitié avec d'autres ouvriers, dont un Arménien nommé Garabedian. À cette époque, Mélinée vit chez sa sœur Armène et est enceinte de Missak. La femme de Garabedian rend régulièrement visite à son mari et achemine les lettres que s'échangent Missak et Mélinée. Dans sa correspondance, Missak demande à sa femme de le rejoindre au Mans et de garder leur enfant. Il lui écrit par exemple :

« Si tu m'aimes comme un frère, comme mari, comme compagnon de ta vie, ta place est auprès de moi. J'ai besoin de toi d'une façon sans limite et de toutes les manières. Si, aujourd'hui, tu ne fais pas ce que j'attends de toi, demain ce peut être trop tard. En venant ici, tu n'auras pas besoin de travailler ; ce que je gagne suffira amplement à nous deux. Je n'épargnerai pas mes efforts pour que tu continues à te cultiver et pour que tu suives le métier que tu aimes et qui te convient, comme nous en avons parlé ensemble. J'essayerais de te garder comme une petite princesse, autant que mes moyens me le permettront. »

Elle n'accède cependant à ni l'une ni l'autre de ses deux demandes. Étrangère et craignant l'arrestation par les autorités nazies d'occupation, elle n'ose pas faire les démarches nécessaires auprès de la Kommandantur pour obtenir le droit de rejoindre Missak. Après une seule et unique tentative infructueuse auprès de l'administration, elle décide d'avorter auprès d'un médecin qui tente en vain de l'en dissuader : « Ce fut extrêmement pénible, plus moralement que physiquement. […] Le soir, je suis rentrée chez moi par le métro ; j'étais très faible mais je me sentais libérée d'un poids énorme : j'allais enfin pouvoir me donner entièrement à la cause pour laquelle je combattais », écrit-elle. Elle trouve début 1941 un travail de comptable chez des amis rue du Faubourg-Poissonnière.
Missak Manouchian reste environ une année entière au Mans, jusqu'au printemps 1941. Profitant d'une autorisation pour aller se balader en bicyclette dans la campagne environnante avec son ami Garabedian, ils décident de s'enfuir grâce au chauffeur d'un camion qui accepte de les ramener à Paris. À son retour, bien qu’il soit « profondément contrarié » par l'avortement de Mélinée, elle explique : « il ne semblait pas trop m'en vouloir ». Ils changent de domicile mais restent vraisemblablement rue des Plantes.
Selon Mélinée, Missak est persuadé que le pacte germano-soviétique de 1939 est destiné à être rompu et qu'il « n'avait pas été un problème : notre premier devoir n'était-il pas de combattre le nazisme, de toutes les façons ? […] nous n'avons pas attendu la déclaration de la guerre entre l'URSS et l'Allemagne pour combattre le nazisme », écrit-elle. À son retour, Missak Manouchian reprend contact avec des camarades arméniens et entre dans la résistance clandestine. Mélinée ne travaille que le matin et le soir, consacrant le reste de la journée à son activité militante déjà entamée avant même le retour de Missak à Paris. Elle distribue des tracts clandestins auprès de la communauté arménienne, notamment en compagnie de Louisa Aslanian, et se charge de faire parvenir des colis de nourriture aux prisonniers arméniens, dont Haïg Kaldjian ou Diran Vosguiritchian, alors internés au camp du Vernet.
Lors de l'opération « Aktion Theoderisch » (vaste « coup de filet » qui conduit à l'arrestation par les Allemands d'environ un millier de personnes en zone occupée), Missak est de nouveau arrêté le 22 juin 1941 (ou 26 juin), date de l'invasion de l'URSS par les Allemands. Mélinée évite l'arrestation grâce au concierge de son immeuble qui a le temps de la prévenir. Missak est envoyé au fort de Romainville, où Mélinée lui apporte une valise contenant des affaires. Quelques jours plus tard, il est envoyé à la gare du Bourget, où Mélinée tente de le retrouver, en vain, le train étant parti avant qu'elle ne puisse l'approcher. Les prisonniers dont fait partie Missak sont acheminés dans des wagons à bestiaux au camp de Royallieu,,. Comme le rapporte Haïg Kaldjian, il y a plus de cent hommes par wagon et, l'air devenant vite irrespirable, Missak et un camarade nommé Maurice cassent à coups de poing les volets de bois qui ferment les fenêtres, ce qui leur vaut des coups et deux jours de cachot. La correspondance que Missak et Mélinée s'échangent durant cette période est sommaire, le courrier étant surveillé. Grâce au témoignage d'un prisonnier évadé, elle apprend que Missak a le matricule no 351. Ainsi, en août 1941, elle prend la route de Compiègne à bicyclette accompagnée de Misha Aznavourian, bien décidée à voir son mari,. Une fois arrivée au camp, elle obtient des gardes qu'ils transmettent à Missak une valise d'affaires. Elle s'aventure ensuite près du camp et crie à plusieurs reprises le numéro de matricule de Missak, repris en chœur par les autres prisonniers. Missak finit par apparaître et lui intime de partir, ce qu'elle est rapidement obligée de faire sous le tir des sentinelles, qui ne l'atteint pas. Durant son séjour dans ce camp de concentration, qui dure 77 jours, il partage sa chambre avec d'autres prisonniers, dont Haïg Kaldjian, mais aussi avec maître Hadj, conseiller juridique travaillant à L'Humanité, un certain M. Boitel, président de l'association des étrangers apatrides, ainsi que d'autres hommes exerçant des professions supérieures, ce qui leur vaut le surnom ironique de « chambre des intellectuels ». Comme le raconte Haïg Kaldjian dans ses mémoires :

« Manouchian était le plus jeune d'entre nous. Il était aimé de tous, sans exception. […] Serviable, toujours prêt à remonter le moral, il aimait chanter et souvent il faisait naître par ses chansons pleines d'espoir, une ambiance dont nous avions bien besoin. Un matin, avec son sourire habituel, il nous annonça une agréable surprise ; en se promenant, il avait trouvé un grand dépôt souterrain rempli de couvertures en laine et de draps, que les Allemands, apparemment, n'avaient pas remarqué. Manouchian organisa une expédition de huit personnes. Le soir même, ils sont allés chercher toutes ces choses. Le « corps expéditionnaire a rempli sa mission ». Chacun reçut deux couvertures et deux draps. »

La nourriture, peu abondante, est en partie complétée par les colis alimentaires que lui envoie Mélinée, colis que Missak s'empresse de distribuer à ses camarades. Afin de mieux gérer les milliers de prisonniers arrêtés au même moment que Manouchian et Kaldjian, la Gestapo leur remet à chacun un questionnaire pour déterminer s'ils représentent ou non une menace. Le 29 août 1941, Haïg Kaldjian est libéré après que son questionnaire lui est retourné avec la mention « N'ayant pu prouver le fait qu'il est communiste : à libérer » ; Missak reçoit la même réponse le 6 septembre. Les deux hommes se retrouvent ainsi le 8 à Paris mais, le lendemain, Haïg Kaldjian est de nouveau arrêté et envoyé en Allemagne, à Karlsruhe. Missak, qui possède alors un certificat de l'armée qui fait office de pièce d'identité, peut circuler plus librement que son camarade et fait profil bas en apprenant l'arrestation de ce dernier. Durant l'internement de Missak, Mélinée s'éloigne du domicile conjugal et loge dans une chambre de la rue de Louvois louée par les Aznavourian, sur le palier de Séropé Papazian, oncle de Knar Aznavourian. Peu de temps après sa libération, Missak vient toquer à sa porte : « je ne voulais pas ouvrir, à cause de mon activité dans la Résistance. J'entends alors une voix qui dit : « C'est moi, c'est moi ! » J'ouvre et je vois un homme que je ne reconnus pas sur l'instant : je faillis même refermer la porte. Ce fut Manouche qui m'embrassa le premier. Ses yeux étaient caves et il était d'une telle maigreur qu'il m'effrayait : nous pleurions d'émotion », raconte-t-elle. Ils s'installent au 11, rue de Plaisance dans le 14e arrondissement de Paris de 1941 jusqu'au 16 novembre 1943, date de sa nouvelle arrestation,,.
Connu des responsables communistes arméniens et français, avec qui il reprend contact dès son retour,, ceux-ci lui donnent fonctions auprès des Arméniens de la MOI. Cependant, il met du temps à retrouver des responsabilités, car sa mobilisation, en tant que soldat puis ouvrier, et son internement, l'ont éloigné de ces milieux. Mihran Mavian, syndicaliste à la Confédération générale du travail unitaire (section cuirs et peaux) et membre du PCF, est chargé de la « vérification » de Missak. Il raconte :

« Manouchian avait souhaité entrer dans les rangs de la Résistance. Il fallait savoir dans quelles circonstances il avait été libéré. On m'ordonna d'entrer en relation avec lui. Nous prîmes rendez-vous à Paris, Gare de l'Est, boulevard de Strasbourg […]. Je fus convaincu et livrai mes conclusions. Manouchian entra dans les rangs de la Résistance. »

Il intègre notamment les triangles arméniens, chacun composé de trois hommes, du Front national dès le mois de septembre 1941 : il est ainsi dans le triangle où se trouvent Henri Karayan et son père, qui se sont installés à Paris. Il passe alors beaucoup de temps avec ces premiers résistants arméniens, notamment avec Arsène Tchakarian. En 1942, il devient responsable politique de la section arménienne de la MOI en région parisienne,. Durant cette période, il distribue des tracts et participe à des réunions. Il charge ses camarades arméniens de faire de même : à Henri Karayan, il fournit des tracts et lui propose de s'engager avec Leo Kneler à Satory, pour y subtiliser des armes, mais sans succès. En effet, les deux hommes sont recrutés, mais les seules armes que reçoit la caserne sont des fusils Lebel et MAS 36, impossibles à voler, au contraire des revolvers. Missak finit par le pousser à se faire engager en tant que coiffeur à l'hôpital de la Salpêtrière, « où on lui a signalé la présence de nombreuses personnalités nazies », ce qui permet à Henri de glaner des informations. 
Missak a aussi pour rôle de pousser une partie des membres de la MOI (l'objectif est de 10 % au moins) dans les FTP-MOI,. Fin 1942, Missak se rend à l'atelier de couture d'Arsène Tchakarian situé rue Malebranche et s'exclame en le voyant : « Salut, franc-tireur ! ». Devant l'air surpris de son ami, il lui explique : « Arsène, toi et moi, nous sommes les premiers Arméniens à être inscrits pour le combat armé ». Les deux hommes se rendent à un rendez-vous dans la quatrième niche en pierre du pont Neuf, où Marcel Rajman vient les rencontrer. Ce dernier leur expose son plan d'attaque prévu pour le 17 mars 1943 contre un hôtel occupé par des Feldgendarmes à Levallois. Arsène Tchakarian raconte : « Durant les jours qui suivent cette rencontre, nous nous rendons ensemble, à plusieurs reprises, à Levallois pour observer les lieux et arpenter les rues avoisinantes afin de visualiser notre retraite et minuter les temps de parcours. En raison de cette action, Manouchian et moi avons cessé depuis quatre mois environ de diffuser des tracts. Nous ne participons plus aux réunions et avons coupé tous contacts avec nos amis et nos familles ». Marcel Rajman fait l'éducation pratique de Missak, notamment dans le maniement des grenades et des armes en général.

#### FTP-MOI (1943)
En février 1943, Missak Manouchian rejoint lui-même les Francs-tireurs et partisans - Main-d'œuvre immigrée (FTP-MOI),,, avec pour pseudonyme « Georges », et le matricule 10 300,,, grâce notamment à Jacques Kaminski, l'un des trois dirigeants de la MOI, qui demande à Boris Milev de le recruter. Il en intègre le premier détachement, alors réorganisé, qui comporte essentiellement des Juifs roumains, tchécoslovaques et hongrois, ainsi que quelques Arméniens, sous le commandement de Joseph Clisci. Durant cette période, il fréquente plusieurs domiciles, dont celui de la rue de Plaisance mais aussi le 19 rue au Maire. Avec Mélinée, ils ont très peu de loisirs et vivent ensemble à la première adresse, petit logement constitué d'une cuisine et d'une chambre « meublée au minimum », « dans une atmosphère très stricte, dans un cadre très dépouillé ». Tous les matins, Missak se lève de bonne heure, fait sa toilette puis une séance de musculation. Il s'habille généralement sobrement et « d'une manière sportive pour l'époque ».
En mars 1943, Henri Karayan raconte une soirée arménienne lors de laquelle Missak Manouchian évoque avec joie le tournant de la guerre de 1942-1943, notamment la victoire soviétique à la bataille de Stalingrad. « Notre euphorie, ce soir-là, naît-elle de ces bonnes nouvelles ? Est-elle suscitée par la force de conviction de l'orateur lui-même ? S'il nous presse de nous engager, s'il décrit avec tant de feu et tant de vie la guérilla urbaine, n'est-ce pas qu'il vient d'en vivre lui-même l'expérience dans les jours précédents ? Je le vois transfiguré ; l'égal des plus grands orateurs. On a la sensation de la victoire à portée de main », raconte Karayan. Pour couronner cette soirée, où se trouvent aussi Haïg Kaldjian ou le couple Aznavourian, Missak déclame des poèmes et chante des chants révolutionnaires arméniens et français, comme le Chant du départ, « son préféré ». Henri Karayan raconte la fin de cette fête :

« Tout à coup deux gardiens de la paix qui font leur ronde paraissent dans l'encadrement de la porte, comme surgis de nulle part, et demandent ce que signifie tout ce bruit. Et Manouchian : "C’est un mariage !". Nous les invitons à trinquer. Ils ne se font pas prier. En partant, ils nous recommandent de bien masquer les lumières. Pour la défense passive… Un mariage ! Quelle magnifique réponse ! Et, sous la plaisanterie, le sens profond de cette fête. Ce soir-là, Manouchian était heureux : le poète épousait la révolution. »

La première, et seule, action armée de Missak, le 17 mars 1943, vise un hôtel occupé par des Feldgendarmes (ou une caserne de SS selon Mélinée) de Levallois-Perret, située près du pont de Levallois (ou rue Rivay), qui est prise pour cible par les FTP-MOI. Accompagné d'Arsène Tchakarian et de Marcel Rajman, (Mélinée évoque quant à elle Leo Kneler et deux autres résistants), Missak envoie une grenade au milieu d'un détachement sorti de l'hôtel, qui fait plusieurs victimes. « Seul, dans son coin, légèrement à l'écart, Manouche sortit un journal de sa poche et se mit à le lire en regardant de temps à autre du côté des Allemands, avec l'air de quelqu'un qui ne comprend pas ce qui se passe », raconte Mélinée. Arsène Tchakarian, présent lors de l'action, en fait un récit détaillé dans ses mémoires :

« Le 17 mars au matin, Rayman, chef de groupe, Manouchian et moi-même, sommes à notre poste, près de l'hôtel, à Levallois-Perret. À 8 heures, comme à l'accoutumée, les Feldgendarmes sortent, portant chacun leur fusil. […] Un sergent, gros revolver au ceinturon, ordonne la marche : « Eins ! Zwei !… » Et la colonne se met en route. Je suis là, comme un gars qui a le temps de flâner cinq minutes avant le travail. J'entends les ordres allemands. Manouchian s'approche. Calme, les mains dans les poches de son imperméable beige. Soudain, rapide, précis, il sort la grenade, la dégoupille, la lance au milieu de la colonne, fait aussitôt demi-tour, court vers la rue où l'attend Rayman, revolver en poche, prêt à intervenir. Quatre à six secondes plus tard, c'est l'explosion. Tous les Feldgendarmes s'aplatissent au sol. D'abord paniqués, les soldats qui ne sont pas blessés par les éclats de grenade se relèvent et tirent un peu partout. Le sergent à l'arrière de la colonne aperçoit Manouchian. Il tente de le poursuivre, mais Manouchian a une avance d'environ cinquante mètres. […] Conformément aux instructions, je dois m'éloigner pour rejoindre Rayman et Manouchian dans un café tabac près de la porte de Champerret. Sans hâte, car il ne faut pas attirer l'attention. Pas facile de maîtriser l'envie de courir. Mes deux compagnons sont au rendez-vous. « Il y a eu des coups de feu, que s'est-il passé ? J'ai eu une sacrée trouille ! » Tout doucement, à l'oreille, Rayman me répond : « Le sergent courait derrière Missak. J'ai attendu qu'il soit assez près pour lui envoyer trois balles dans la poitrine ». « Expliquez-moi un peu », me demande Manouchian. À voix basse, je raconte : « D'un seul coup, je t'ai vu courir. Ton imperméable s'est ouvert comme les ailes d'un oiseau. Puis j'ai vu tous les Fritz s'incliner ensemble tels des blés sous le vent ». »

Selon le témoignage d'Abraham Lissner, Missak s'enfuit par le métro Louise Michel et le retrouve deux heures plus tard dans la même zone. Il lui aurait dit : « Camarade, à partir d'aujourd'hui, je ne suis pas seulement poète et métallurgiste, mais un bon partisan ». C'est Arsène Tchakarian qui devait initialement lancer la grenade et être couvert par Rayman et Manouchian. « Dès notre arrivée, entre 7 et 8 heures, Manouchian s'est approché de moi avec ces mots : « Passe-moi la pomme », puis il m'a expliqué : « Nous comptions sur une grenade et deux revolvers, nous n'en avons qu'un. Alors c'est moi qui lance. Rayman me couvrira et toi tu vas rester à cinquante mètres. Tu regarderas bien et après tu nous expliqueras comment les choses se sont passées » ». La conduite de cette action « lui a attiré les foudres du chef militaire, Boris Holban, pour ne pas avoir respecté les règles élémentaires de clandestinité », explique l'historien Stéphane Courtois. Jusque-là, il ne parle pas de ses activités à sa femme pour la protéger, mais il finit, devant l'insistance de ses supérieurs, par accepter qu'elle soit mise à contribution, notamment en rédigeant grâce à deux machines à écrire et une machine Gestetner le rapport des actions accomplies ou en servant de messagère. Il accepte aussi de se confier à elle. Le 17 au soir, « lorsqu'il est rentré, je sentais bien que quelque chose d'exceptionnel s'était passé. Il paraissait particulièrement ému », raconte Mélinée. Il s'ouvre à elle :

« Tu sais, il n'est pas de cause ni de sentiment qui naisse d'un seul coup ; c'est toujours le résultat d'une plus ou moins longue histoire. La première image qui m'est venue à l'esprit fut celle de mon père, mort pendant la Première Guerre mondiale, et de ma mère, morte de faim peu après. J'ai réellement eu alors l'impression qu'ils sortaient du tombeau. Ils avaient le visage de la vengeance. Ils me disaient que je devais agir : tu ne fais pas de mal, tu ne fais que tuer des tueurs. J'ai jeté ma grenade et, après avoir fait ce geste, on aurait dit que tout le poids du monde, avec ses misères, était tombé de mes épaules ; je me suis senti léger, léger, la conscience tranquille comme jamais ! je ne venais pas de tuer, mais au contraire je venais d'accomplir une œuvre magnifique… […] Sache que ce sont les meilleurs qui entrent dans ce combat ; si tu me considères parmi les meilleurs, mon devoir est d'être à ce poste. Ils ont jugé que j'étais capable d'accomplir ce travail ; je l'ai fait et j'ai pu constater moi-même que j'étais apte. C'est ma première action, ce ne sera pas la dernière. »

Il est nommé responsable provisoire de la première section des FTP-MOI en avril 1943. Les 15-17 mai, il organise les premiers triangles avec Marcel Rayman et Abraham Lissner. Arsène Tchakarian raconte dans ses mémoires le déroulement de ces premières opérations dirigées par Missak : « Ses plans d'action, minutieusement préparés, préservent toujours la vie de ses hommes. Au cours de cette période, Manouchian constitue des triangles et y mêle diverses nationalités ». Olga Bancic rencontre à l'époque Missak « un jour ou deux par semaine ». Tchakarian donne plusieurs exemples d'opérations préparées par son supérieur : l'attaque d'un camion de Feldgendarmes le 22 juin 1943 sur le boulevard Gouvion-Saint-Cyr par Leo Kneler, Joseph Clisci et deux autres résistants non identifiés ; l'attaque de Feldgendarmes à bicyclettes le 23 juin 1943 sur la route nationale 14 près de Sannois par cinq militants dont Marcel Rayman, opération pour laquelle il fait du repérage en personne trois jours plus tôt ; la tentative d'exécution d'un traître le 26 juin 1943 à Belleville par Henri Karayan, Alexandre Konstantinian et Leo Kneler ; l'attaque du détachement allemand chargé de la surveillance du dépôt militaire du parc des expositions de la porte de Versailles le 19 juillet 1943 par Marcel Rayman et quatre autres francs-tireurs. Début juillet 1943, Missak présente Arsène Tchakarian à deux autres résistants arméniens, Arpen Tavitian et Diran Vosguiritchian.
En juillet 1943, Missak Manouchian rejoint la direction centrale des FTP-MOI de la région parisienne en en devenant le commissaire technique en remplacement d'Alik Neuer, qui vient d'être arrêté,. Début août de la même année, sur la proposition de Joseph Davidovitch, il est nommé commissaire militaire de la région parisienne, à la place de Boris Holban,,,,, démis de ses fonctions et exfiltré en province,, car ce dernier est en désaccord avec sa direction et souhaite mettre un arrêt aux actes de résistance après l'arrestation de 77 membres des FTP-MOI au début du mois. Missak a alors une cinquantaine de résistants sous ses ordres, répartis en quatre détachements et une équipe spéciale, surnommé le groupe Manouchian-Boczov-Rayman. Mélinée est au même moment nommée secrétaire de cette nouvelle direction,. Il semblerait qu'ils ne logent pas ensemble pour des raisons de sécurité. En août 1943, Missak explique ses intentions à Arsène Tchakarian : « Aux prochaines grandes marées d'équinoxe, fin septembre, les Anglais et les Américains peuvent débarquer en France. Il faut multiplier les déraillements. Il faut gêner au maximum les transports allemands, désorganiser leur trafic », et lui demande de rejoindre les dérailleurs de Boczov.
Durant l'été 1943, la section arménienne du PCF de David Davidian fonde en zone libre un Conseil national arménien. Davidian est alors en relation avec Jacques Kaminski ainsi qu'avec Missak Manouchian, qu'il rencontre en août. L'une des craintes des responsables arméniens de la MOI est l'entrée de la Turquie dans l'Axe : « Après avoir examiné les conséquences de cette éventualité, nous avons déjà envisagé des mesures pour accélérer la mobilisation de toute notre jeunesse sous la bannière de la lutte sacrée », écrit Davidian dans son rapport au PCF. Ainsi, les Arméniens de la MOI ont pour motivations principales la lutte contre le nazisme et la défense des intérêts arméniens : Davidian souhaite « réaliser l'unité complète de notre immigration sous la bannière sacrée de la lutte contre les envahisseurs nazis et la pleine satisfaction de ses aspirations nationales ». Les moyens d'action envisagés sont les attaques contre des soldats allemands et des collaborationnistes, ainsi que la lutte contre des responsables arméniens anti-soviétiques soutenus par l'Allemagne nazie, notamment en organisant la défection des membres de la Légion arménienne intégrée dans l'Armée Vlassov, dont certains en formulent le désir après un dîner dans le restaurant de Misha Aznavourian.
Missak rencontre environ deux fois par semaine Mihai Patriciu, chef du service technique des FTP-MOI, et Joseph Davidovitch, commissaire politique du mouvement. Missak est aussi en contact régulier avec Joseph Epstein, alors chef militaire des Francs-tireurs et partisans (FTPF) et donc son supérieur direct pendant quatre mois, période pendant laquelle ils se rencontrent une fois par semaine, tous les mardis. Comme le rappelle plus tard Henri Karayan, « le point fort de Missak Manouchian a été de cibler nos actions. Nous visions des hauts placés ». Missak organise l'attentat visant la voiture du commandant du Grand Paris Ernst von Schaumburg le 28 juillet 1943, réalisé par Rajman et Alfonso, mais ce n'est finalement pas lui qui occupe alors le véhicule. L'action la plus retentissante du groupe est l'exécution le 28 septembre 1943 du colonel Julius Ritter, responsable du Service du travail obligatoire,,, préparée en partie par Boris Holban puis par Missak Manouchian,,,,. Le colonel est filé pendant trois mois par le groupe de Cristina Boico puis exécuté par Marcel Rajman, Leo Kneler et Celestino Alfonso,,, (ainsi que Spartaco Fontanot). La réussite de cette action met en joie Missak : « Je retrouvais Manouche tel que je l'avais connu, c'est-à-dire souriant, enjoué même. Il avait de nouveau ce regard ouvert dans lequel je voyageais, où je me laissais entraîner… », écrit Mélinée. Après cette action, le supérieur hiérarchique de Joseph Epstein écrit à ce dernier : « Si tu n'es pas capable de trouver des Français pour faire ces opérations-là, demande aux FTP-MOI, regarde ce qu'ils savent faire, regarde ce qu'ils ont fait avec Ritter. Il faut te débrouiller pour que toute la tactique militaire se concentre sur ces opérations spéciales ».
Entre août et novembre, période de responsabilité de Missak, les FTP-MOI réalisent une soixantaine d'actions. Arsène Tchakarian en cite un certain nombre préparées par Missak dans ses mémoires : l'exécution du stabszahlmeister Thielbein le 20 août 1943 sur l'avenue du Roule par Robert Witchitz et un autre résistant ; l'attaque de camions militaires convoyant les sentinelles gardant l'usine Renault de Billancourt le 25 août 1943 par Arsène Tchakarian, Arpen Tavitian, Henri Karayan et Diran Vosguiritchian ; l'exécution d'un dénonciateur nommé Odarchenko le 4 octobre 1943 par Marcel Rayman, Leo Kneler, Celestino Alfonso et Spartaco Fontanot ; l'attaque de restaurants parisiens fréquentés par des officiers nazis en octobre 1943 ; l'exécution de Fernand Harry-Pierre, garde du corps de Marcel Bucard, le 18 octobre 1943 par Henri Karayan et deux autres résistants ; l'attaque de la brasserie La Terrasse (avenue de la Grande-Armée) et d'un salon-bar du 2e arrondissement, deux adresses fréquentées par des agents de la Gestapo, le 22 octobre 1943, en réponse à l'exécution de nombreux otages par les nazis, par Leo Kneler et Marcel Rayman d'un côté et l'équipe spéciale de l'autre.
Henri Karayan se souvient de celui qui l'a commandé :

« C'était un athlète, un grand sportif. Il était bon, il écoutait les gens et surtout il avait une vision très humaine et très intelligente de la résistance. Il ne voulait pas de « Héros fous », pour reprendre une expression du docteur Kaldjian, de Kamikazes. Des volontaires prêts à se faire sauter, il y en avait, mais lui ne supportait aucun sacrifice. Il ne commandait une opération que si elle était sûre. »

### Filature, arrestation, exécution et instrument de la propagande nazie (1944)

#### Filature, arrestation et incarcération

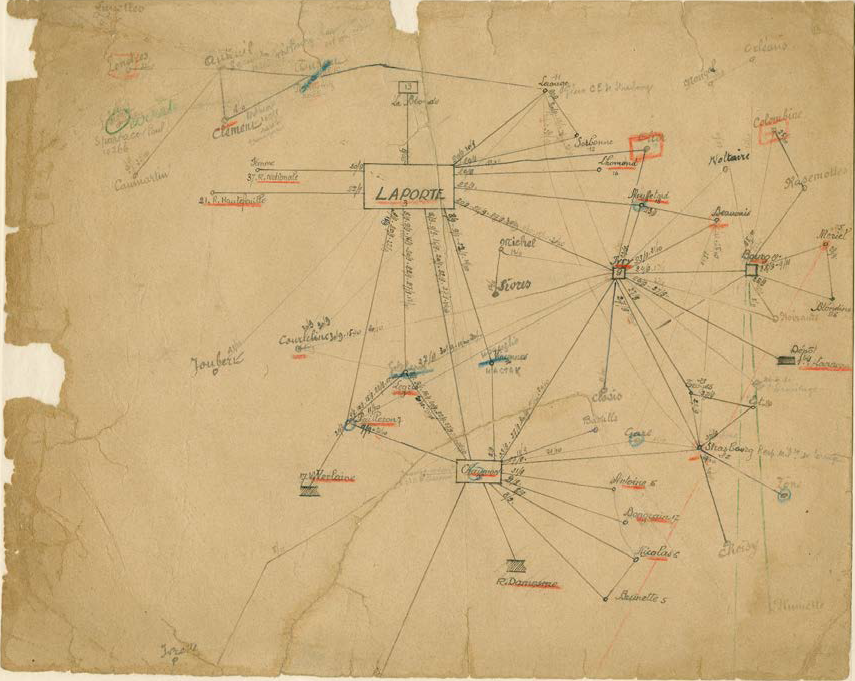
Schéma de la troisième filature des BS 2. Missak Manouchian, surnommé « Bourg », est indiqué à droite.

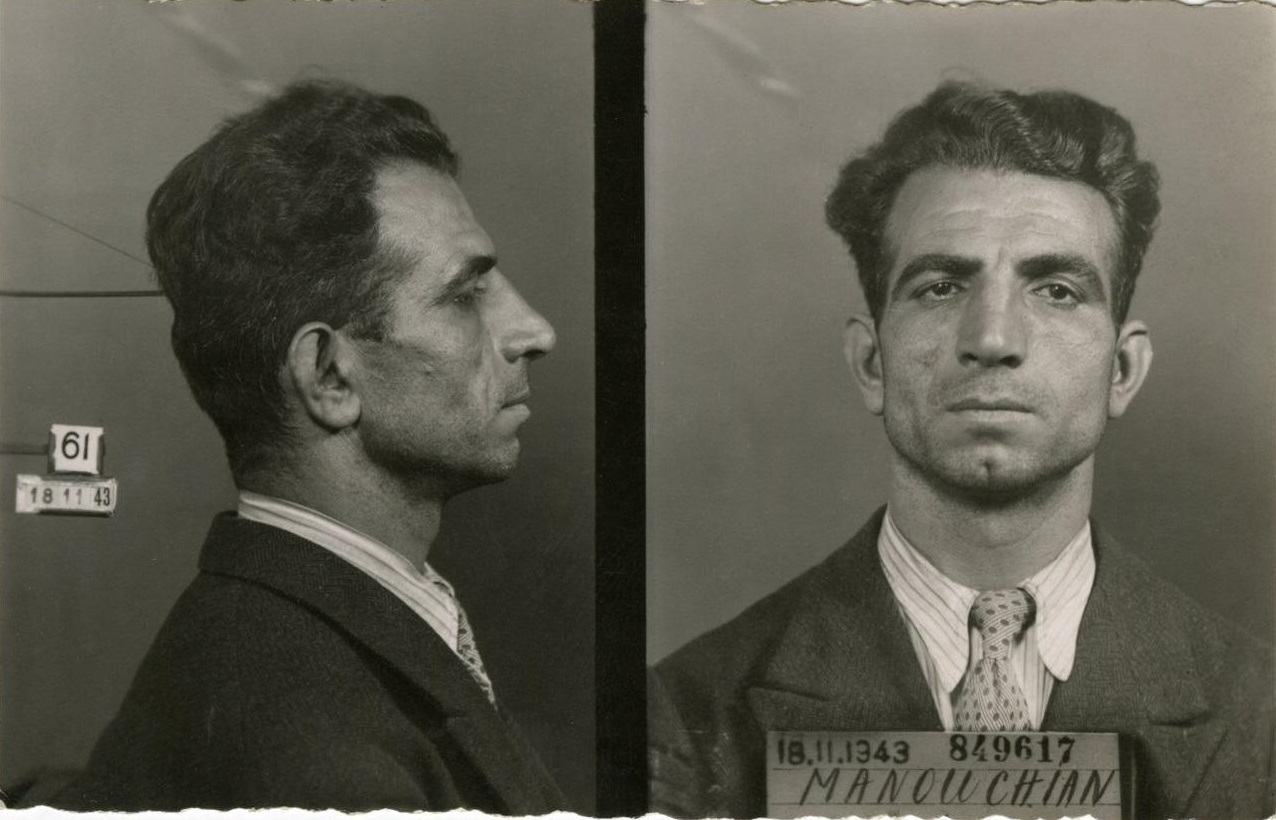
Photographie d'identité judiciaire prise le 18 novembre 1943, deux jours après son arrestation.

Depuis le début de l'Occupation, la police française coopère avec l'occupant allemand. L'une des composantes de cette police sont les brigades spéciales des Renseignements généraux, divisées en deux groupes,. C'est la BS2 de René Hénoque, qui a sous son commandement une centaine de policiers, qui est chargée de la traque des FTP-MOI. Une série de trois filatures entre janvier et novembre 1943 mène à trois importantes vagues d'arrestations. C'est à l'issue de la troisième et dernière filature, entre le 28 juillet et le 16 novembre (ou 26 juillet — 15 novembre), que Missak Manouchian et ce qu'il reste des FTP-MOI sont arrêtés,. Marcel Rajman est identifié le premier, le 27 ou 28 juillet. Puis, en quelques mois, presque tous les résistants du groupe sont repérés, souvent identifiés et leurs planques localisées. Le 24 septembre, en surveillant Joseph Boczov, surnommé « Ivry », elle repère pour la première fois Missak à Bourg-la-Reine, même si elle ne connaît pas encore son rôle. Voici l'extrait du rapport de police :

« Boczor sort à 9 heures, prend le métro à Tolbiac, descend à Jussieu et se rend à pied rue Lanneau au no 1 bis, où il séjourne quelques minutes. Il prend le métro à Luxembourg et descend à Bourg-la-Reine ; il attend 20 minutes à la sortie et à 9 heures 20 [sic] est rejoint par un homme qui n'est autre que le nommé Manoukian [sic] Missak, né le 1er septembre 1906 à Adyarman [sic] (Arménie). À pied, en passant par Montrouge, ils arrivent à la porte d'Orléans, ils échangent des papiers puis se séparent. Manoukian fait quelques emplettes dans le quartier, et à 12 heures 30 pénètre rue de Plaisance no 11. Il ne ressort pas de la soirée. »

La police file Missak Manouchian, qu'elle surnomme « Bourg », pendant près de deux mois. Le 28 septembre, elle remonte jusqu'à Joseph Epstein, surnommé « Mériel » :

« Le 28 septembre 1943. Manouchian sort de son domicile à 10 heures 10 et prend le métro à Alésia pour descendre à la gare du Nord ; son train étant vraisemblablement parti, il déjeune à la terrasse d'un café voisin de la gare ; à 12 heures 05, il prend le train et descend à 13 heures 10 à la gare de Mériel dans l'Oise. À la sortie de la gare, il rencontre un homme qui n'est autre que le nommé Estain Joseph, né le 16 octobre 1910 au Bouscat. Ils circulent ensemble, et, sur la route de L'Isle-Adam, ils pénètrent dans le café-restaurant Majestic, sis à cet endroit. Ils s'enfoncent dans les bois sous une pluie battante ; nous sommes, pour ne pas éveiller leur méfiance, obligés de cesser la surveillance. »

Début octobre, Henri Karayan se rend compte qu'il est filé et, alors qu'il est censé rencontrer Manouchian dans la rue, lui fait signe de ne pas s'arrêter pour lui parler. Manouchian prend connaissance de la filature plus tard, au domicile d'Armène, la sœur de Mélinée, où loge à cette époque Karayan. Des désaccords entre Manouchian et Boris Holban se multiplient, le premier estimant que le second lui fait prendre trop de risques. Dans le courant du mois, ce premier décide d'ordonner la dispersion aux hommes n'étant pas encore engagés dans la préparation d'une action, tout en maintenant l'exécution des opérations déjà en préparation : on assiste alors à l'« espacement progressif des actions après le 13 octobre », explique Arsène Tchakarian.
Le 26 octobre 1943, à Conflans-Sainte-Honorine, les brigades spéciales arrêtent Joseph Davidovitch, commissaire politique des FTP-MOI de la région parisienne et qui a endossé à ce titre de nombreux rôles,. La perquisition de sa planque à Choisy-le-Roi et son interrogatoire, durant lequel, sous la torture, il livre les noms d'un certain nombre de ses camarades et leurs responsabilités, (libéré plus tard pour qu'il puisse mener la police à d'autres résistants, il finit par être liquidé par les FTP-MOI, de Boris Holban, réintégré à son poste). Craignant que sa disparition n'inquiète les autres, la BS 2 allège sa surveillance. Davidovitch ne se présente plus aux rendez-vous habituels avec Manouchian et ce dernier apprend son arrestation (de la bouche de Mihai Patriciu) puis sa libération, qui lui fait craindre une trahison. L'inquiétude des FTP-MOI s'intensifie : ainsi, fin octobre, les responsables de la MOI s'inquiétent de l'attitude de certains des résistants arméniens, qui ont tendance à être trop bavards en public et à se réunir les uns chez les autres. Péter Mod, responsable national aux cadres de l'organisation, fait part de cette inquiétude à Missak Manouchian lors d'un rendez-vous : « J'ai parlé avec Manouchian au nom de la direction et je l'ai menacé de les laisser tomber s'ils continuaient de la même façon légère. J'ai été particulièrement dur. Je lui ai dit que, s'ils continuaient, ils allaient avoir le même sort que les Yougoslaves de la zone Nord qui n'avaient plus le droit de travailler avec le PC à cause de leurs discussions internes », raconte-t-il. Lors d'un rendez-vous chez Chouchanik Der Thomassian, où Missak rencontre deux autres membres de la direction des FTP-MOI, la discussion est « orageuse »,. Plus tard, le fils, Georges Der Thomassian, raconte : « La dernière réunion avant les arrestations fut très orageuse, on avait l'impression qu'un important désaccord divisait les participants. Interrogée à la préfecture, ma mère avait dit qu'elle avait ignoré la nature réelle des réunions, croyant qu'elles concernaient des sujets littéraires, en raison de Manouchian, qui était poète. Pendant l'internement, à la préfecture, de ma mère, Manouchian l'a croisée dans un couloir et l'a rassurée : « Maman, n'aie pas peur, nous avons dit que tu n'étais au courant de rien » ».
Début novembre, Arsène Tchakarian rencontre Missak avenue Victor-Hugo et voit qu'il est filé par deux hommes. Il vient le prévenir, ce à quoi Missak lui répond : « Je sais, je commence à les connaître. Pour l'instant, de deux choses l'une. Ou ils nous croient armés et ils ne bougent pas parce qu'ils ont peur, ou plus vraisemblablement ils ne savent pas tout et attendent le moment propice pour cueillir le groupe tout entier. Suis-moi à trente mètres et fais semblant de me protéger. Il faut absolument que je voie Rayman un peu plus loin ». Après avoir retrouvé Rayman, Manouchian demande à Tchakarian de les rejoindre, ce qui est inhabituel, et leur demande de changer de domicile ; les deux policiers ont entretemps disparu.
Missak Manouchian et sa femme envisagent de quitter la capitale pour Marseille. Il discute de ce projet avec David Davidian, très présent dans la cité phocéenne, mais celui-ci est arrêté à Grenoble et envoyé à Buchenwald. Le 30 octobre, Missak décide la dispersion de tous les militants, à l'exception de dix d'entre eux, notamment ceux impliqués dans une opération contre deux officiers allemands déposant des documents et des fonds dans une banque parisienne de la rue La Fayette prévue le 12 novembre. Dernière action qui se déroule sous son commandement, elle est un échec. En effet, sur les six francs-tireurs qui y prennent part (Robert Witchitz, Rino Della Negra, Spartaco Fontanot, Cesare Luccarini, Roger Rouxel et semble-t-il Manouchian lui-même), les deux premiers sont arrêtés.
C'est notamment grâce à Davidovitch que la BS 2 apprend que Missak Manouchian rencontre Joseph Epstein tous les mardis. Ainsi, le mardi 9 novembre 1943, ce premier est filé :

« Manouchian sort de chez lui à 7 heures 15, prend le métro à Pernety et descend à la Gare-de-Lyon. Il prend le train à 8 heures 02 et descend à Brunoy à 8 heures 45. À la sortie de la gare, il retrouve Estain ; ils se rendent à Épinay-sous-Sénart, puis font demi-tour et se rendent dans un café situé devant la gare de Brunoy où ils demeurent 50 minutes. Ils se séparent à 11 heures 30, Manouchian prend le train en direction de Paris. »

Peu de temps après, la résistante Cristina Boico rencontre Manouchian :

« C'était en novembre, quelques jours avant son arrestation. Ce fut ma dernière rencontre avec lui. Près d'une gare. Je ne sais plus laquelle. Mais nous marchions dans des rues longues, où il y avait trop de monde. Je n'aimais pas ça. Lui-même avait le sentiment qu'il était encerclé, qu'il allait tomber. Je lui ai offert une planque, au cas où. Par mes contacts à la Sorbonne, je touchais un secteur qui n'avait rien à voir avec la MOI. Il a refusé, me disait qu'il n'avait pas de problème pour son logement. Je l'ai quitté très inquiète, en raison de sa propre inquiétude. »

Le 15 novembre 1943 au soir, Missak demande exceptionnellement à sa femme de le retrouver à un rendez-vous dans un café situé rue du Cherche-Midi, où Henri Karayan et Olga Bancic les rejoignent. « Tous trois se sont alors parlé tout bas, à l'oreille, puis Pierrette [Olga Bancic] m'a remis un paquet de la grandeur d'une boîte de chaussures […]. Nous avons alors formé deux couples, Henri et moi d'un côté, Pierrette et Manouche de l'autre. C'était de leur côté que des choses importantes se disaient », raconte Mélinée. Seulement deux minutes après l'arrivée du deuxième couple, le café est pris d'un « mouvement général », signe d'une descente policière.

« J'ai immédiatement dit à Manouche de partir, car il connaissait très bien les petites rues de ce quartier et c'est lui qui risquait le plus de nous tous. Mais il voulut récupérer le paquet que m'avait donné Pierrette. Il réagit ainsi selon son idée fixe : il fallait à tout prix que je vive. Il me disait toujours que l'important était que je reste en vie, quoi qu'il arrive : « Si on te prend, réponds que c'était moi qui t'ai obligée à faire ce que tu faisais, mais que tu n'étais au courant de rien… » »

Les quatre résistants s'enfuient chacun de leur côté et Mélinée parvient à retrouver son domicile avec son paquet. Missak l'attend alors et lui demande d'aller au cinéma ; à son retour, elle retrouve son mari en train de nettoyer un pistolet tiré du paquet, qui contenait donc des armes. Il insiste alors pour lui apprendre le maniement des armes à feu. « Jamais je ne l'avais vu dans un état pareil. Tout, en lui, semblait refléter l'inquiétude la plus profonde. Lui qui, d'habitude, était si équilibré, […] ne cessait […] de marmonner des paroles auxquelles je ne comprenais rien », raconte Mélinée. Elle retrouve dans sa poche un papier sur lequel était écrit le signalement de son mari, vraisemblablement issu des filatures de la police : « On ne pouvait pas s'y tromper, la description était parfaite. Rien ne manquait, ni la taille, ni la couleur des cheveux ou des yeux, ni l'allure et la façon de s'habiller. Il y était même mentionné la minuscule cicatrice sur la joue, signe particulier de presque tous les Arméniens venus de Syrie ». « Si, demain, je ne suis pas rentré à dix heures et demie, tu laisses tout et tu sors. Nous nous retrouverons à huit heures du soir, au métro Danube, comme convenu », dit-il à sa femme.
Mélinée raconte cette dernière soirée :

« Ce soir-là, ce n'était pas le mari qui me parlait, mais le chef d'un groupe de Résistance. […] Il me regardait alors d'une étrange et terrible façon. Il y avait dans ses yeux à la fois de la pitié, de la crainte et l'expression d'un immense amour inachevé. Il savait que, pour lui, c'était la fin. […] Il voulait que je vive et, ainsi, continuer de vivre lui-même à travers moi. […] Il ne cessait de me répéter : « Ne t'en fais pas, surtout, ne t'en fais pas… ». […] Il n'était pas dans son état normal : il savait. […] Je ne voulais pas qu'il parte, le lendemain matin. J'avais l'espoir fou de vouloir le retenir. […] Mais au plus profond de moi, je savais que je n'y parviendrais pas. […] J'ai bu peut-être dix ou quinze cafés, afin de ne pas m'endormir. Manouche, quant à lui, s'est endormi très rapidement. […] À un moment, je suis venue m'asseoir sur le lit, près de Manouche. Puis je ne me souviens plus de rien. Le lendemain, quand je me suis réveillée, il était plus de sept heures. Manouche était déjà parti. Je ne l'ai jamais revu. »

Au matin du 16 novembre 1943, Manouchian est arrêté avec Joseph Epstein en gare d'Évry Petit-Bourg,,, alors que, se sachant suivis depuis quelques mois, ils discutent de l'opportunité de disperser le groupe. En voici le récit fait par les historiens Stéphane Courtois, Denis Peschanski et Adam Rayski :

« Le commissaire Barrachin est en personne sur le terrain avec quatre inspecteurs. Ils suivent Manouchian qui prend le train à la gare de Lyon et descend à Évry-Petit-Bourg. À la sortie de la gare, Manouchian aperçoit Epstein qui se met à marcher en direction de la Seine. Il le suit à une cinquantaine de mètres. Après avoir traversé une passerelle sur la Seine, Epstein, qui s'est déjà retourné à plusieurs reprises, convaincu d'être filé, descend sur la berge, très grasse et détrempée, et accélère le pas. Manouchian, qui s'est sans doute aussi aperçu de la filature, hésite, puis continue sa route. Poursuivi par deux inspecteurs et Barrachin, échelonnés tous les 80 mètres environ, Epstein conserve son avance et arrive dans une allée au sol plus dur. Se retournant, il aperçoit les policiers et se met à courir. L'inspecteur Chouffot tire à plusieurs reprises avant de le neutraliser. Rejoint par les trois policiers, Epstein leur oppose une forte résistance. Finalement, menotté dans le dos, il tente à nouveau de s'échapper mais sans succès. De son côté, Manouchian a été rattrapé par deux inspecteurs. Il tient dans la poche droite de son manteau un 6,35 chargé avec une balle dans le canon mais décide de se rendre à la deuxième sommation. Il est 10 heures du matin. »

Sur les 35 résistants repérés durant la troisième et dernière filature, 30 sont arrêtés. Mélinée quitte son domicile rue de Plaisance dans la précipitation, ne prenant que son sac, qui contient les rapports des opérations des FTP-MOI, mais oubliant chez elle le revolver que lui avait donné Missak. Elle échappe ainsi de peu à la Gestapo, qui perquisitionne l'appartement vers midi, de même que son logement situé rue de Louvois ; cette planque, où la police trouve un certain nombre de documents compromettants, n'est perquisitionnée que plus tard. Mélinée attend longtemps la venue de son mari au lieu de rendez-vous convenu, près du métro Danube, en vain. Restée avec des amis, elle est retrouvée chez eux par sa sœur Armène, qui lui annonce l'arrestation de Missak. Réfugiée chez les Aznavourian, elle se cache chez eux dans une petite pièce cachée dès que la sonnette retentit. Des militants la cachent ensuite pendant plusieurs semaines dans une planque près du boulevard de Magenta, puis plusieurs mois de nouveau chez les Aznavourian, rue de Navarin, puis enfin chez des sœurs sous la fausse identité de Jacqueline Albertini. Là, elle écoute la chronique quotidienne de Jean Hérold-Paquis sur Radio-Paris, qui consacre une part non négligeable de son temps d'antenne à parler de Missak et de ses camarades — et les injurier — alors incarcérés à la prison de Fresnes, pour avoir des nouvelles de son mari.
Le lendemain de l'arrestation de Missak Manouchian, Simon Rajman, le frère de Marcel, est lui aussi arrêté et emmené à la préfecture de police de Paris. En salle 23, on le fait assoir sur un banc avec une vingtaine d'hommes et de femmes gardée par dix policiers armés. Il raconte : « Dès que je suis entré dans cette salle 23, j'ai été frappé par la silhouette d'un homme de taille moyenne qui restait figé, des heures durant, devant la fenêtre couverte pourtant d'un papier bleu et opaque. Il se retournait de temps en temps, quand les policiers ramenaient un détenu après un interrogatoire. J'ai su, par la suite, que cet homme était Manouchian ». Simon est tabassé et est témoin des sévices commis contre d'autres membres du groupe, notamment son frère et Olga Bancic. La trahison de Davidovitch est vite connue des détenus. Missak Manouchian, lui aussi torturé, est interrogé,,. Il passe rapidement aux aveux, reconnaît les liens avec ses camarades mais ne donne aucun nom, se  limitant aux pseudos, et protège sa femme, expliquant qu'elle ne savait rien de ses activités.
Une trentaine de détenus sont ensuite emmenés au dépôt pour l'identité judiciaire. Missak est finalement incarcéré à la prison de Fresnes, dans la cellule no 354,. Il explique à son camarade de cellule, Joseph Tomasina, qu'il est au courant de la trahison de Joseph Davidovitch et qu'il soupçonne aussi celle de Boris Holban,,. Les 23 continuent d'être interrogés et torturés pendant leur incarcération. Un autre de ceux qu'il côtoie lors du temps qu'il passe à Fresnes est Julien Lauprêtre, résistant communiste qui a alors seulement 17 ans : « Il m'a dit : « toi petit tu vas t'en sortir, il faudra continuer la lutte, moi je vais être fusillé. » Je me suis dit, toi tu t'en es sorti, tu as fait une promesse à cet homme admirable. Il faut essayer que ça corresponde à ce que tu fais dans le quotidien », raconte-t-il plus tard.

#### Procès, propagande et exécution

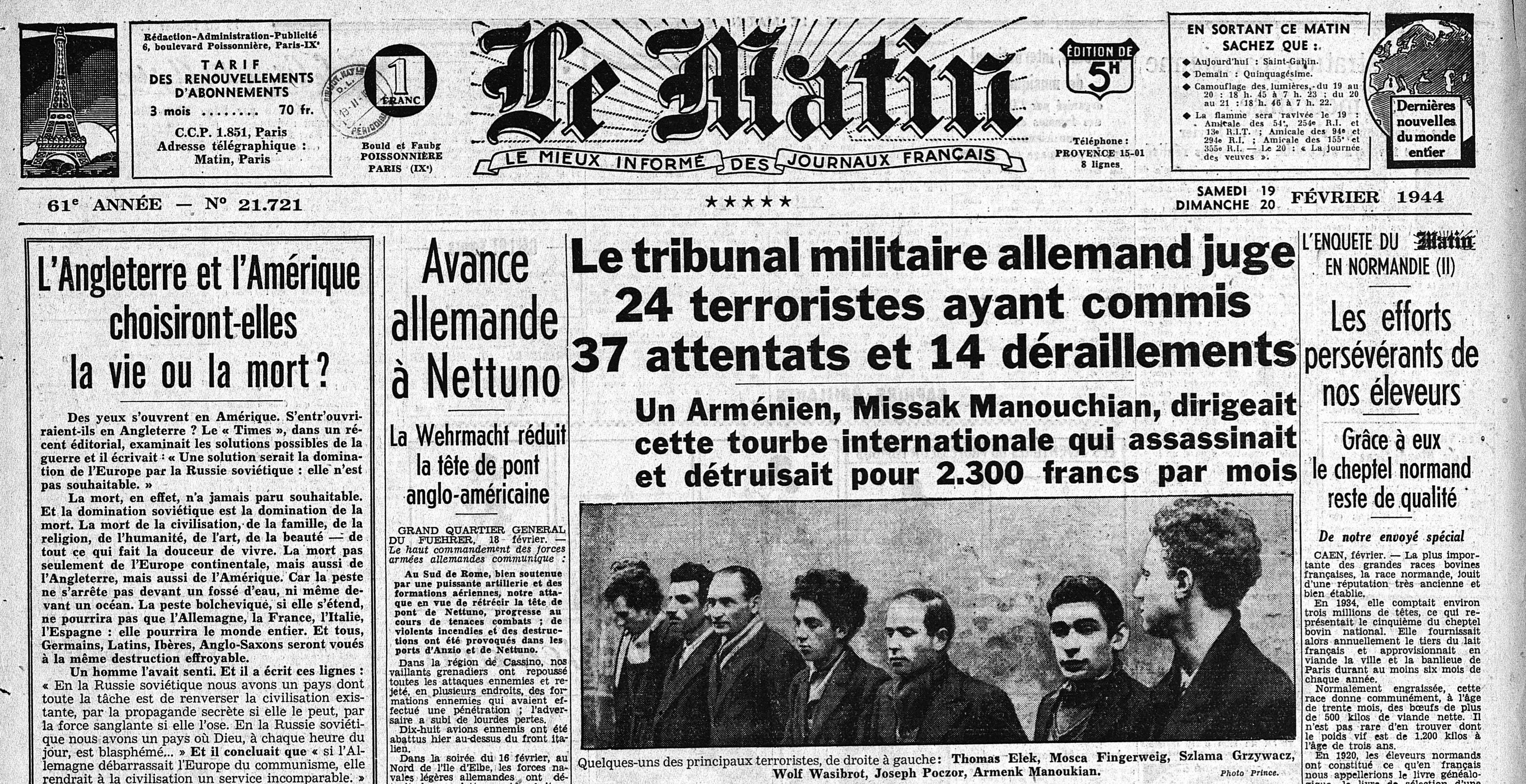
Première page du journal Le Matin (19-20 février 1944),.

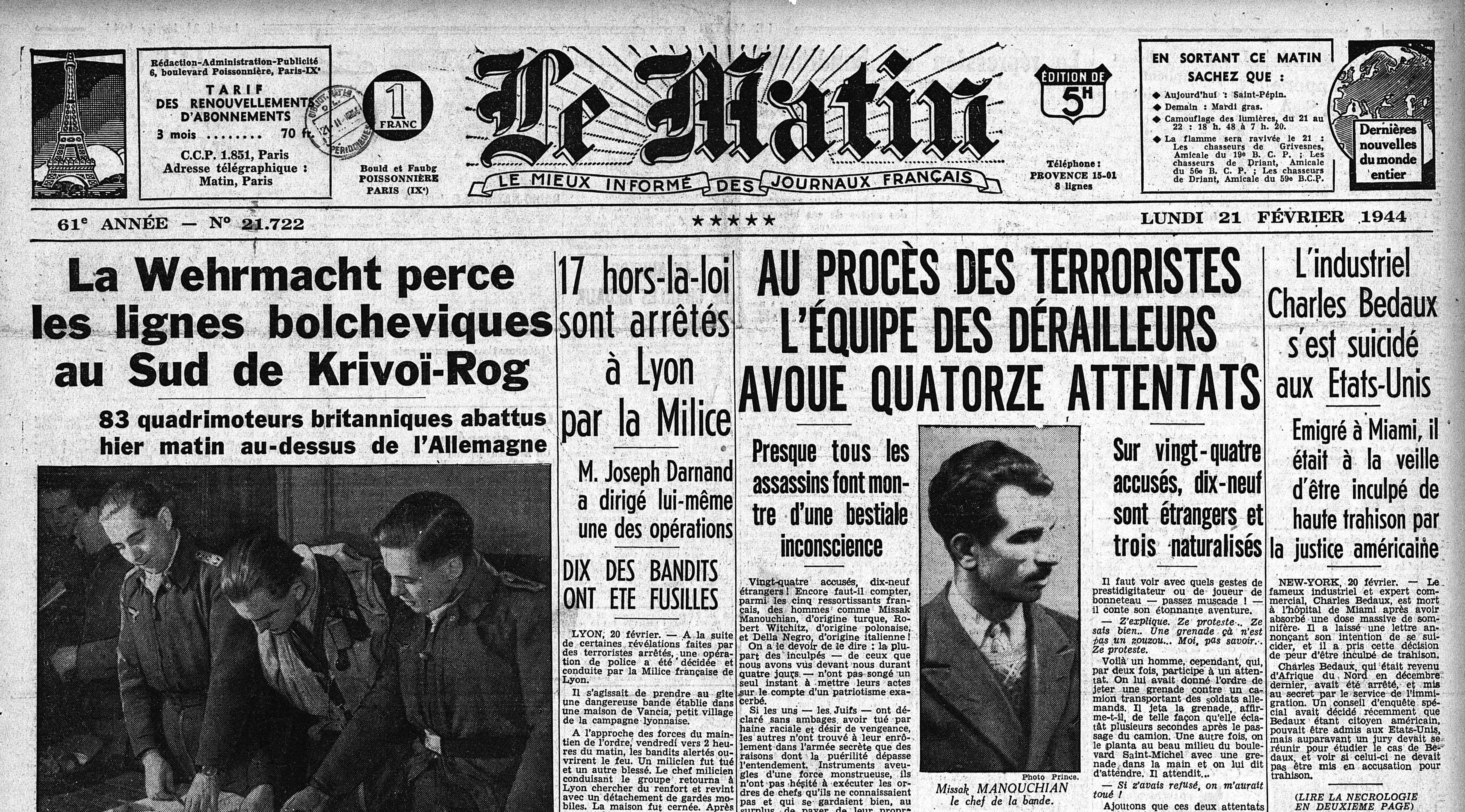
Première page du journal Le Matin (21 février 1944), qui montre Missak Manouchian.

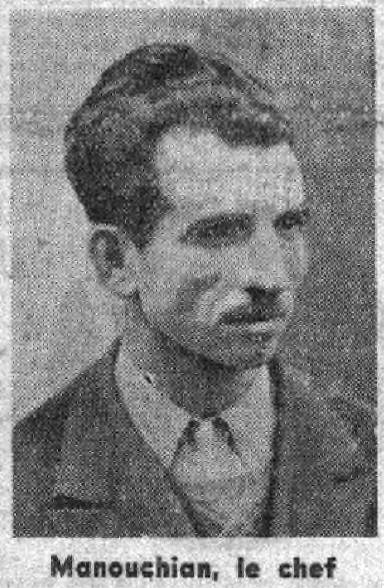
Missak Manouchian dans Le Petit Parisien (19-20 février 1944).

Première page du journal L'Œuvre (19 février 1944), qui montre Missak Manouchian en reprenant les photographies de propagande.

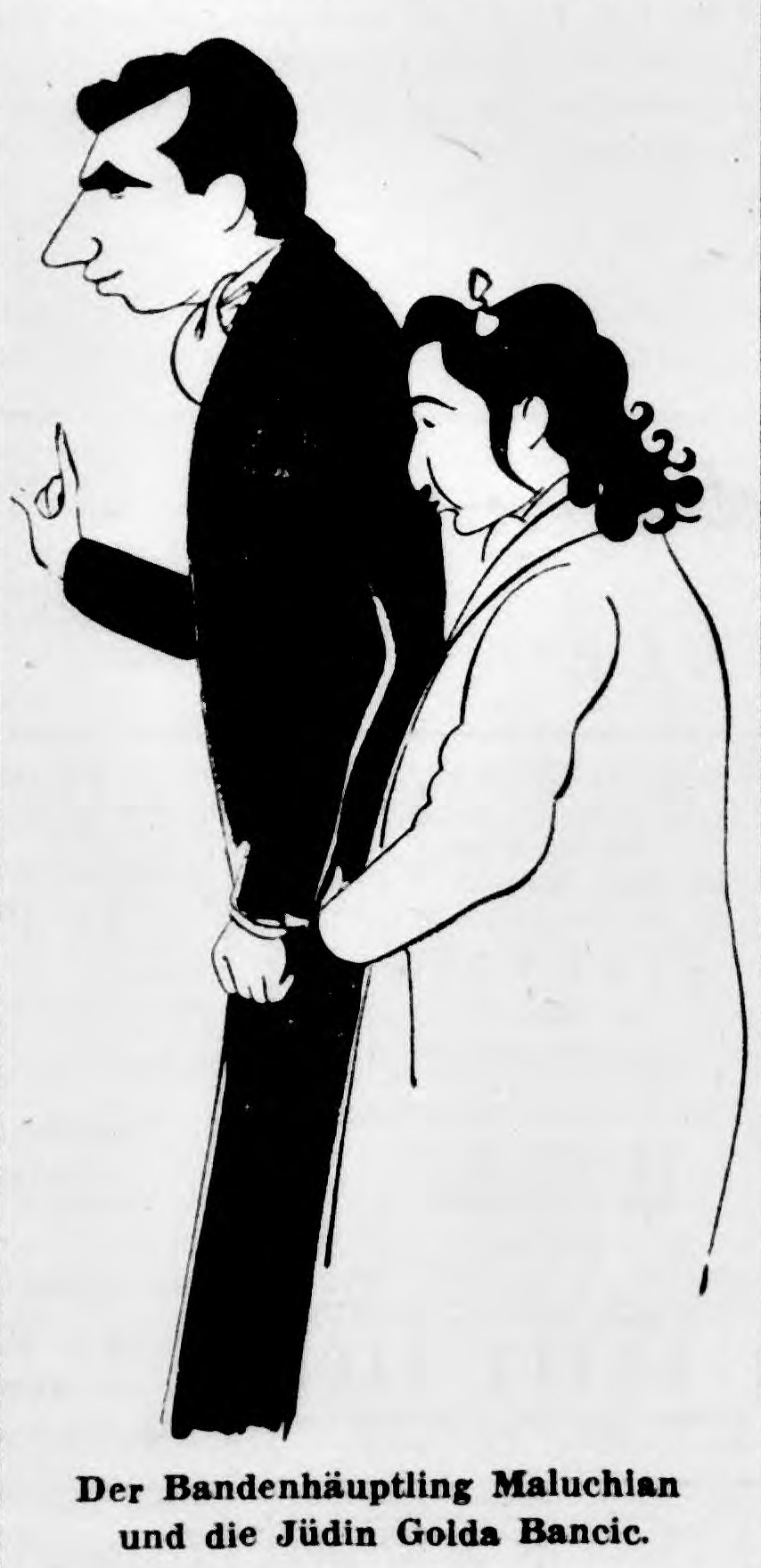
Caricature de Missak Manouchian et d'Olga Bancic par Jan Mara dans Pariser Zeitung (20 février 1944).

Des photographies de dix des vingt-trois résistants sont sélectionnés pour l'Affiche rouge, composante d'une vaste campagne de propagande antisémite d'une semaine, baptisée « l'armée du crime », et préparée par le Comité d'action antibolchévique. Entre le 15 et le 20 février 1944,, la propagande allemande placarde cette Affiche rouge à 15 000 exemplaires,, complétée par un tract, une brochure de 16 pages vendue 3 Francs, un film pour les actualités cinématographiques (France Actualités du 11 février 1944,,) et des passages à la radio et la presse écrite, notamment un reportage du journal d'actualités Signal. Dans la brochure, les prisonniers sont mis en scène en train de commettre des actes de terrorisme. L'Affiche rouge porte en médaillons noirs les visages de dix des membres du groupe,. Celle de Manouchian a cette inscription : « Arménien, chef de bande, 56 attentats, 150 morts, 600 blessés ». La brochure, virulemment antisémite et xénophobe, dénonce les « métèques » et les « assassins juifs et étrangers à la solde de Moscou et de Londres ». On peut notamment y lire : « Le crime est juif, et le crime est étranger. Et le crime est au service du judaïsme, de la haine juive, du sadisme juif comme la guerre est au service du judaïsme, du capitalisme et du bolchevisme juif ».
Le procès a lieu à huis clos à l'hôtel Continental entre les 15 et 18 février 1944,,,, devant la cour martiale du tribunal allemand auprès du commandant du Grand Paris (plus précisément la section B du tribunal du Kommandant von Groß-Paris). Vingt-quatre des résistants arrêtés sont jugés, dont Missak Manouchian, que la réquisition au procès présente comme un « groupe Manouchian » (qui n'a jamais existé jusque-là,). Ils sont accusés :

« du fait qu'ils sont suffisamment suspects de s'être livrés en France, au cours des années 1942 et 1943, à des actions contre l'armée allemande sans s'être rendus reconnaissables par leurs insignes règlementaires comme appartenant à la force armée ennemie, ainsi que le prescrivent les règlements du droit des gens, et d'avoir détenu des armes et autres moyens de lutte armés, dans l'intention de s'en servir au détriment de la force armée allemande et d'effectuer des attentats contre des membres de l'armée allemande. »

Selon les historiens Stéphane Courtois, Denis Peschanski et Adam Rayski, la date d'ouverture du procès « est bien la seule chose qu'il soit possible d'affirmer avec certitude ». Selon l'historienne Gaël Eismann, « le procès dit du groupe Manouchian fut sans doute plus expéditif qu'on l'a cru pendant longtemps ». Du procès, les minutes ont disparu des archives allemandes,. Il n'existe pas non plus de photographie ni de film. Quelques rares documents attestent du procès : une page du registre du tribunal confirmant le verdict par le général allemand Carl-Heinrich von Stülpnagel (retrouvée par l'historien Ahlrich Meyer), le témoignage de Clemens Rüther, chargé de convoyer les accusés, et un document d'archive mentionnant les noms de ceux-ci, ainsi que ceux des juges et des avocats,,. Ce dernier document provient du dossier conservé au Service historique de la Défense, dans lequel se trouvent aussi les bulletins des décès des 22 fusillés.
Il donne lieu à une « gigantesque opération de propagande de la part des Allemands et de Vichy ». Quelques journalistes de la presse allemande, notamment du Pariser Zeitung, et de la presse collaborationniste française, font écho du procès et y assistent,, mais les comptes-rendus qu'ils en donnent « sont quelquefois contradictoires, souvent imprécis et toujours partiaux ». Il est difficile de savoir quels journalistes ont vraiment pu y assister, car la plupart des dits compte-rendus journalistiques s'appuient sur les dépêches de l'Office français d'information (OFI), agence de presse officielle de l'État français,, qui commence à transmettre des textes aux journaux à partir du 18 février 1944,. C'est en particulier la dépêche no 1583 qui est largement reprise, dépêche dans laquelle Missak Manouchian est mis en avant : « Les vingt-quatre accusés avaient à leur tête le nommé Missak Manouchian, né le 1er septembre 1906 en Arménie turque, venu en France en 1924, et qui a fait son service militaire dans notre armée, avant d'être affecté spécial pendant cette guerre. Il serait rentré dans la « MOI » en juillet 1943. Il affirme que c'était une organisation non politique, et il traduit les lettres « MOI » par « Main-d'œuvre ouvrière immigrée » »,. Le Petit Marseillais reprend ainsi par exemple l'une des dépêches de l'OFI,. Selon les historiens Dimitri Manessis et Jean Vigreux :

« Les notes de l'OFI sont explicites et offrent à la presse des éléments à exposer au lectorat ; il s'agit de discréditer les menées « terroristes » et de louer les opérations de maintien de l'ordre orchestrées conjointement par l'occupant et les troupes françaises, sous la direction de Joseph Darnand : « hirsutes, agressifs et patibulaires, ces hommes sont en plus des “juifs”, des “rouges”, des étrangers ». »

Pour le journal parisien Le Matin, le journaliste Pierre Malo couvre le procès dans plusieurs numéros : ainsi, dans celui des 19-20 février 1944, il décrit Manouchian comme un « effroyable chef ». Il écrit ensuite :

« Il devait être, sans doute, difficile, pour ceux qui l'avaient vu une fois, d'oublier le visage de Manouchian. Des cheveux de jais, des yeux de nuit, des sourcils touffus dont les pointes s'allongent sur les tempes où elles rejoignent les pattes, la partie inférieure du visage avancée comme un groin. Intelligent — ou du moins paraissant tel, à côté de l'effroyable sottise de ses complices — il ne se fait guère prier non seulement pour raconter sa vie, mais aussi pour exposer avec complaisance le mécanisme d'une organisation dans laquelle il est rentré au mois de juillet 1943. »

C'est aussi le cas de Louis Rouillac, pour Le Petit Parisien, ou de René Benedetti, pour L'Œuvre, qui parle d'un homme ayant « le regard sombre, le nez proéminent, le visage raviné et couturé. Chevelure brune abondante et moustache noire taillé en brosse ». Plus globalement, la presse collaborationniste dénonce le « cynisme » d'accusés qui assument pleinement les attentats commis (notamment les « dérailleurs » de Boczov). Dans ses Mémoires, Mélinée rapporte cette tirade qu'aurait dite son mari et dont le texte aurait été diffusé sur la radio d'Alger :

« [S'adressant aux Allemands] Vous, je n'ai rien à vous dire. J'ai fait mon devoir qui était de vous combattre. Je ne regrette rien de ce que j'ai fait. C'est maintenant à vous de jouer votre rôle : je suis entre vos mains. [S'adressant aux Français] Mais quant à vous, vous êtes Français. Nous, nous avons combattu pour la France, pour la libération de ce pays. Vous avez vendu votre conscience et votre âme à l'ennemi. Vous aviez hérité de la nationalité française, nous, nous l'avons méritée. »

Le procureur prononce un réquisitoire qui ne dure qu'un quart d'heure, dans lequel il demande la mort pour 23 des accusés,. La défense commise d'office prend ensuite la parole mais se contente de constater les « aveux » des accusés. Mélinée raconte que Missak récuse son avocat pour se défendre lui-même. Le journaliste Louis Rouillac écrit au sujet de Missak : « Voici d'abord Manouchian, avec son casque de cheveux noirs et ses yeux sombres. Ses premiers mots sont pour dire qu'il ne nourrit aucune haine pour le peuple allemand en général mais qu'il est normal que, dans un monde en guerre, chacun soit travaillé par une idée ». Le président du tribunal livre finalement ses attendus, dans lesquels il dénonce l'« agitation » des « Juifs » :

« Le bolchevisme et le judaïsme ont fait cause commune. La terreur rouge n'est pas seulement dirigée contre l'armée allemande, mais contre la France. […] Quant aux accusés que nous venons de juger, ce sont, pour la grande majorité, des étrangers et des Juifs que le sort de la France ne regarde pas. […] Les jugements doivent être impitoyables pour empêcher les autres de suivre un tel exemple,. »

Les vingt-trois sont condamnés à mort après une journée d'audience,,,,, le 19 février 1944. Les accusés n'ont pas la possibilité de faire appel. Le ministère de l'Information transmet une instruction aux journaux pour qu'ils annoncent cette exécution : « En tête, sur une colonne minimum (obligatoire pour tous journaux) la dépêche : "Vingt-trois terroristes, presque tous étrangers, ont été condamnés à mort par la cour martiale de Paris » (21 février 1944).
Quelques heures avant son exécution, Missak Manouchian se fait confesser et communie avec l'abbé Franz Stock, aumônier du Mont-Valérien,,. Les condamnés à mort ont aussi le droit d'écrire des lettres pour leurs proches.
Le 21 février 1944, les vingt-deux hommes sont fusillés au Mont-Valérien,,. Missak Manouchian et Celestino Alfonso auraient refusé de se couvrir les yeux face au peloton d'exécution. Il existe trois photographies clandestines des exécutions, prises par Clemens Rüther, et publiées par Serge Klarsfeld en décembre 2009,,. Ils sont fusillés entre 15h16 et 15h56. Missak Manouchian est exécuté en même temps que Spartaco Fontanot, Georges Geffroy, Pierre Lecornec et Yves Salaün. Après la Libération, Missak et ses camarades sont inhumés au cimetière parisien d'Ivry dans des fosses individuelles.
Clemens Rüther raconte ces derniers instants en 1985 :

« Les condamnés étaient expédiés sur des camions et nous devions les suivre sur des motocyclettes. Au fort, dans une fosse, ils furent tous fusillés, quatre par quatre, par un commando des forces armées allemandes (Wehrmacht). Ils étaient liés à des poteaux et avaient les yeux bandés. Aux quatre suivants, ces mêmes bandeaux, qu'ils soient plein de sang ou non, étaient rattachés […]. [Tous étaient] accompagnés d'un prêtre catholique, Franz Stock de Neheim. Les fusillés furent mis sur place dans des cercueils. Nous devions encore accompagner le transport jusqu'au cimetière. Là-bas, ils étaient inhumés dans une fosse commune […]. Je fus le témoin du procès, du jugement et de l'exécution,. »

Un autre témoignage daté du 24 février 1944, vraisemblablement indirect, de Moritz von Ratibor, accusateur public durant le procès, raconte :

« Les accusés, qui pendant la séance ne cessaient d'afficher leur mépris à l'égard du tribunal et ignoraient les discours prononcés en allemand, écoutèrent la sentence du tribunal militaire avec une indifférence cynique montrant ainsi leur mépris total de la mort. Pendant le transfert des accusés en camions bâchés au lieu de la mise à mort, ils entonnèrent L'Internationale et seule l'intervention énergique des hommes d'escorte les contraignit à se taire. […] Les condamnés reprirent leur chant au moment de l'appel au Mont-Valérien avant la mise à mort. L'un des condamnés, en sortant de voiture, dit en allemand à notre soldat : « Aujourd'hui c'est mon tour de mourir, demain viendra le tiens ». […] Debout devant les canons des fusils braqués sur eux, ceux des condamnés dont les mains n'étaient pas liées échangeaient énergiquement des saluts communistes en levant le poing droit et tous, sans exception, tant que les balles ne les avaient pas contraints à se taire, louaient le Parti communiste, l'Armée rouge, Lénine, Staline et maudissaient le Führer et Pétain,. »

La plupart des articles de presse qui couvrent le procès sont marqués par la xénophobie, l'antisémitisme et l'anticommunisme afin de discréditer la Résistance aux yeux de l'opinion publique française,.

L'Affiche rouge[431].
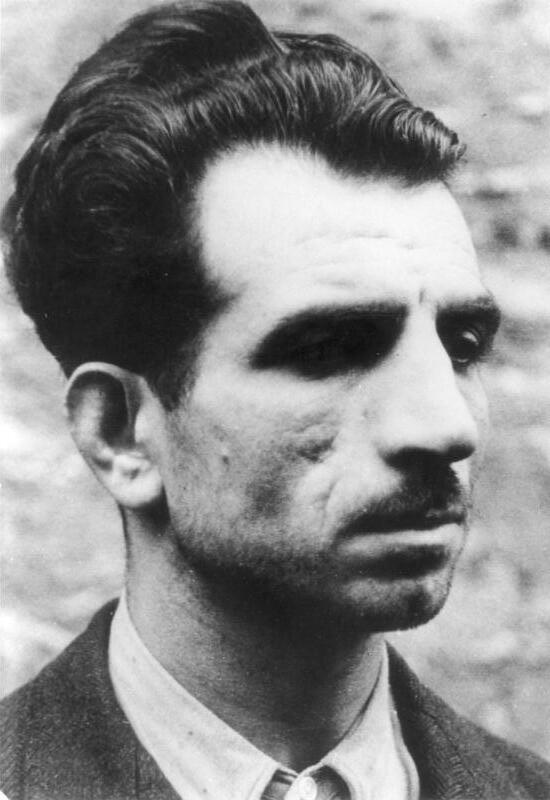
Portrait conservé dans les archives fédérales allemandes, et reproduit sur l'Affiche rouge[432].
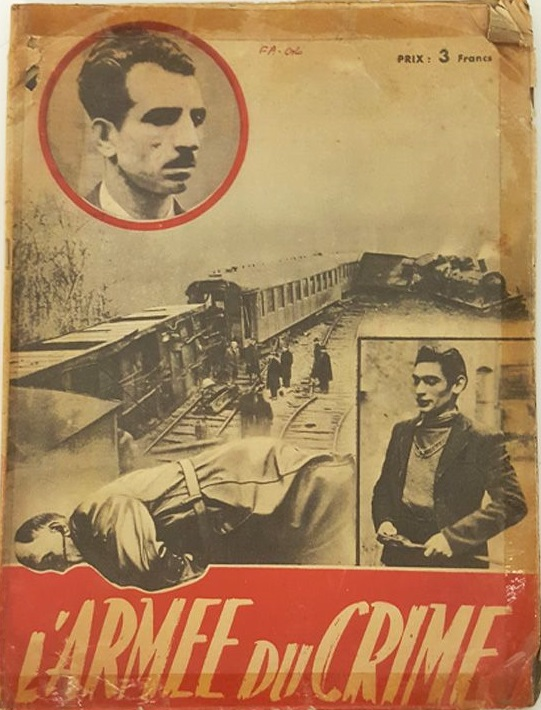
Brochure L'Armée du crime diffusée en même temps que l'Affiche rouge. Missak Manouchian est représenté dans le médaillon[433].
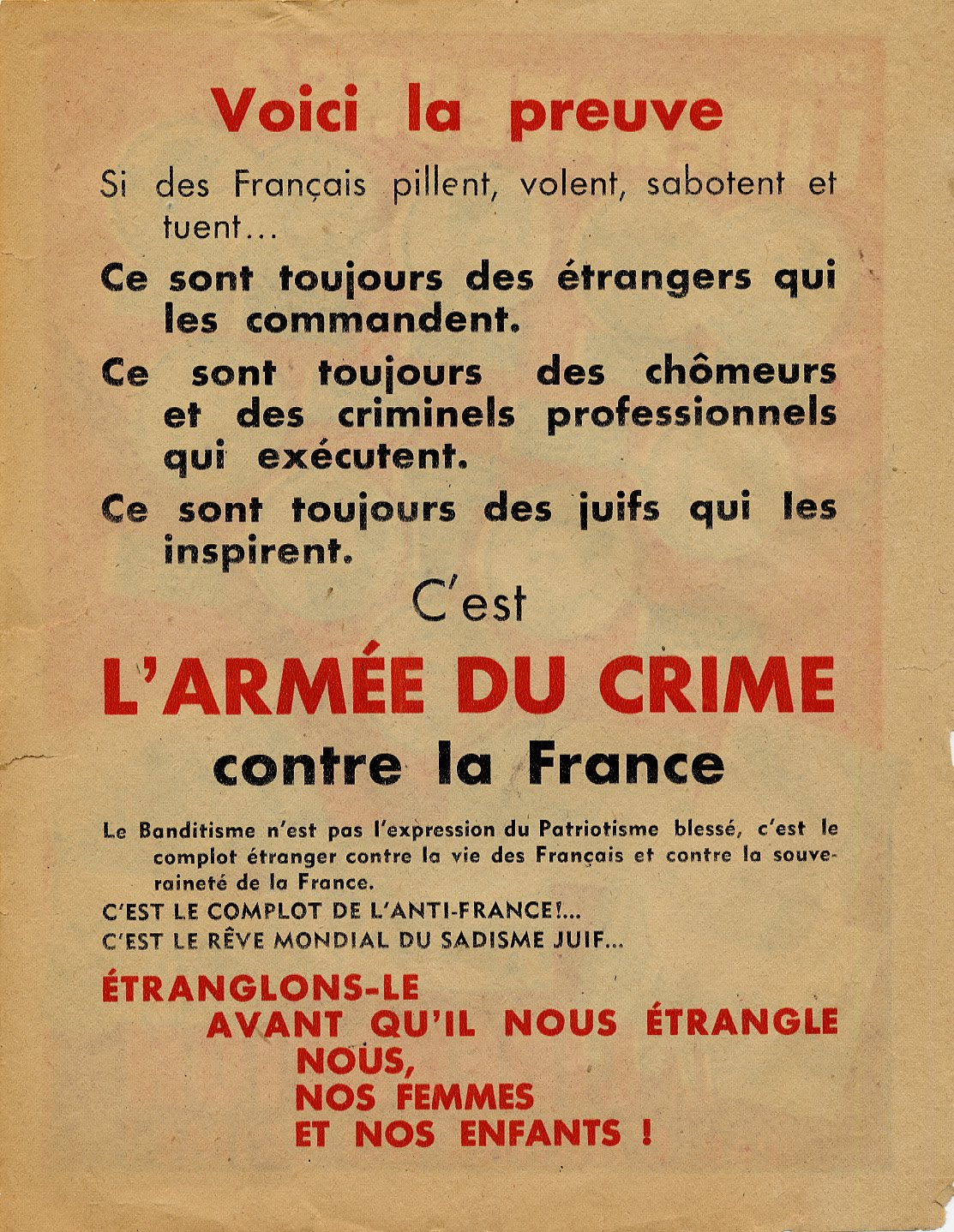
Tract de propagande reprenant au recto l'affiche et dénonçant au verso le « sadisme juif » et « le complot de lʼAnti-France », février 1944. coll. Musée de la Résistance nationale, Champigny[434].
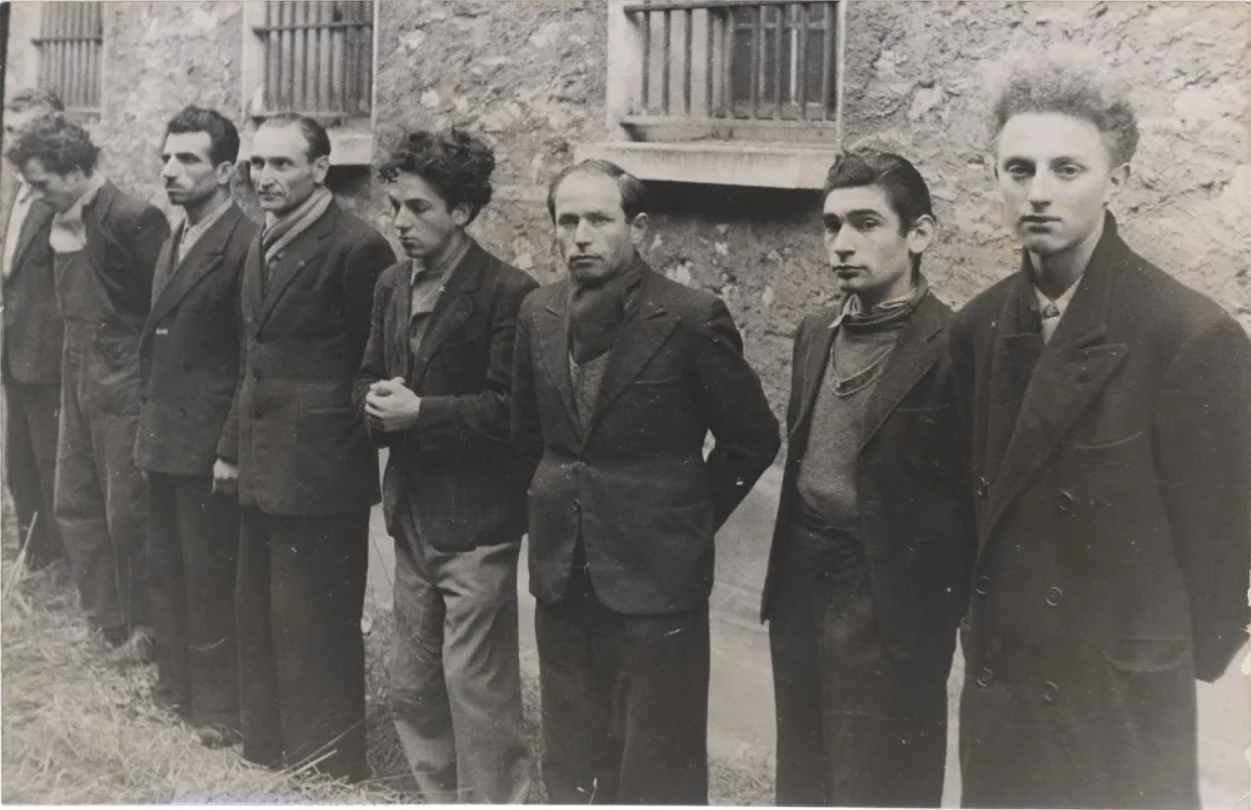
Certains membres du Groupe Manouchian peu de temps avant leur exécution, en février 1944.
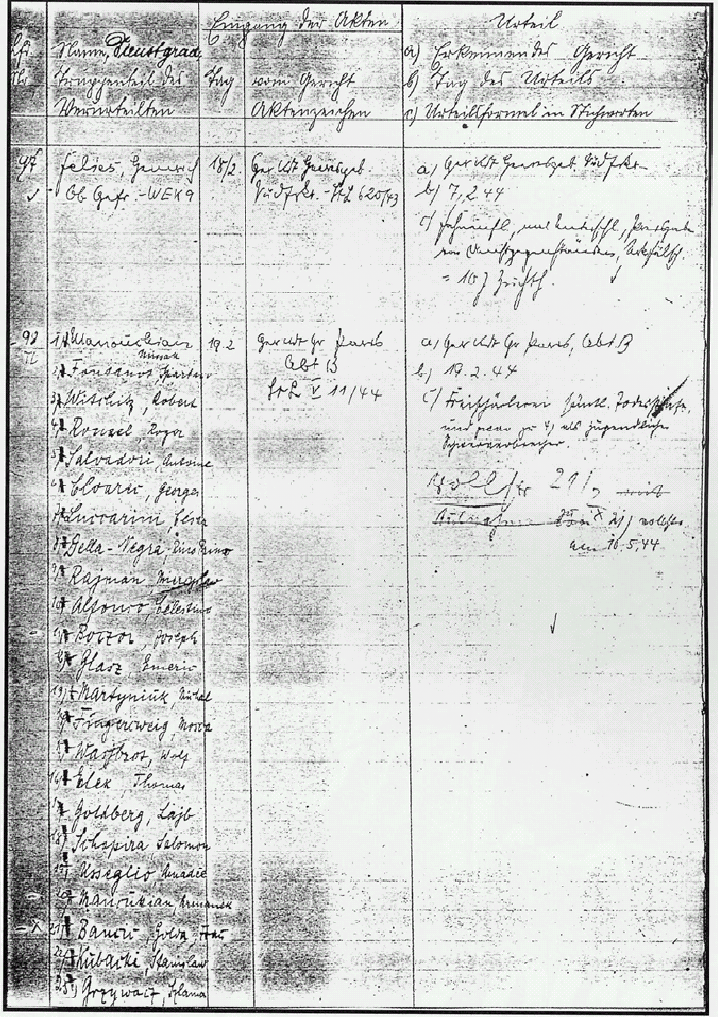
Verdict du procès[435].

#### Dernières lettres
Depuis la prison de Fresnes, Missak Manouchian a l'autorisation d'écrire des lettres pour ses proches : il en écrit deux, l'une à Mélinée,, et l'autre à Armène, sœur de cette dernière,. Dans la lettre à sa femme, il affirme qu'il « meurt en soldat régulier de l'Armée française de la Libération ». Il souhaite à Mélinée de se remarier, d'avoir des enfants et d'apporter ses souvenirs « si possible » à ses parents en Arménie, mais pas forcément de s'y installer pour vivre comme l'écrit en 1955 le poème d'Aragon enjoignant de « demeurer dans la beauté des choses, quand tout sera fini plus tard en Erivan », à une veuve qui a dû attendre 1962 pour pouvoir revenir en France, dans le cadre d'accords négociés avec une République socialiste soviétique d'Arménie au bord de la famine,. Les deux lettres de Missak ne parviennent à leurs destinataires que fin novembre 1944.  Le 24 janvier 1945, Mélinée porte plainte contre les policiers qui ont arrêté Missak et qui ont procédé à la perquisition de leur domicile. Elle est de plus entendue dans le cadre de l'instruction judiciaire qui aboutit en 1948 à la condamnation de l'un deux, Émile Constant.

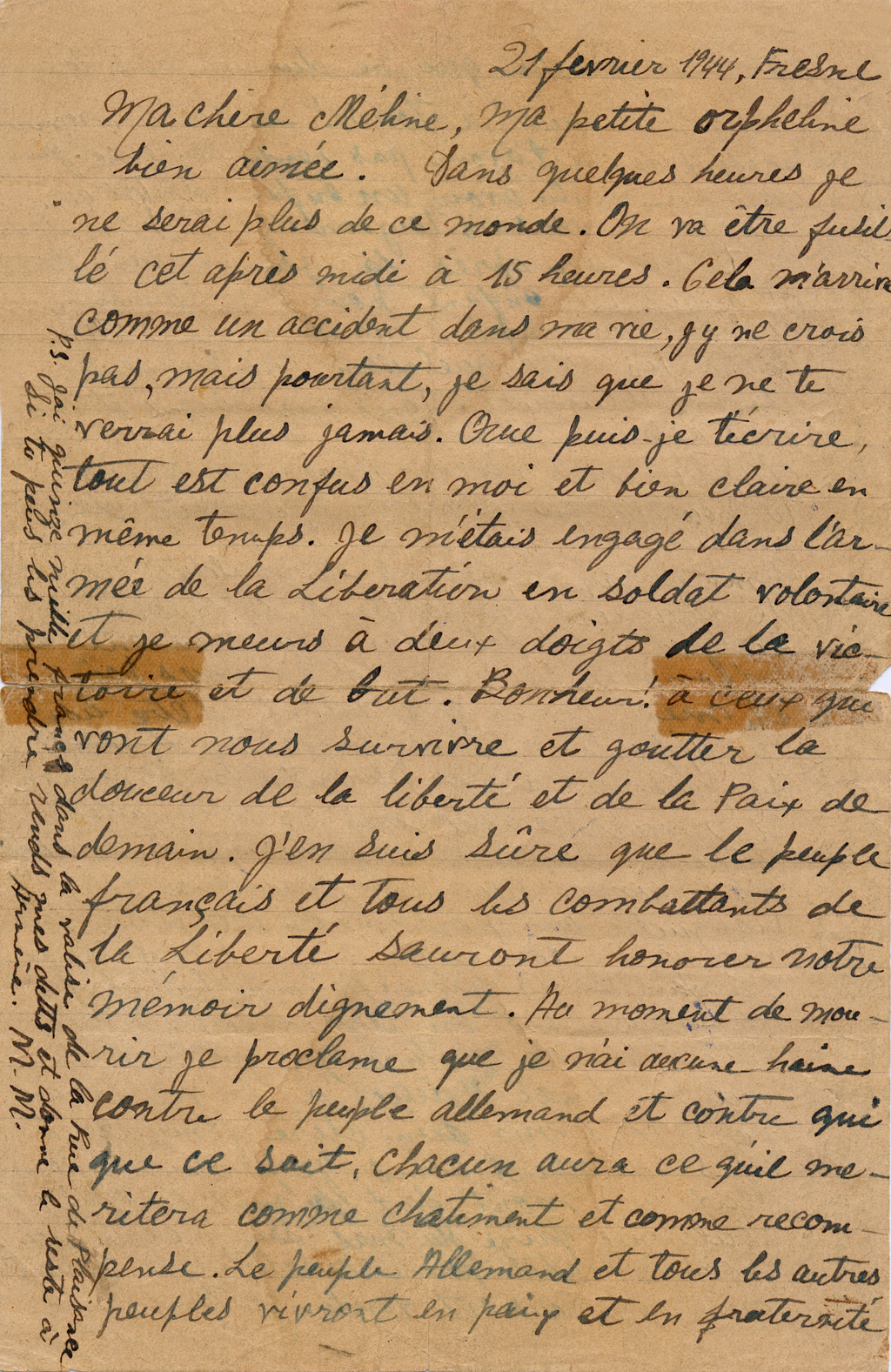
Première page de la lettre à Mélinée.
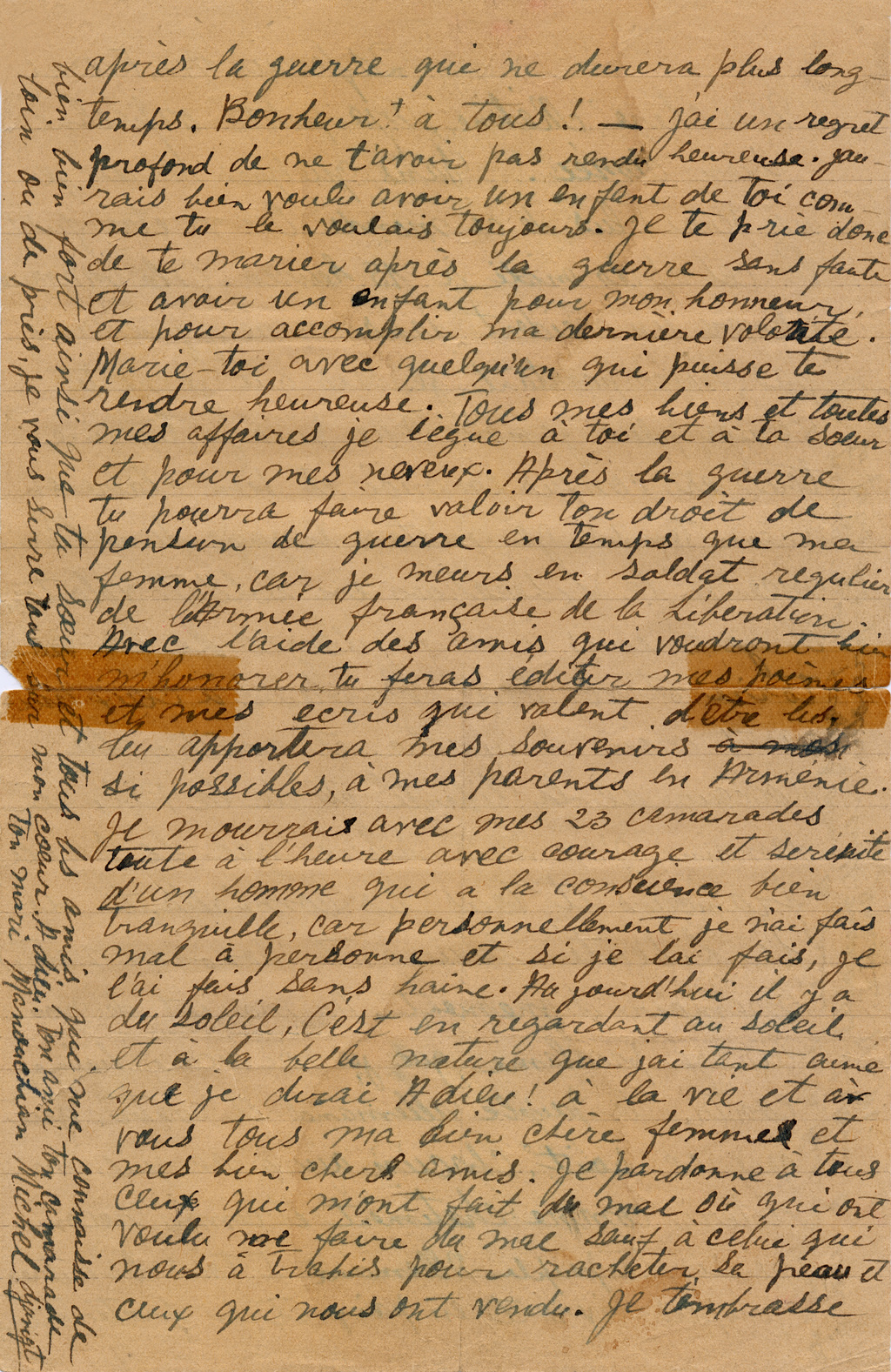
Deuxième page.
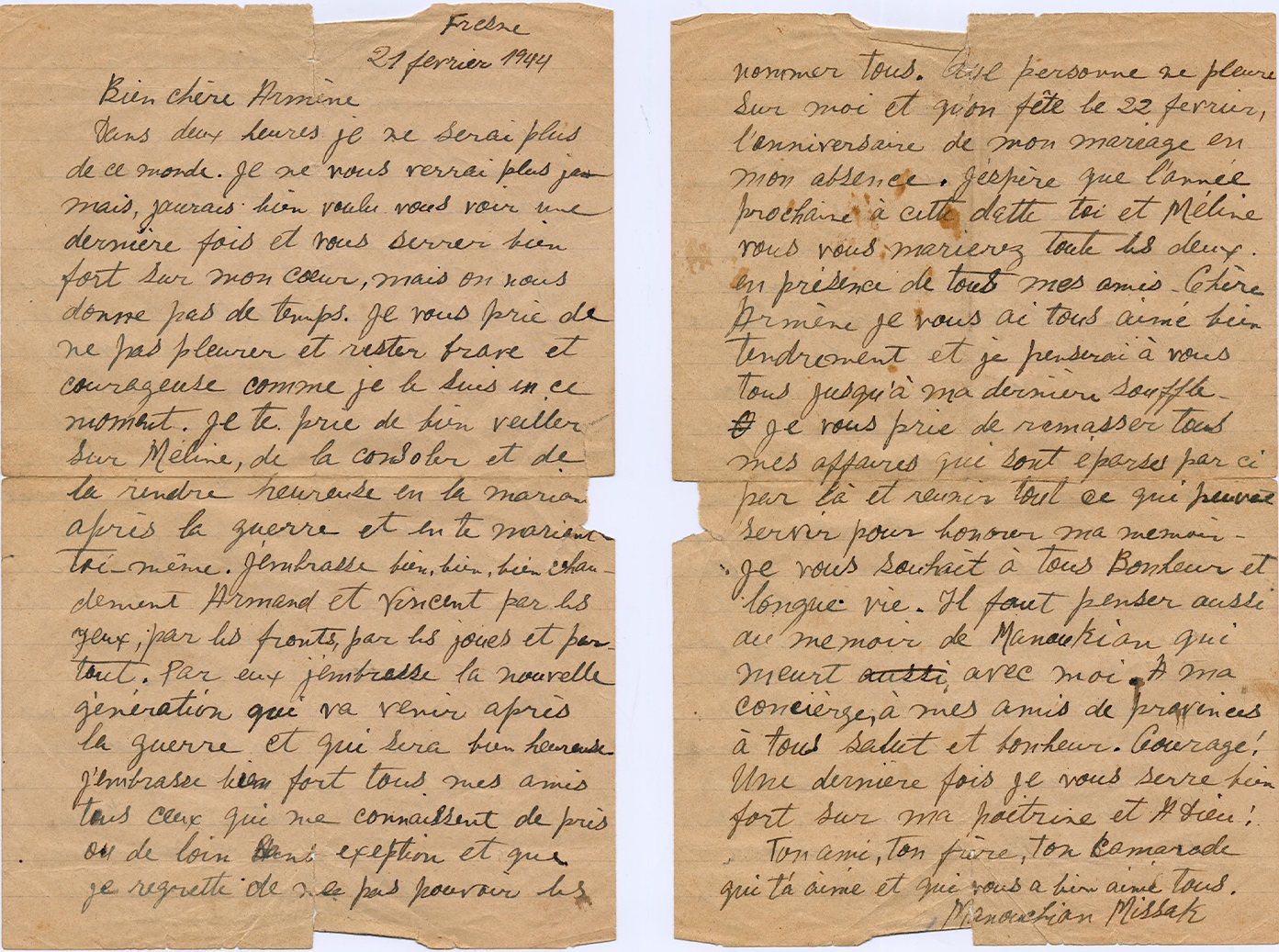
Lettre de Missak Manouchian à Armène.

#### Réactions à l'Affiche rouge et au procès
Le 1er mars 1944, une semaine après l'exécution des 23, L'Humanité clandestine consacre un entrefilet de quelques lignes à Missak Manouchian et à ses camarades fusillés, sans citer aucun nom,. En plus de cet article, le PCF rend hommage par un tract et un communiqué aux fusillés. Dans ce communiqué, on peut lire :

« […] le procès […] a donné le démenti le plus cinglant aux odieuses campagnes de xénophobie des boches. Les juges nazis ont reproché aux accusés plusieurs dizaines d'actions, mais toutes ont été des actions de guerre contre les occupants de notre pays ; exécution du Dr. Ritter, organisateur de la déportation de nos ouvriers et de nos jeunes, attaques de casernes, de détachements armés boches, de camions transportant des soldats, d'hôtels boches, déraillement de trains de permissionnaires, etc. Aucun acte contre les Français n'a pu être avancé par les juges nazis contre ces nobles jeunes gens, que la presse vendue, qui se dit française, a pendant des semaines calomnié et couvert de boue […] De même que Garibaldi, venu lutter aux côtés des Français pour libérer notre patrie envahie, était l'objet des pires attaques de la part des capitulards et des traîtres, de même les traîtres de Vichy font chorus aujourd'hui avec leurs maîtres boches pour insulter les FTP immigrés. Mais le peuple de France salue ces braves qui n'ont pas hésité à sacrifier leur jeune vie pour que vive la France, que le monde soit à jamais débarrassé de la barbarie hitlérienne. »

L'Affiche rouge sur les murs de Paris par l'occupant nazi ne produit pas tout à fait l'effet escompté : ainsi, Les Lettres françaises clandestines témoignent de la réaction de certains passants :

« Une femme confie à son compagnon :

— Ils ne sont pas parvenus à leur faire de sales gueules.

[…] Les passants contemplent longuement ces visages énergiques aux larges fronts. Longuement et gravement comme on salue des amis morts. Dans les yeux, aucune curiosité malsaine, mais de l'admiration, de la sympathie, comme s'ils étaient des nôtres. […] Sur l'une des affiches, la nuit, quelqu'un a écrit au charbon en lettres capitales ce seul mot : MARTYRS. »

De même, à la BBC, André Gillois rend hommage aux résistants de l'Affiche rouge lors d'une allocution 1er juin 1944, reprenant vraisemblablement l'anecdote des Lettres françaises :

« On entendit dans la foule une femme dire : « Malgré tous les efforts des Boches, ces portraits représentent pour nous le symbole de la Résistance ». Ce fut une foule pleine d'admiration silencieuse qui regardait cette affiche ; le lendemain matin, une de ces affiches avait été rayée, et avec un coup de craie le mot suivant inscrit : « martyrs ? » Voici l'hommage que Paris rend à ceux qui n'ont jamais cessé de lutter pour la liberté. »

En avril 1944, La Vie de la M.O.I. évoque l'« échec de la campagne de xénophobie » de l'Affiche rouge,,.
De fait, des organisations de la Résistance dénoncent cette campagne de propagande, notamment le PCF clandestin, l'Union des juifs pour la résistance et l'entraide (UJRE) via une brochure intitulée Pourquoi ils luttent, pourquoi ils meurent ?, ou encore le Mouvement national contre le racisme via un tract intitulé La France aime, admire, vénère tous les combattants de la Libération,.

## Œuvre poétique

### Publications posthumes
- (hy) Բանաստեղծութիւններ [« Poèmes »] (ill. Melkon Kebabdjian), Paris, Impr. B. Eléguian,‎ 1946, 95 p. (lire en ligne )
- (hy) Իմ երգը [« Mon chant »], Erevan, Éditions de la république d'Arménie,‎ 1956, 94 p. (lire en ligne )
- (hy + fr) Ivre d'un grand rêve de liberté (trad. Stéphane Cermakian, préf. André Manoukian et Didier Daeninckx) (édition bilingue), Éditions Points, coll. « Points poésie », 2024, 216 p. (ISBN 979-1041414673, lire en ligne )
- Carnets (trad. Houri Varjabédian), Éditions Parenthèses, coll. « Diasporales », 2025

### Reconnaissance
- Lors du Festival de poésie et de musiques arméniennes qu'il organise le 15 avril 1945 au Grand amphithéâtre de la Sorbonne, Archag Tchobanian rend hommage à Missak Manouchian et à Kégham Atmadjian dans son discours[463]. Il récite à cette occasion une traduction en français du poème Lutte de Missak Manouchian[461].
- Rouben Mélik inclut Missak Manouchian dans son anthologie La poésie arménienne (1973), où il publie la traduction en français des poèmes Privation et Le miroir et moi par Gérard Hékimian :
  - Rouben Mélik (dir.), La poésie arménienne : Anthologie des origines à nos jours, Les Éditeurs français réunis, 1973, 563 p., PDF (BNF 34552765, lire en ligne ), p. 324-326
- Pierre Seghers inclut Missak Manouchian dans son anthologie La Résistance et ses poètes (1974), où il publie la traduction en français des poèmes Privation, Restons éveillés et Combat :
  - Pierre Seghers, La Résistance et ses poètes, vol. 2 : Anthologie, Éditions Seghers, coll. « Poésie Seghers », 2022 (1re éd. 1974), 332 p. (ISBN 9782232145940, lire en ligne ), p. 195-198

## Décorations

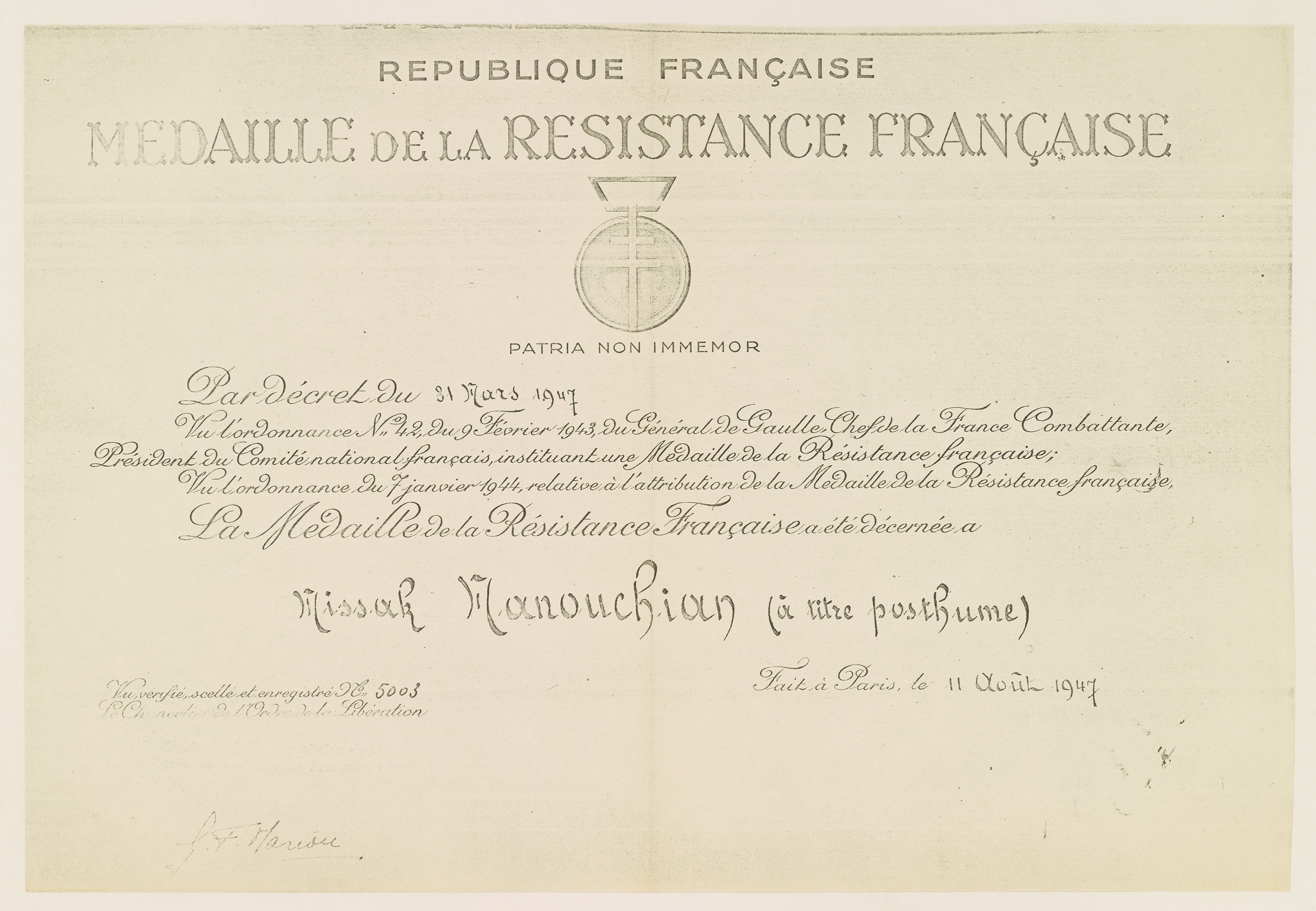
Décret d'attribution à titre posthume de la Médaille de la Résistance française à Missak Manouchian du 31 mars 1947.

- Médaille de la Résistance française à titre posthume (décret du 31 mars 1947)[465],[466],[464]
- Mention « mort pour la France » en 1971[467],[464]

## Mémoire

### Chronologie

#### Après-guerre et années 1950

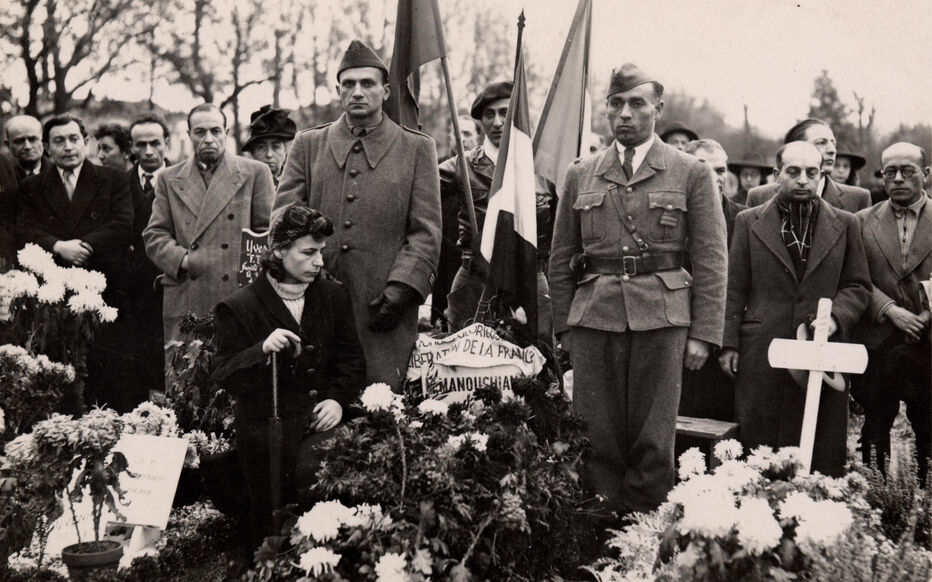
Mélinée Manouchian (et derrière elle Diran Vosguiritchian) au cimetière parisien d'Ivry, le 25 février 1945, lors de la première cérémonie en l'honneur du groupe Manouchian, peu de temps après la Libération,.

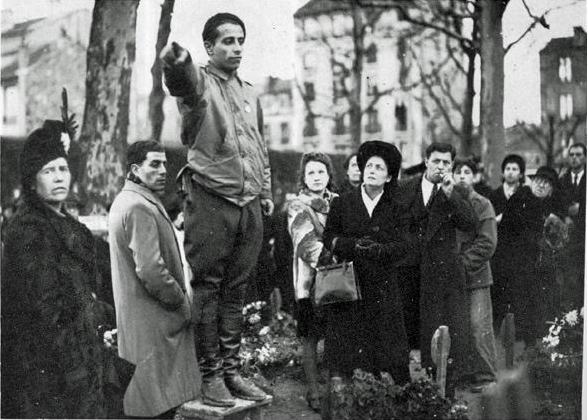
Arsène Tchakarian (au centre) le 25 février 1945 au cimetière parisien d'Ivry.

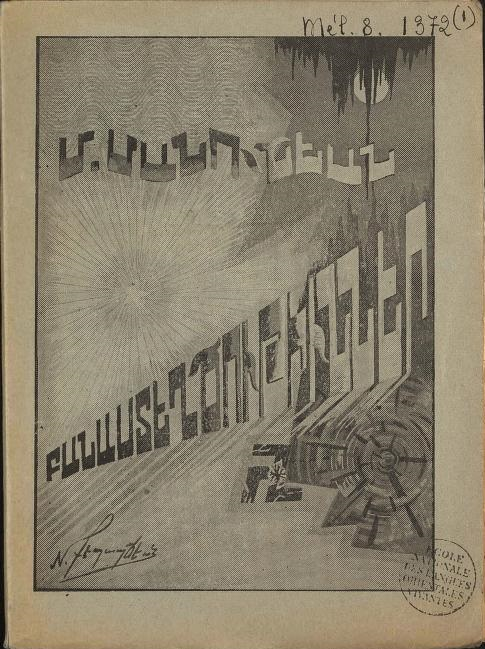
Couverture de l'édition posthume des poèmes de Missak Manouchian publiée en 1946.

L'Affiche rouge et la médiatisation du procès constituent, après la Libération, le « socle originel sur lequel s'est construite la mémoire héroïque de l'épopée des FTP-MOI », notent les historiens Atsrig Atamian, Claire Mouradian et Denis Peschanski. Dans les premières années qui suivent la guerre, les commémorations réservent une place centrale à la figure du résistant et dans une moindre mesure à celle du résistant étranger,.
Le 25 février 1945, « toute la presse communiste, locale ou nationale » (comme Libération) couvre la commémoration du premier anniversaire de l'exécution des 23 (nommés « Groupe Manouchian-Boczor »), qui réunit 10 000 personnes au cimetière parisien d'Ivry, ville d'où sont originaires quatre d'entre eux,. Cette première commémoration d'envergure est organisée par le Comité d'action et de défense des immigrés (CADI),,. Les photos de l'agence Roger-Viollet montrent une grande banderole « Gloire aux 24 héros immigrés du procès Manouchian-Boczov, fusillés par les boches »,, le chiffre de 24 y ajoutant Joseph Epstein. Mélinée Manouchian s'y trouve avec Diran Vosguiritchian et dépose une gerbe de violettes sur la tombe de son mari. Dans L'Humanité du même jour, Boris Holban salue le « suprême hommage rendu par le peuple de Paris aux 23 héros du procès Manouchian-Boczov »,. Un reportage des actualités, filmé par Guy Le Cor et Louis Cottart pour Les Actualités françaises, couvre l'évènement et est diffusé le 2 mars 1945,.
Les Arméniens rendent aussi hommage à Missak Manouchian. Par exemple, la Jeunesse arménienne de France (JAF), organisation de jeunesse fondée en 1945, « s'érige en gardienne du souvenir des résistants arméniens » et fait de la cérémonie du 25 février 1945 un « moment incontournable de son calendrier ». De même, le Front national arménien, l'un des réseaux de la Résistance, est affilié au CADI qui organise cette première commémoration. Des survivants arméniens des FTP-MOI, comme Henri Karayan, Diran Vosguiritchian et Mélinée elle-même, jouent un rôle important dans la préservation de la mémoire de leurs camarades exécutés. Dans l'ensemble, « au sein de la communauté arménienne, la célébration du sacrifice de Missak Manouchian est alors circonscrite aux cercles communistes et prosoviétiques », notent Astrig Atamian, Claire Mouradian et Denis Peschanski. Une exception notable est l'écrivain Archag Tchobanian, qui fut l'un des mentors de Missak Manouchian et qui rend hommage à ce dernier lors du Festival de poésie et de musiques arméniennes qu'il organise le 15 avril 1945 au Grand amphithéâtre de la Sorbonne, lors duquel il récite une traduction en français de son poème Lutte. Durant ce festival, Louis Aragon prend la parole et rend aussi hommage au résistant. L'année suivante, Archag Tchobanian consacre un long article en première page de sa revue littéraire Anahit à la mémoire de Missak Manouchian, qui y avait collaboré, ainsi qu'à la mémoire de Kégham Atmadjian et de Louisa Aslanian, tous les trois morts pendant la guerre. Toujours en 1946, Tchobanian traduit en français le poème Lutte de Manouchian dans Les Lettres françaises.
Les poèmes de Missak sont réunis et publiés à titre posthume en 1946 sous le titre Poèmes par un « comité Manouchian » dont fait partie semble-t-il Mélinée, qui s'est installée en Arménie soviétique la même année. Elle emmène avec elle les carnets de son mari et en fait don à une date inconnue aux archives arméniennes. Toujours en 1946 est publié l'ouvrage Lettres de fusillés, dans lequel sont rassemblées 73 lettres d'adieu de résistants exécutés par les nazis, dont celle de Missak Manouchian, mais dont le passage « Je pardonne à tous ceux qui m'ont fait du mal ou qui ont voulu me faire du mal, sauf à celui qui nous a trahis pour racheter sa peau et à ceux qui nous ont vendus » a été censuré.
Le 5 mai 1947, les ministres communistes sont exclus du gouvernement Paul Ramadier,, ce qui provoque un « tournant politique » et une « évolution de la mémoire collective de la guerre ». Près de 300 résistants étrangers sont expulsés et des organisations communistes issues de l'immigration sont alors interdites. Comme le notent les historiens, « l'image glorieuse du héros résistant, en particulier communiste et étranger, s'estompe alors que la guerre froide et les guerres de décolonisation dominent l'agenda politique ». Selon l'historien Denis Peschanski, jusqu'en 1948-1949, « toutes les mémoires sont accueillies en France, parmi elles celle des résistants étrangers » mais, au début de la décennie suivante, le PCF suit la ligne d'un Staline antisémite et soupçonneux face aux anciens volontaires des Brigades internationales (constat partagé par l'historien Stéphane Courtois) ; selon lui, « la mort de Staline en 1953 a facilité le travail de ceux qui voulaient, quoi qu'il en soit, rendre hommage aux FTP-MOI ». En effet, dans le bloc de l'Est entre 1947 et 1953, des procès prennent pour cible les anciens brigadistes, comme Artur London à Prague en 1952. Le PCF peut alors difficilement porter la mémoire des combattants étrangers qu'il « exclut, pour un temps, […] de son panthéon mémoriel ». Pour Stéphane Courtois, Missak Manouchian a été construit en « figure-écran qui a permis au PCF de masquer la présence massive des Juifs au sein des FTP-MOI parisiens, afin d’être en phase avec la violente campagne antisémite lancée par Staline en URSS et dans le mouvement communiste dès 1946-1947 ».
Cela n'empêche pas Missak Manouchian et ses camarades de l'Affiche rouge d'entrer progressivement dans la mémoire collective des Français. C'est en partie grâce au poète Paul Éluard,, qui, en 1950, publie le poème Légion, qu'il dédie « à la gloire des vingt-trois terroristes étrangers torturés et fusillés à Paris par les Allemands » :

« Si j'ai le droit de dire en français aujourd'hui

Ma peine et mon espoir, ma colère et ma joie

Si rien ne s'est voilé définitivement

De notre rêve immense et de notre sagesse
C'est que des étrangers comme on les nomme encore

Croyaient à la justice ici bas et concrète

Ils avaient dans leur sang le sang de leurs semblables

Ces étrangers savaient quelle était leur patrie
La liberté d'un peuple oriente tous les peuples

Un innocent aux fers enchaîne tous les hommes

Et qui se refuse à son cœur sait sa loi

Il faut vaincre le gouffre et vaincre la vermine
Ces étrangers d'ici qui choisirent le feu

Leurs portraits sur les murs sont vivants pour toujours

Un soleil de mémoire éclaire leur beauté

Ils ont tué pour vivre ils ont crié vengeance
Leur vie tuait la mort au cœur d’un miroir fixe

Le seul vœu de justice a pour écho la vie

Et lorsqu'on n'entendra que cette voix sur terre

Lorsqu'on ne tuera plus ils seront bien vengés.

Et ce sera justice. »

— Paul Éluard, Légion (Hommages, 1950).
À partir de 1951, les FTP-MOI survivants sollicitent Louis Aragon pour demander son aide dans la conservation de cette mémoire, comme l'indique Claude Urman, responsable de l'association des anciens FTP-MOI. Ils l'obtiennent en 1955 mais le mot « juif » « n'apparaît pas une seule fois dans le poème d'Aragon », écrit un an après la mort de Staline, alors que « la question de l'antisémitisme soviétique est loin d'être close ». Dans les années 1950 et 1960, l'histoire des FTP-MOI est quelque peu mise de côté par le PCF, occultée par le « mythe d'une résistance nationale et indigène », dans ce que l'historien Fred Kupferman appelle « le gommage inconscient ou délibéré d'une histoire où l'on trouvait un peu trop de noms étrangers pour représenter la Résistance française ».
La mémoire des FTP-MOI continue d'être entretenue, notamment par le Comité français de défense des immigrés, la presse et les militants de gauche, qui organisent un meeting commémoratif en février 1951,. Le même mois, l'histoire des vingt-trois morts du groupe Manouchian est racontée dans Pages de gloire des 23, livre publié aux Éditions sociales par l'association des anciens FTP, avec une postface de son président Charles Tillon et une préface de Justin Godart. Claude Roy en fait la publicité dans sa chronique littéraire publiée dans Libération.
Au début des années 1950, on évoque de moins en moins le « groupe Manouchian-Boczov » et de plus en plus le « groupe Manouchian »,. Ainsi, en février 1951, le magazine Regards rend hommage à Missak Manouchian et ses camarades et parle du « détachement Manouchian ». Le 15 mars 1951, le conseil municipal de Paris débat d'une proposition pour qu'une rue de Paris reçoive le nom de « Groupe Manouchian »,. Selon Annette Wieviorka, le nom de Joseph Boczov est donc de fait mis de côté. Le 23 mars 1953, le conseil municipal de Paris débat à nouveau sur le sujet, deux ans après la première tentative d'Albert Ouzoulias, qui revient à la charge. Il déclare notamment : « Au lendemain de 1871, le nom de Garibaldi a été donné à un boulevard de Paris. On refuserait aujourd'hui de donner à une rue le nom de Manouchian ? ».
En 1953, le conseil municipal de la ville d'Alfortville se prononce à l'unanimité pour attribuer le nom de Missak Manouchian à l'une des rues de la commune. Cependant, cette décision est rejetée par le ministère de l'Intérieur, considérant qu'il n'a pas rendu à la ville « les services éminents de nature à justifier l'hommage que le conseil municipal propose de lui décerner ». Une « rue du Groupe Manouchian » est finalement inaugurée en 1955.
En 1951, des personnes et organisations demandent l'attribution du nom de Manouchian à une rue de Paris, notamment Raymond Bossus, le Comité français pour la défense des immigrés ou encore l'Association nationale des anciens combattants des forces françaises de l'intérieur, francs-tireurs et partisans français, et adressent des pétitions à la municipalité en ce sens. Le 28 octobre 1954, (ou les 8-9 avril 1954), la mairie de Paris vote la réunion des impasses Fleury et du Progrès, dans le 20e, en une unique rue du Groupe-Manouchian, mais l'inauguration a lieu plus tard, le 6 mars 1955, par Bernard Lafay. Pour cette inauguration, le PCF (mais aussi les anciens résistants Albert Ouzoulias, Claude Lévy et Raymond Lévy) commandent à Louis Aragon un poème publié dans L'Humanité le jour-même, sous le titre Le Groupe Manouchian, s'inspirant de la lettre à Mélinée que Missak a envoyé à cette dernière. Ce poème est publié un an plus tard sous le titre Strophes pour se souvenir dans Le Roman inachevé. C’est dans ce poème qu'apparaît l’expression « Français de préférence ». En 1959, le poème est mis en musique par Léo Ferré qui sort en 1961 sous le titre L'Affiche rouge en ouverture de l'album Les Chansons d'Aragon,. Selon Dimitri Manessis et Jean Vigreux, « Les paroles d'Aragon et la musique de Ferré en font l'une des chansons les plus populaires et les mieux partagées de la mémoire de la Résistance ». Mélinée, de passage à Paris, découvre la chanson le 16 mars 1960 au domicile de Léo Ferré lui-même, qui l'invite en compagnie d'Elsa Triolet et d'Aragon. « Je ne peux pas décrire l'impact émotionnel que j'ai ressenti en l'écoutant, je dirais seulement que nous sommes tous restés silencieux… », écrit-elle. Aragon lui envoie ensuite à Erevan l'enregistrement.
En 1955, la revue arménienne Loussaghbiour rend hommage à Missak, notamment par la publication de poèmes en son honneur de Berdjouhi Eleguian et de Kourken Mahari, ainsi qu'une traduction en arménien du poème d'Aragon.

#### Années 1960 à 2020
La présidence de Charles de Gaulle à partir de début 1959 « ouvre une nouvelle ère » pour la mémoire de Missak Manouchian et de ses camarades. En effet, Charles de Gaulle décide la construction du Mémorial de la France combattante sur le mont Valérien, lieu d'exécution de Missak, qui est inauguré en 1960. « Il y a alors une convergence mémorielle entre de Gaulle et son principal adversaire politique, le PCF, centrée autour de la figure du résistant ».
Au début des années 1960, le réalisateur arménien soviétique Laert Vagharchian (1922-2000) envisage le tournage d'un documentaire consacré à Missak Manouchian, après avoir lu la traduction russe de l'ouvrage Pages de gloire des 23, qui le bouleverse. Ce tournage commence en 1970 à Paris, lors duquel il s'entretient avec des acteurs survivants de la Résistance dont Jacques Duclos, Rouben Mélik, Arsène Tchakarian, Misha Aznavourian et son fils, Jacob Salomon ou Dolorès Bancic (fille d'Olga Bancic). Le film est produit en 1979 par les studios de Erevan sous le titre Сегодня солнечньій день (Группа Манушяна) (Aujourd'hui il y a du soleil (Groupe Manouchian)) mais n'a qu'une diffusion très confidentielle. Il est restauré en 2010.
Le 17 mars 1961, l'Union fédérale des groupements d'anciens volontaires et résistants d'origine étrangère (UGEVRE) organise une soirée en mémoire du « groupe Manouchian-Boczov » lors de laquelle est questionnée l'adhésion de la RFA à l'OTAN (« Manouchian et ses hommes ne pensaient certainement pas que, dix-sept ans plus tard, des troupes françaises seraient placées sous le commandement d'un général allemand »), preuve que cette mémoire est mise au service d'enjeux du présent.
20 ans après leur exécution, le PCF commémore en 1964 le « groupe Manouchian-Boczov » à Ivry-sur-Seine, souhaitant l'union des anciens résistants pour « le triomphe de nos idéaux communs ». Un hommage solennel leur est aussi rendu salle du Conservatoire sous la présidence de Louis Martin-Chauffier. 150 personnes se rendent au cimetière d'Ivry. L'année suivante, une soirée commémorative similaire est organisée sous la présidence d'honneur de Louis Aragon.
En 1964, Mélinée Manouchian fait une demande de naturalisation, deux ans après son retour en France : dans son dossier, on peut trouver des attestations de résistance pour elle et son mari des mains d'Henri Rol-Tanguy, de Charles Tillon et d'Emmanuel d'Astier de La Vigerie.
En 1965, Gaston Laroche (pseudonyme du résistant Boris Matline) raconte la participation des combattants immigrés dans la Résistance dans On les nommait des étrangers : Les immigrés dans la résistance française, notamment celle du groupe Manouchian-Boczov-Rayman.
Missak Manouchian n'obtient la mention honorifique posthume « Mort pour la France » qu'en 1971, car le Code des pensions militaires d'invalidité et des victimes de guerre fixant son attribution la réservait aux Français. Il en est de même pour Joseph Boczor, qui n'obtient cette mention que le 17 avril 1972 et pour le dernier du groupe, Szlama Grzywacz, le 18 février 2023, peu avant l'entrée de Manouchian au Panthéon,.
Dans les années 1970, Missak Manouchian et ses camarades reviennent dans l'actualité « pour mieux dénoncer les turpitudes des « bons Français » » ayant collaboré mis en lumière par les documentaires Le Chagrin et la Pitié (1971), Français si vous saviez (1973) et Chantons sous l'Occupation (1976). En 1974, Mélinée Manouchian publie ses mémoires sous le titre Manouchian, qu'elle dédie à son mari. Enfin, en 1976, le cinéaste Frank Cassenti réalise L'Affiche rouge consacré aux membres du groupe Manouchian,,. Au départ, ce projet devait être réalisé dix ans plus tôt par Armand Gatti, film dans lequel le rôle de Missak Manouchian aurait été joué par Charles Aznavour,. Armand Gatti écrit sur le groupe Manouchian, en particulier sur Roger Rouxel et sa dernière lettre — auxquels il consacre six courts-métrages —, entre 1965 et 1978,.
Le 4 novembre 1978, Mélinée Manouchian inaugure une stèle à l'effigie de son mari dans le carré des fusillés du cimetière d'Ivry.
En 1984, le président François Mitterrand rend hommage à Missak Manouchian dans un discours du 7 janvier 1984 lors d'un déplacement auprès de la communauté arménienne de Vienne (Isère),. Dans ce discours, il annonce la commémoration du 40e anniversaire de son exécution, qui a lieu en février 1984 sous la présidence de Roland Dumas, ministre des Affaires étrangères.
En 1985 sort le documentaire de Mosco Boucault intitulé Des terroristes à la retraite,, qui « replace l'Affiche rouge dans l'actualité politique ». Tourné et réalisé en 1983, il n'est diffusé qu'en 1985 après des pressions par le PCF pour le faire interdire,. Mélinée Manouchian, interviewée dans le documentaire, évoque le rôle de l'Affiche rouge dans la préservation de la mémoire de son mari : « Il y a des jours où je ne peux pas m'empêcher de penser que peut-être si les nazis n'avaient pas fait cette Affiche rouge, personne n'aurait parlé de Manouchian, de Boczor, de Rajman, d'Alfonso et des autres combattants étrangers. On les aurait enterrés et oubliés ». C'est aussi l'avis de Denis Peschanski : « Si Manouchian entre au Panthéon aujourd’hui, il le doit naturellement à son action, mais aussi à cette fameuse Affiche rouge qui eut l’effet inverse de celui escompté par les Allemands ». Ce documentaire présente des témoignages d'anciens membres des FTP-MOI et s'interroge sur les raisons de la chute de l'organisation,,. Dans le documentaire, Mélinée estime que son mari a été sacrifié pour des raisons tactiques par le commissaire politique des FTP-MOI et par le PCF en général,,. Le 14 juin 1985, elle accuse publiquement Boris Holban d'avoir donné son mari à la police. Philippe Robrieux affirme au même moment que le traître serait Jean Jérôme. La thèse de la trahison de Holban et de la direction du PCF est infirmée par les historiens, et par le témoignage de Boris Holban lui-même, qui publie son Testament. Autre point de débat : l'un des interviewés par le documentaire émet l'hypothèse selon laquelle le PCF aurait cherché à occulter le rôle des résistants étrangers. Devant l'ampleur de la polémique, dont on retrouve des traces dans la presse de l'époque (par exemple dans Le Monde sous la plume de Stéphane Courtois ou celle d'Adam Rayski), la direction d'Antenne 2 décide de ne pas diffuser le documentaire. En effet, son PDG, Jean-Claude Héberlé, décide de sa déprogrammation après consultation d'un jury d’honneur où siégent notamment cinq figures de la Résistance parmi lesquelles les époux Raymond et Lucie Aubrac. La chaîne décide finalement de changer d'avis : le documentaire passe dans l'émission Les Dossiers de l'écran du 2 juillet 1985,.
En 1981, lors du procès de membres de l'organisation terroriste arménienne ASALA (Armée secrète arménienne de libération de l'Arménie), qui a ciblé des dignitaires turcs en représailles du génocide arménien lors de l'opération Van, Mélinée Manouchian, appelée à témoigner, résume sa vie ainsi : « Monsieur le président, je suis devenue orpheline durant la Première Guerre mondiale et veuve pendant la Seconde ». Elle déclare aussi : « Voici les enfants que nous aurions aimé avoir avec mon mari » ; ou encore : « Je ne sais pas si ces garçons ont eu tort. Je sais seulement que ce ne sont pas des terroristes. Ils sont comme nous ».
Le 3 mars 1998 est créée une commission, sous l'égide du ministère des Anciens combattants, chargée de rendre hommage aux fusillés du mont Valérien,. Un concours est lancé en 2000. Il est emporté par l'artiste Pascal Convert l'année suivante. Il réalise un monument ayant la forme d'une cloche de bronze, sur laquelle sont gravés les noms de résistants dont Missak Manouchian, et inaugurée par Jean-Pierre Raffarin le 20 septembre 2003,,.
En 2009 sort L'Armée du crime de Robert Guédiguian, film dans lequel Missak Manouchian est interprété par Simon Abkarian. La même année, l'écrivain Didier Daeninckx sort un roman intitulé Missak, qui comporte des éléments d'enquête historienne.

### Expositions
- 6 mars – 29 juillet 2007 : « Missak Manouchian, les Arméniens dans la Résistance en France », Musée du Général Leclerc de Hauteclocque et de la Libération de Paris - musée Jean-Moulin[661]
- 14-26 septembre 2009 : « Missak Manouchian, les Arméniens dans la Résistance en France », Mairie du 4e arrondissement de Paris[662],[663]
- 2009 : « Le groupe Manouchian – Ces étrangers et nos frères pourtant », exposition virtuelle organisée par la mairie d'Ivry-sur-Seine :
  - Le groupe Manouchian – Ces étrangers et nos frères pourtant, Ivry-sur-Seine, Mairie d'Ivry-sur-Seine, 2009, 11 p. (lire en ligne  [PDF])
- 2 février 2024 – : « Des étrangers dans la Résistance en France », Mémorial de la Shoah[664]
- 23 février 2024 – 8 septembre 2024 : « Vivre à en mourir. Missak Manouchian et ses camarades de Résistance au Panthéon », Panthéon[665]
- En décembre 2024, le musée d'histoire militaire Mère Arménie d'Erevan inaugure des espaces d'exposition dédiés aux membres arméniens de la Résistance française, dont Missak Manouchian[666]

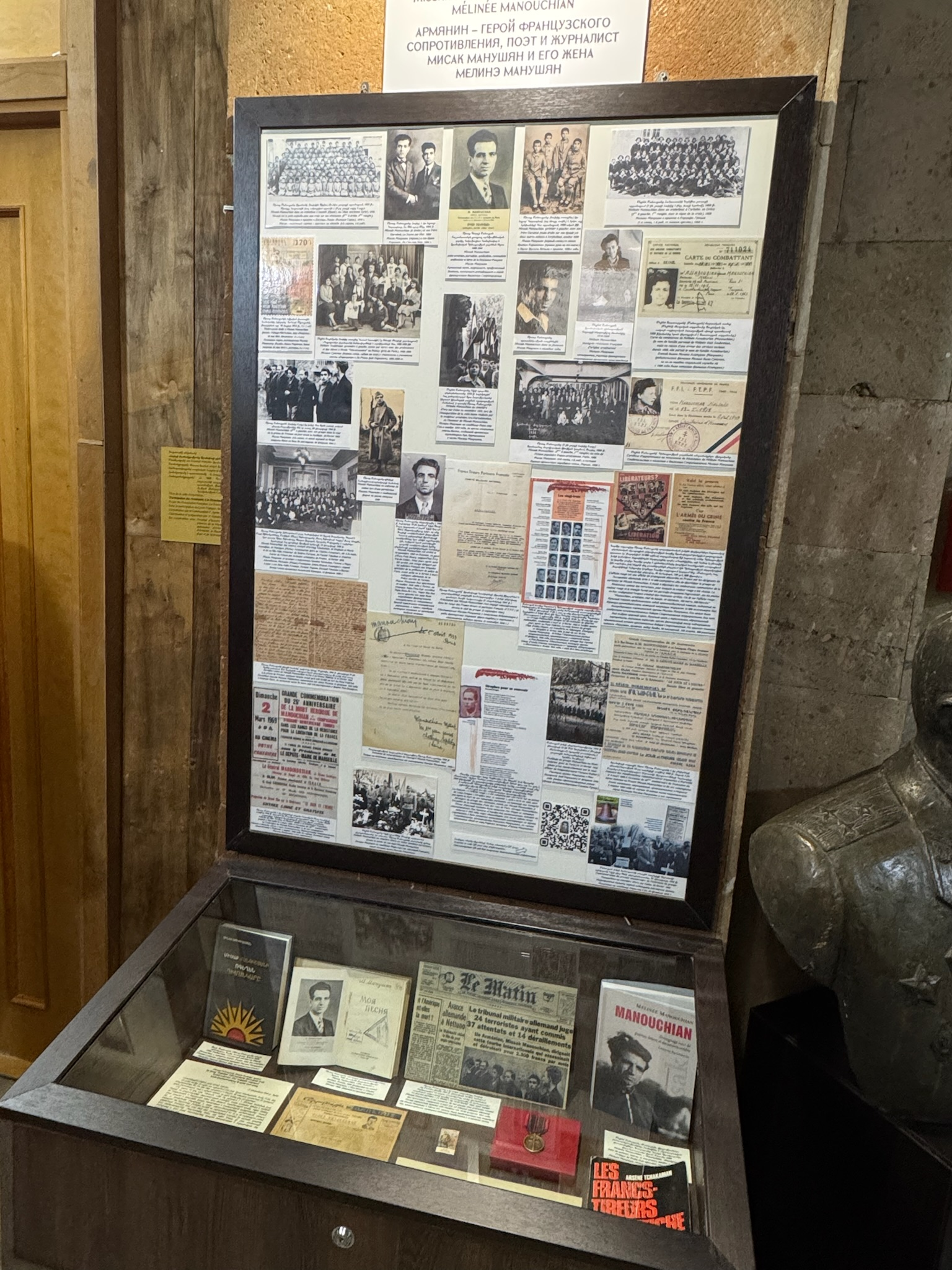
Espace d'exposition dédié aux membres arméniens de la Résistance française musée d'histoire militaire Mère Arménie d'Erevan.
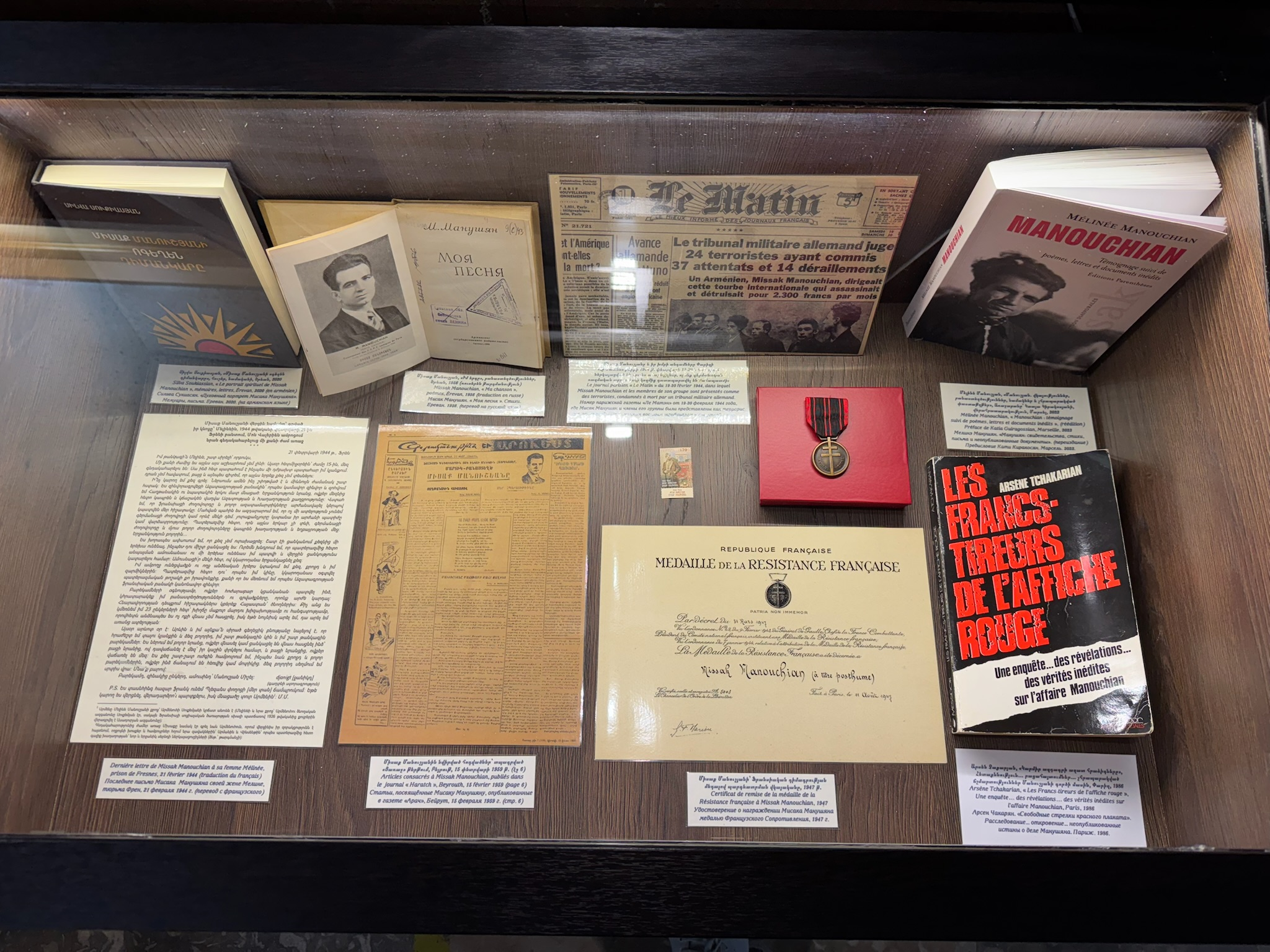
Détail

### Philatélie
- Le 26 mai 2015, la République d'Arménie émet un timbre-poste en l'honneur de « Missak Manouchian, mort pour la France », où il apparaît sur fond d'Arc de triomphe et d'Affiche rouge[667].
- La Poste française émet le 24 février 2024 un collector de quatre timbres-poste, dédiés à Missak Manouchian, à validité permanente à l'international[668].

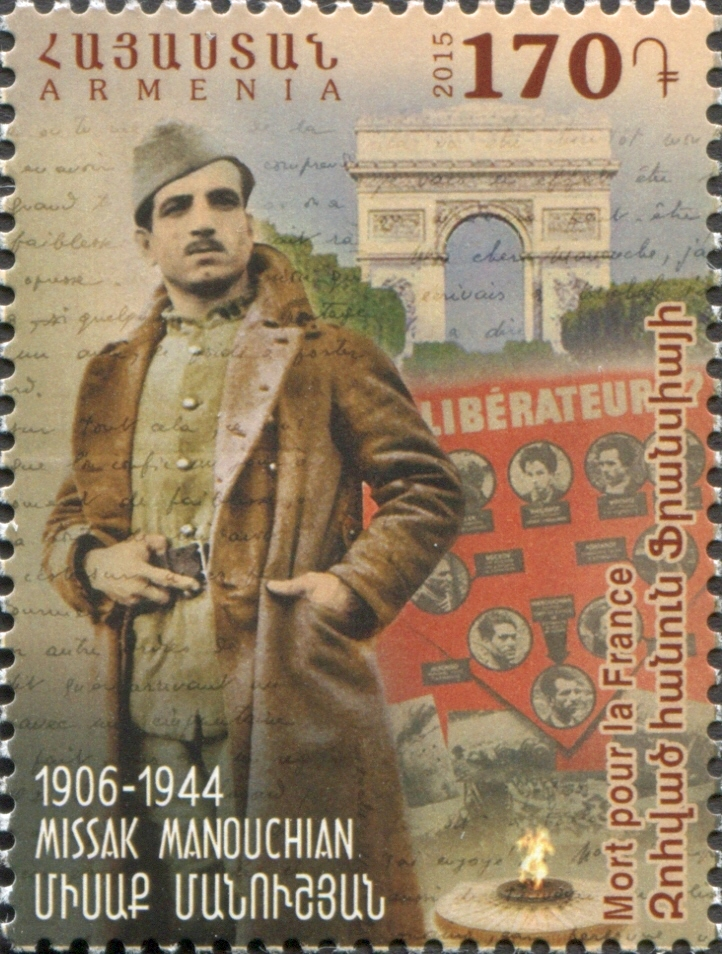
Timbre émis par la poste arménienne (2015).
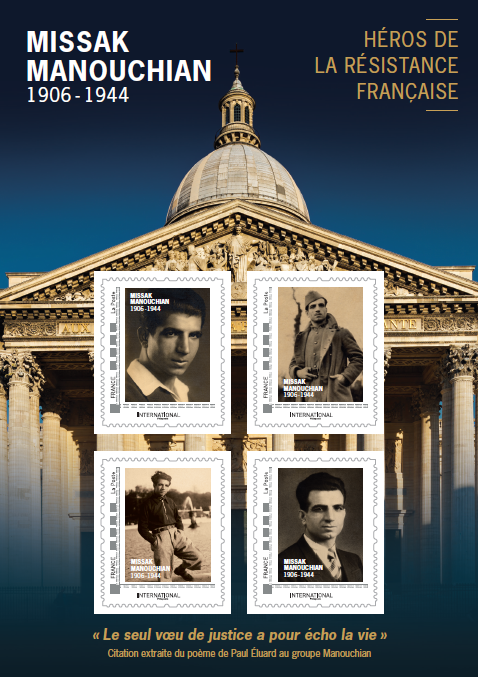
Plaque de timbres émise par La Poste française (2024).

### Numismatique
Une pièce commémorative argentée de 41mm de diamètre à l'effigie de Missak Manouchian est éditée en 2024 à l'occasion de sa panthéonisation.

### Organisations
Le 21 février 2024 est fondé en France un « Mouvement Missak Manouchian » qui a pour objectifs la défense de l'Arménie et la promotion de la figure de Missak Manouchian en France « afin de diffuser son esprit de résistance »,. Parmi les membres du comité de parrainage de ce mouvement, on trouve Robert Guédiguian, Ariane Ascaride, Claude Mutafian, Pınar Selek, Yves Ternon, Marie Desplechin, Didier Daeninckx, Astrig Atamian, Éric Vuillard, Agnès Tricoire et Jean-Pierre Mahé.

### Entrée au Panthéon

#### Campagnes pour son entrée au Panthéon
En 2014, une première campagne demandant l'entrée au Panthéon de Missak Manouchian est lancée, par le biais d'une tribune, à l'initiative de Jean-Marc Germain et co-signée par de nombreuses personnalités. Le 21 février de la même année, le président François Hollande rend hommage à Missak et ses camarades au mont Valérien, cérémonie lors de laquelle il annonce la panthéonisation de quatre figures de la Résistance,.
Un comité de soutien pour l'entrée de Missak Manouchian au Panthéon, est lancé le 16 décembre 2021 par le président de l'association Unité Laïque, Jean-Pierre Sakoun, et le maire Les Républicains de Valence, Nicolas Daragon,, conseillés par l'historien Denis Peschanski et Katia Guiragossian, petite-nièce de Mélinée Manouchian et dépositaire de la mémoire familiale.
Le sénateur communiste Pierre Ouzoulias, petit-fils du commissaire militaire national des FTP Albert Ouzoulias, s’y associe en 2022. Une tribune d’une dizaine de personnalités paraît dans Libération le 13 janvier 2022. Ce comité lance un appel public à signatures début 2022 et est reçu à l’Élysée le 30 mars 2022 par Bruno Roger-Petit, conseiller à la Mémoire du président de la République, après de nombreux articles de presse et maintes interventions des porteurs du projet dans les médias,.
Le 18 février 2023 se tient au Sénat le colloque « Les étrangers dans la Résistance : vers l'entrée au Panthéon de Missak Manouchian », parrainé par Pierre Ouzoulias,.
Le 18 juin 2023, le président de la République Emmanuel Macron fait savoir sa décision de faire entrer au Panthéon Missak Manouchian le 21 février 2024, soit 80 ans après son assassinat, accompagné de son épouse Mélinée,,. Le 7 décembre 2023, accompagné des membres du comité pour l'entrée de Missak Manouchian au Panthéon, il visite la crypte du Panthéon et choisit de faire reposer Manouchian et son épouse dans le caveau no XIII, aux côtés de Maurice Genevoix et de Joséphine Baker.
Missak et Mélinée Manouchian entrent au Panthéon le 21 février 2024,, en vertu d'un décret du président de la République du 8 février 2024. Vingt-quatre résistants, principalement étrangers, morts pour la France, sont salués par le président Emmanuel Macron et célébrés lors de la cérémonie. Parmi les invités, on trouve les anciens résistants Léon Landini,, et Robert Birenbaum, Fabien Roussel, secrétaire national du Parti communiste français, ou encore Nikol Pachinian, premier ministre d'Arménie,.

#### Interprétations et débats
L'annonce de l'entrée au Panthéon du seul Missak Manouchian (et de sa femme) soulève des débats,,. Une tribune, publiée dans Le Monde le 24 novembre 2023 et signée par des historiens (Annette Wieviorka, Serge Klarsfeld, Patrick Boucheron) et par des descendants des membres du « groupe Manouchian », dénoncent l'« injustice » de ne pas panthéoniser les autres membres du groupe. Les signataires saluent la décision d'Emmanuel Macron, qui « marque la reconnaissance de la contribution décisive des résistants internationalistes à la libération de la France et au rétablissement de la République » à une époque « où de nouvelles ombres gagnent, où xénophobie, racisme, antisémitisme et toutes les formes de rejet de l’autre, de l’étranger et du différent menacent ». Cependant, selon eux, faire entrer au Panthéon Missak et Mélinée seuls contredit le « message universel » et le « message de fraternité qui rappelle que la France a toujours été faite du monde, de la diversité de son peuple et de la pluralité de ses cultures grâce à l’apport de toutes ses communautés d’origine étrangère ». Missak et Mélinée n'« auraient sans doute ni compris ni souhaité » cette décision, car « isoler un seul nom » et « distinguer une seule communauté, c’est blesser l'internationalisme » qui animait collectivement les vingt-trois victimes de l'Affiche rouge. Ils concluent par la formule « Ce sont les vingt-trois, tous ensemble, qui font l'épaisseur de cette histoire », et demandent la panthéonisation des autres membres du groupe. Annette Wieviorka rappelle d'ailleurs que l'appellation « groupe Manouchian » est erronée et tardive : « parler de « groupe Manouchian » ne correspond à rien. Il n'a pas constitué de groupe : il a fait partie d'une organisation globale, où il a exercé des responsabilités », explique-t-elle.
Pour l'historien Denis Peschanski, la démarche du comité de soutien, dont il fait partie, « s'inscrivait dans une perspective universaliste, à l'opposé de l'assignation à résidence identitaire. Avec Missak Manouchian, accompagné de Mélinée, ce sont les « 23 » du procès dit « de l'Affiche rouge » et tous les résistants étrangers qui entrent au Panthéon ».
Annette Wieviorka publie peu après un opuscule d'une quarantaine de pages intitulé Anatomie de l'Affiche rouge, dans lequel elle revient sur l'histoire de l'Affiche rouge et sur la polémique liée à la panthéonisation. Elle dénonce notamment la focalisation sur le couple Manouchian : « le « groupe » est donc devenu un couple, plutôt glamour, les « étrangers » les seuls Arméniens ; les Italiens, Espagnols, Juifs de toutes nationalités et les Français, compagnons de ce combat solidaire, passent au mieux au second plan, deviennent invisibles ou noyés dans la vaste catégorie des « étrangers » privés de noms ».

#### Déroulement de la cérémonie

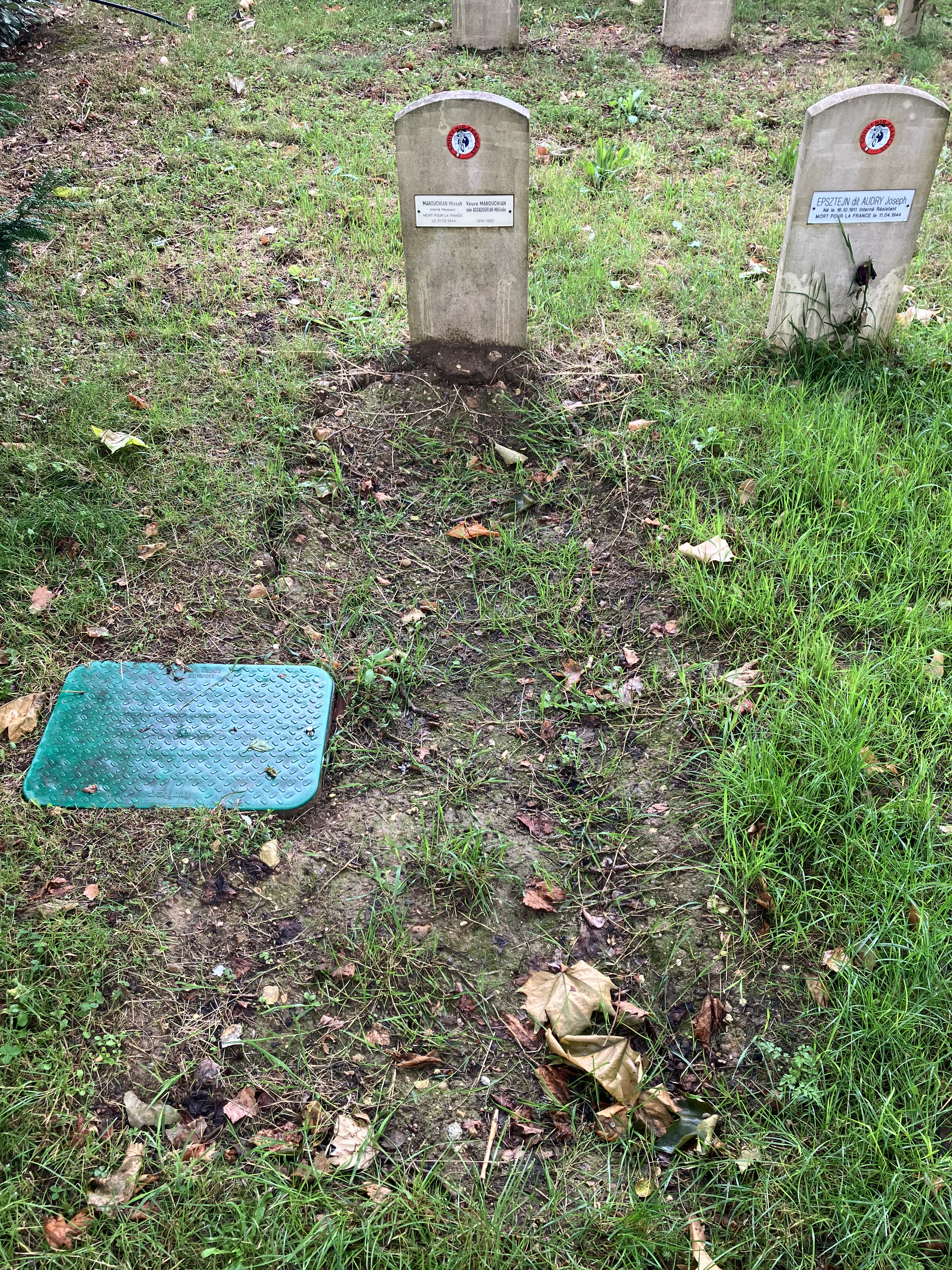
Tombe de Missak et Mélinée au cimetière parisien d'Ivry après l'exhumation (2024).

Après différentes manifestations d'hommage et interventions de personnalités dès la veille au Mont-Valérien, la cérémonie, présidée par le président Emmanuel Macron, débute au Panthéon au son du duduk arménien avec Un rêve à l'horizon interprété par Rostom Khachikian suivi par la lecture de la dernière lettre de Missak à Mélinée par Patrick Bruel et de la citation par Serge Avédikian du nom des vingt-trois compagnons de lutte suivis chacun de la mention « Mort pour la France » scandée par les élèves du lycée militaire d'Autun. Les deux cercueils attendent place Edmond-Rostand, sous une gigantesque affiche rouge, d'être transportés, pendant la diffusion du récit de la vie des deux résistants, par quatorze hommes de la Légion étrangère, jusqu'à la coupole, le long de la rue Soufflot, selon une scénographie qui prévoit trois stations symbolisant le parcours des Manouchian. À la première station, « Survivre », le chœur d'enfants de la Maîtrise populaire de l'Opéra-Comique dirigée par Sarah Koné chante et danse Ils sont tombés, chanson de Charles Aznavour et Georges Garvarentz évoquant le génocide arménien. À la deuxième station, « Choisir », des extraits des Carnets de Missak Manouchian sont lus par les acteurs Laurent Natrella, Céline Samie, Serge Bagdassarian, François Feroleto et Lisa Toromanian. À la troisième station, « Résister », les jeunes de la maîtrise chantent La Complainte du partisan d'Emmanuel d'Astier de La Vigerie et Anna Marly. À l'arrivée devant le Panthéon, le Chœur de l'Armée française dirigé par Aurore Tillac chante a cappella Le Chant des partisans écrit par Joseph Kessel et Maurice Druon. Les cercueils sont déposés sur l'esplanade, entourés par les portraits des vingt-trois compagnons de combat. Arthur Teboul accompagné par son groupe Feu! Chatterton interprète L'Affiche rouge de Léo Ferré. Une animation son et lumière est ensuite projetée sur la façade du monument, illustrant les étapes de la vie des Manouchian et la mort de Missak et de ses compagnons « morts pour la France » dont les visages entourant ceux de Missak et Mélinée s'affichent entre les colonnes sous la mention illuminée du fronton : « Aux grands hommes, la patrie reconnaissante ». Les portes du sanctuaire s'ouvrent sur le son du violoncelle d'Astrig Siranossian interprétant Grounk, l'oiseau d'Arménie pendant que les deux cercueils transportés par les hommes de la Garde républicaine sont placés sous la coupole.

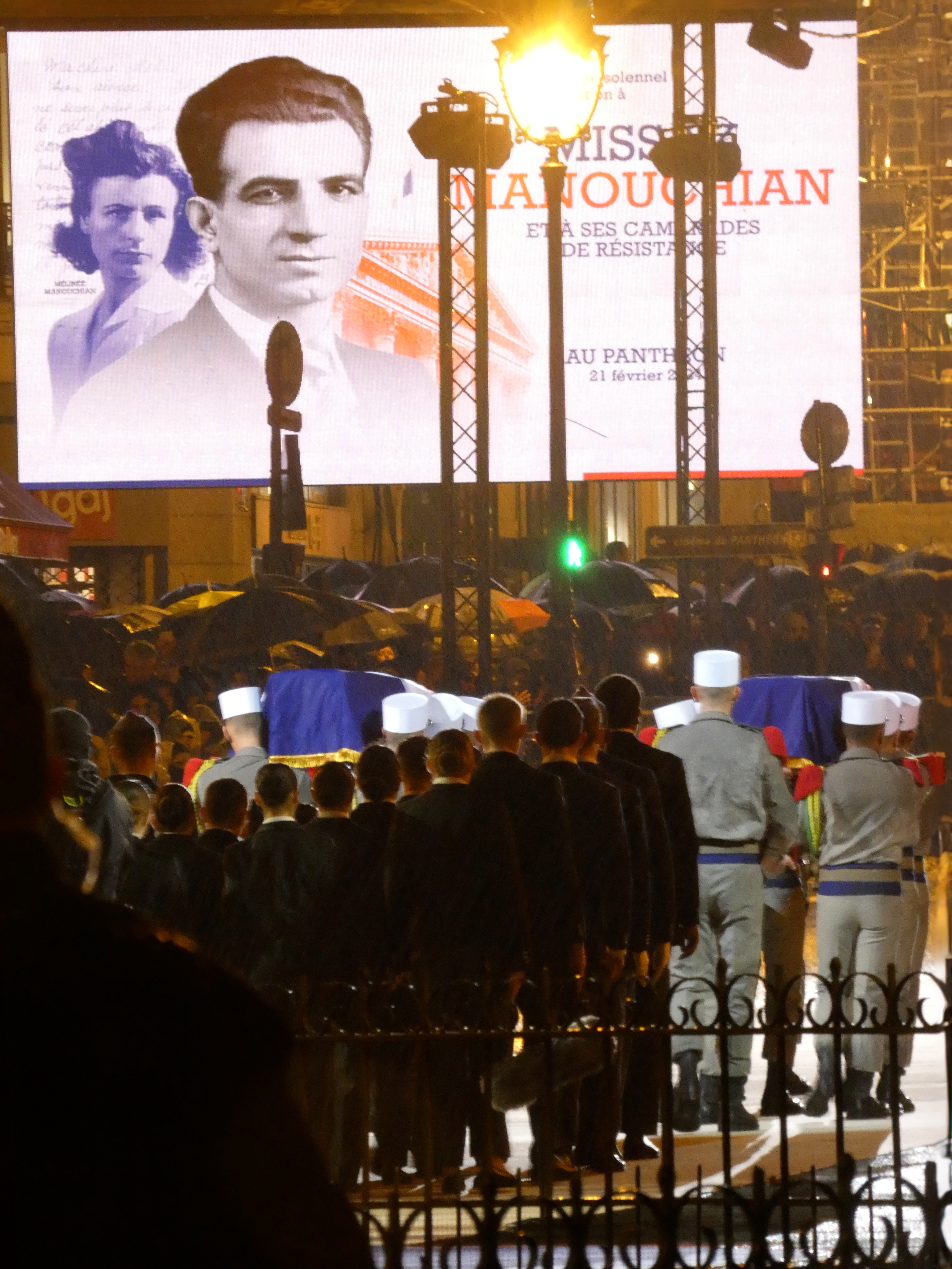
Cérémonie de transfert au Panthéon de Missak et Mélinée Manouchian.
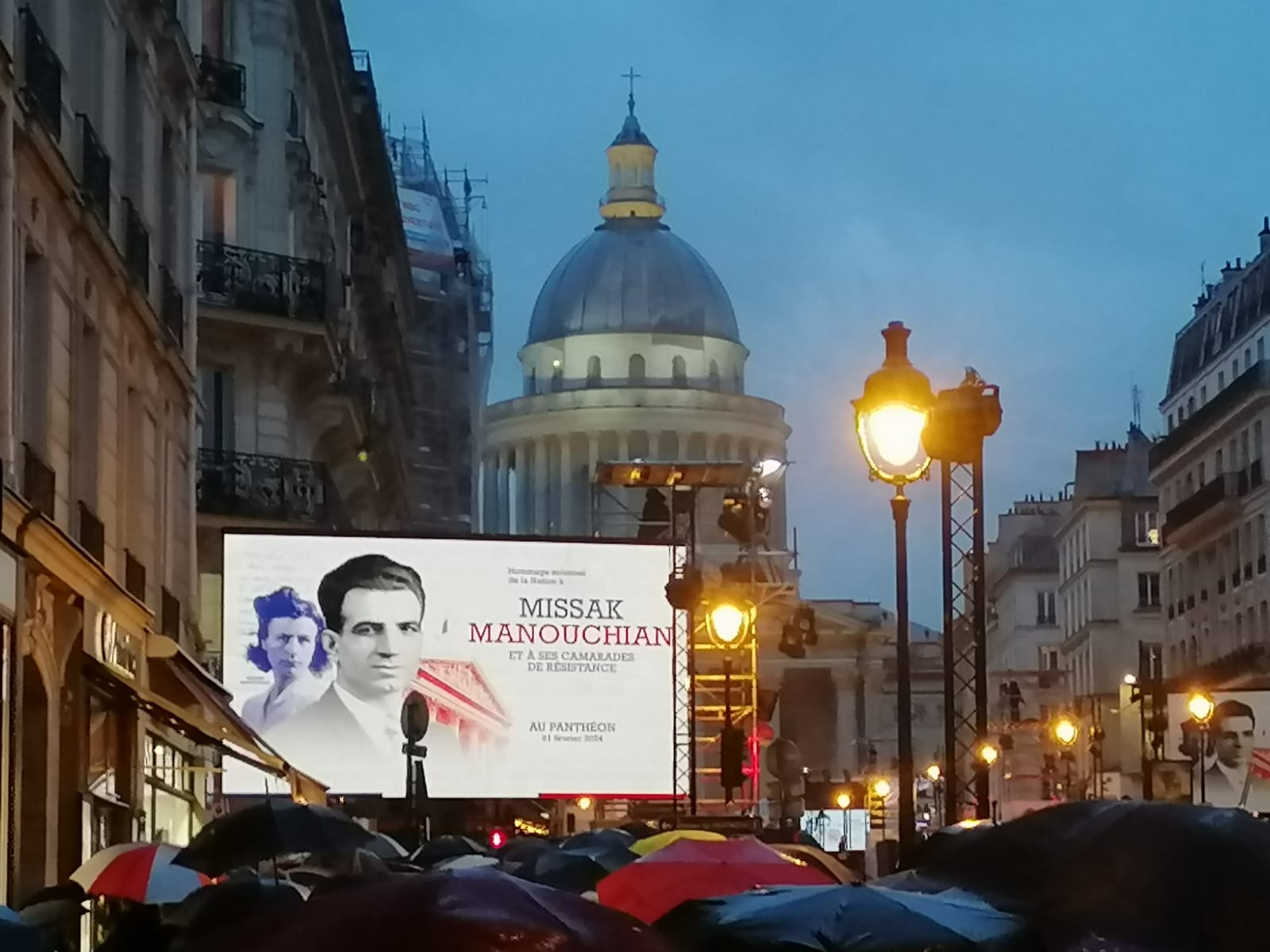
Vue du Panthéon.
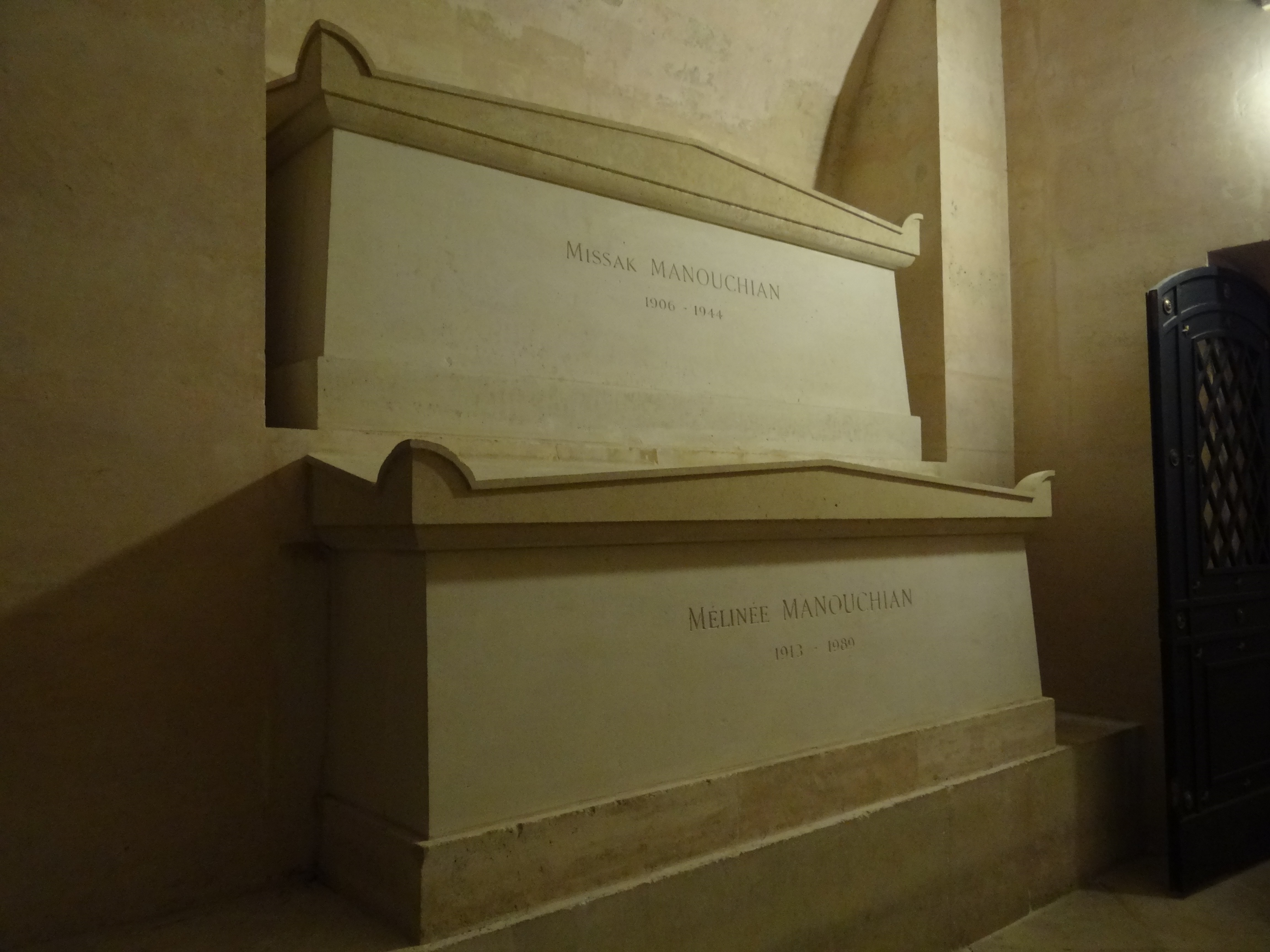
Les tombeaux de Missak et Mélinée Manouchian dans le caveau XIII du Panthéon.

#### Discours du président de la République
« Est-ce donc ainsi que les hommes vivent ? »

Le président de la République Emmanuel Macron commence ainsi son discours accompagnant l'hommage à Missak Manouchian et à ses compagnons d'arme et poursuit par ces mots ponctuant le récit de leur vie, de leurs choix, de leur résistance, :

« Oui, s'ils sont libres. Oui, au prix du choix délibéré, déterminé, répété, de la liberté […] Est-ce ainsi que les hommes rêvent ? Oui, les armes à la main […] Parce qu'ils sont communistes, ils ne connaissent rien d'autre que la fraternité humaine, enfants de la Révolution française, guetteurs de la révolution universelle […] Ces 24 noms sont ceux-là, que simplement je cite, mais avec eux tout le cortège des FTP-MOI trop longtemps confinés dans l'oubli […] Est-ce ainsi que les hommes vivent ? S'ils sont résolument libres, oui : à la barre du tribunal, ils endossent fièrement ce dont leurs juges nazis les accablent, leurs actes, leur communisme, leurs vies de juifs, d'étrangers, insolents, tranquilles, libres […] Vous avez hérité de la nationalité française, lance Manouchian aux policiers collaborateurs, nous nous l'avons méritée […] Étrangers, et nos frères pourtant, Français de préférence, Français d'espérance […] Est-ce ainsi que les hommes meurent ? En tout cas les hommes libres, en tout cas ces Français d'espérance […] Ceux-là affrontent la mort. Mots d'amour tracés sur le papier. Amour d'une femme jusqu'au don de l'avenir, amour de la France jusqu'au don de sa vie, amour des peuples jusqu'au don du pardon. Libre et confiant dans le genre humain. Certain que l'humanité triomphera car qui meurt pour la liberté universelle a toujours raison devant l'histoire […] Ils sont tombés et leurs bourreaux voulurent les exécuter à nouveau par la calomnie de cette affiche rouge qui voulait exciter les peurs et ne fortifia que l'amour car les vrais patriotes reconnurent dans ce rouge le rouge du sang versé pour la France […] C'est ainsi que les hommes, par-delà la mort, survivent […] Ils débordent l’existence par la mémoire […] C’est ainsi que les Grands Hommes, en France, vivent pour l’éternité. »

Emmanuel Macron accueille enfin au Panthéon Missak Manouchian et ses compagnons de lutte, soulignant que la mention « Morts pour la France » est désormais attribuée à tous les résistants fusillés du Mont-Valérien :

« Entrent aujourd'hui au Panthéon vingt-quatre visages parmi ceux des FTP-MOI. Vingt-quatre visages parmi les centaines de combattants et otages, fusillés comme eux dans la clairière du Mont-Valérien, que j'ai décidé de tous reconnaître comme morts pour la France […] Missak Manouchian, vous entrez ici en soldat avec vos camarades […] Vous rejoignez avec eux les Résistants au Panthéon […] vous entrez ici toujours ivre de vos rêves : l'Arménie délivrée du chagrin, l'Europe fraternelle, l'idéal communiste, la justice, la dignité, l'humanité, rêves français, rêves universels […] vous entrez ici avec Mélinée en poète qui dit l'amour heureux. Amour de la liberté malgré les prisons, la torture et la mort, amour de la France, malgré les refus, les trahisons, amour des Hommes, de ceux qui sont morts et de ceux qui sont à naître […] la France, reconnaissante, vous accueille, Missak et Mélinée, destins d'Arménie et de France, amour enfin retrouvé. Missak, les vingt et trois, et avec eux tous les autres, enfin célébrés. L'amour et la liberté, pour l'éternité. »

## Dans la culture populaire

### Cinéma
- L'Affiche rouge de Frank Cassenti (1976) : interprété par Roger Ibáñez
- L'Armée du crime de Robert Guédiguian (2009) : interprété par Simon Abkarian
- Monsieur Aznavour de Grand Corps Malade et Mehdi Idir (2024) : interprété par Tigran Mekhitarian

### Littérature

#### Poésie
- Paul Éluard, Légion, 1950, paru dans Hommages
- Louis Aragon, Strophes pour se souvenir, 1955, paru dans Le Roman inachevé (1956)
- (hy) Berdjouhi Eleguian, « Միսաք Մանուշեանի անմահ յիշատակին » [« À la mémoire immortelle de Missak Manouchian »], Loussaghbiour, nos 29-31,‎ janvier-mars 1955, p. 142 (lire en ligne  [PDF])
- (hy) Kourken Mahari, « Մ. Մանուշեանի պայծառ յիշատակին » [« À la mémoire lumineuse de Missak Manouchian »], Loussaghbiour, nos 29-31,‎ janvier-mars 1955, p. 142 (lire en ligne  [PDF])

#### Romans
- Didier Daeninckx, Missak (roman), Paris, Éditions Perrin, 2009, 285 p. (ISBN 978-2-262-02802-2) ; réédition, Paris, Pocket no 14299, 2010  (ISBN 978-2-266-20025-7) ; réédition, Paris, Pocket jeunesse, coll. « Pocket jeunes adultes : roman » no J2273, 2010  (ISBN 978-2-266-20274-9) ; réédition, Paris, Éditions Gallimard, coll. « Folio » no 6447, 2018  (ISBN 978-2-07-276308-3)
- Didier Daeninckx, Avec le Groupe Manouchian : Les immigrés dans la résistance (roman jeunesse), Oskar, coll. « Histoire & société », 2010, 120 p. (ISBN 978-2350005874)
- Élise Fontenaille, Missak et Mélinée : Une histoire de l'affiche rouge (roman), Éditions du Rouergue, coll. « Doado », 2024, 128 p. (ISBN 978-2812625374, lire en ligne )

#### Bandes dessinées
- Didier Daeninckx (scénariste) et Laurent Corvaisier (dessinateur), Missak : L'enfant de l'affiche rouge (album jeunesse), Rue du monde, coll. « Pas comme les autres », 2009, 40 p. (ISBN 9782355040801)
- Didier Daeninckx (scénariste) et Mako (dessinateur) (préf. Jean-Pierre Sakoun), Missak Manouchian : Une vie héroïque (bande dessinée), Les Arènes, 2024, 120 p. (ISBN 979-10-375-1108-9)
- Jean-David Morvan (scénariste) et Thomas Tcherkezian (dessinateur), Missak, Mélinée & le groupe Manouchian : Les fusillés de l'Affiche rouge (bande dessinée), Dupuis, 2024, 160 p. (ISBN 978-2808504126)
- Jean-Pierre Pécau (scénariste), Eduardo Ocaña (dessinateur) et Maz ! (coloriste), Missak Manouchian : Mort pour la France (bande dessinée), Éditions Delcourt, coll. « Histoire & histoires », 2024, 72 p. (ISBN 978-2413083429)

### Musique
- Léo Ferré, L'Affiche rouge, 1958. Cette chanson est interprétée par de nombreux artistes[710],[711] : Monique Morelli (en 1961 à la Radiodiffusion-télévision française)[712], Yves Montand, Juliette Gréco, Cora Vaucaire, Catherine Sauvage[713], Claude Vinci[714], Marc Ogeret (dans Chante la résistance)[715], Isabelle Aubret[716], Mama Béa Tekielski (dans Du côté de chez Léo)[717], Catherine Ribeiro[718], Leny Escudero[719], Didier Barbelivien[720], Manu Lann Huel[721], Sapho[722], Bernard Lavilliers (dans Lavilliers chante Ferré)[723], Cali[724], HK[725], Grégoire[726], Francesca Solleville[727], Francis Lalanne[728], ou encore Feu! Chatterton (en 2022 dans l'album Palais d’argile Tour 2022)[729].
- Marc Ogeret, Lettre de Missak Manouchian, 1990, dans l'album Chante la résistance
- Patrick Bruel, Aux souvenirs que nous sommes, 2022, dans l'album Encore une fois

### Théâtre
- Guy Pierre Couleau, Résister, 2001, représentations en 2001-2003 et 2017-2018[730]
- Dominique Freydefont, Ils étaient vingt et trois quand les fusils fleurirent, 2007, représentations en 2009-2012[731]